# بلاد جبالة
منطقة جبالة هي المنطقة الجبلية في الشمال الغربي والشمال الأوسط للمملكة المغربية بمحاذاة البحر الأبيض المتوسط والمحيط الأطلسي وتتو اجد جميع السواحل الجنوبية لمضيق جبل طارق شمالها ولاتبتعد عن الجارة الايبيرية الا ب 14 كيلومتر تفصل بين لقرب ساحلين في حين تمتد جنوبا لتصل إلى المنطقة الشمالية من جبال الأطلس المتوسط وتعود تسميتها بجبالة إلى القرن 17 حيث احدث الملوك العلويين ايالة شمال غرب المغرب تحت اسم جبالة الذي مرده للطبيعة الجبلية للمنطقة لتعوض تسميات سابقة كالهبط-جبال غمارة-جبال الفحص-جبال الزبيب وغيرها
تغطي بلاد جبالة مساحة واسعة شمال المغرب بمحاذاة البحر الأبيض المتوسط والمحيط الأطلسي وتشمل اقاليم وعمالات طنجة-اصيلا الفحص-انجرة المضيق-الفنيدق سبتة تطوان العرائش شفشاون وزان تازة تاونات واجزاء واسعة جهة الغرب شراردة بني حسين.

## الجغرافيا

### التضاريس

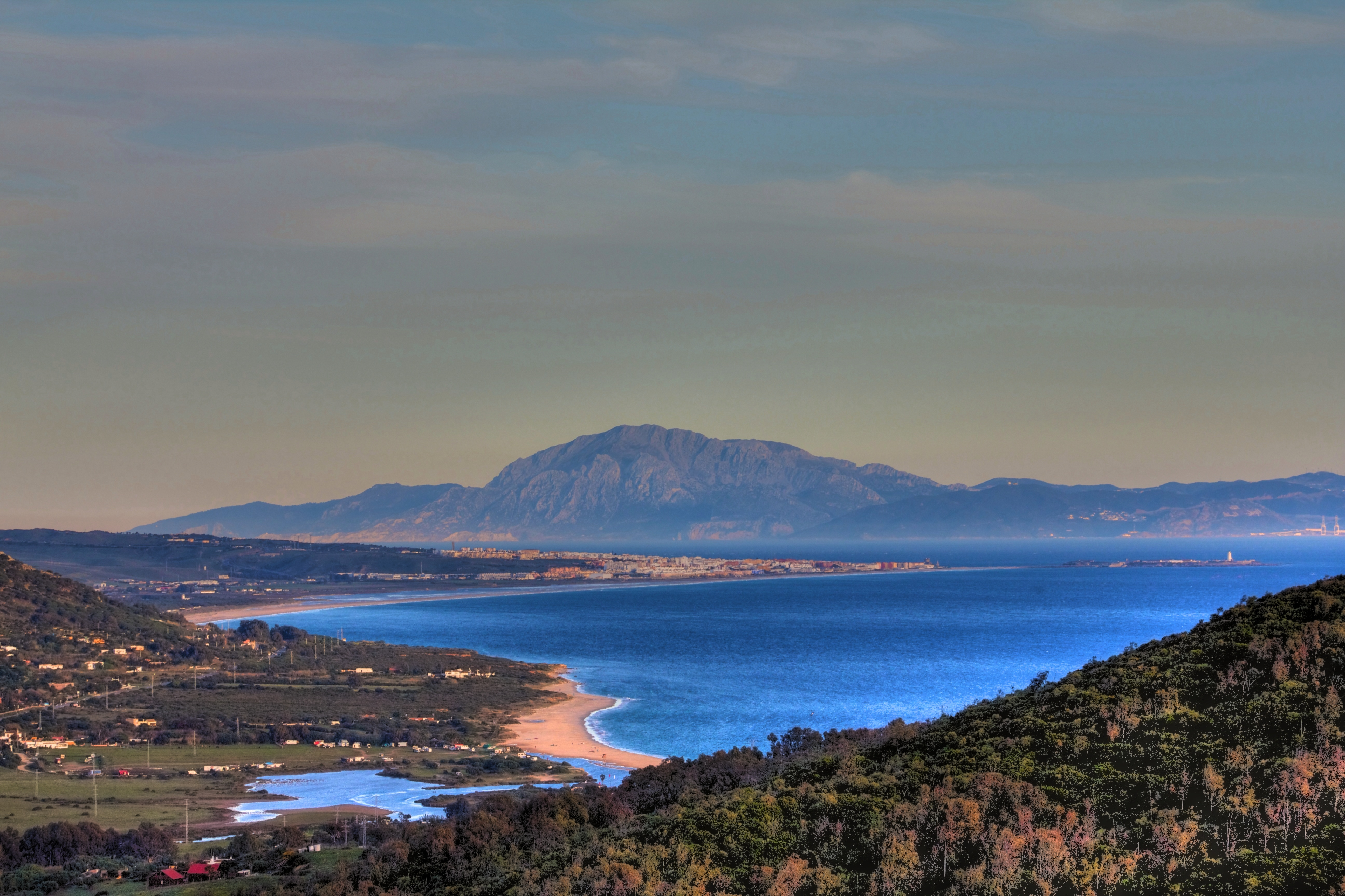
منطقة جبالة حيث يلاقي الجبل البحر ساجل جبل موسى ومحيطه

تتشكل منطقة جبالة من: المناطق الغربية والوسطى من جبال الريف، سهول اللوكوس، هضاب ورغة، الاجزاء الشمالية من سهول الغرب، واقصى شمال جبال الأطلس المتوسط; على مساحة 23.981 كيلومتر مربع وتقسم هذه المنطقة إلى عدة اجزاء
. جبال الريف الغربي وتشمل اقاليم الفحص-انجرة، المضيق-الفنيدق، سبتة، تطوان، شفشاون، والجزء الشرقي من اقليم العرائش، والجزء الغربي من اقليم وزان، واعلى قمة بها: جبل تيسوكة 2122م (جماعة باب تازة شفشاون).
. جبال الريف الوسطى وتشمل الاجزاء الجبلية من اقاليم الحسيمة، تاونات، الجزء الشرقي من اقليم وزان، والجزء الشمالي من اقليم تازة، ومنطقة اولاد بوريمة باقليم گرسيف، واعلى قمة بها جبل تدغين2455م (جماعة ايساكن الحسيمة)وهي اعلى قمة بمنطقة جبالة.
. اللوكوس وهي المناطق السهلية والهضبية شرق اقليم العرائش، وأقصى شمال اقليم القنيطرة بمحاذاة السواحل الأطلسية ويتراوح الارتفاع فيها بين 15و800م،(تل بني گرفط العرائش).
. ورغة وهي المناطق التلية والهضبية على حوض ورغة بوسط اقليم تاونات، وغرب اقليم تازة، وشرق اقليم وزان ويتراوح الارتفاع بها بين 400و1200م (جبل زدور جماعة عين مديونة تاونات).
. جبال تازة وتشمل المناطق الوسطى والجنوبية من اقليم تازة; أي المناطق أقصى شمال جبال الأطلس المتوسط واعلى قمة بها جبل تازقة 1980م (جماعة باب بودير تازة)

### المناخ
تتكون الخريطة المناخية لبلاد جبالة من منطقتين رئيستين:
.منطقة ذات مناخ معتدل متوسطي، ممطر شتاء ومعتدل صيفا وتفوق بها كمية التساقطات1000mm وتصل إلى 450mm في المناطق الشرقية الساحلية، وينتشر هذا المناخ في مناطق طنجة-اصيلا العرائش، وزان، جنوب تاونات، وغرب تازة والمناطق الساحلية في باقي الاقاليم
.منطقة ذات مناخ بارد جبلي تتراوح كمية التساقطات فيه بين 900mm و2000mm وتنخفض درجة الحرارة شتاء لتصل -8 ولاتتجاوز صيفا 34 درجة ;وينتشر هذا المناخ في باقي المناطق.

### الثروات النباتية والحيوانية

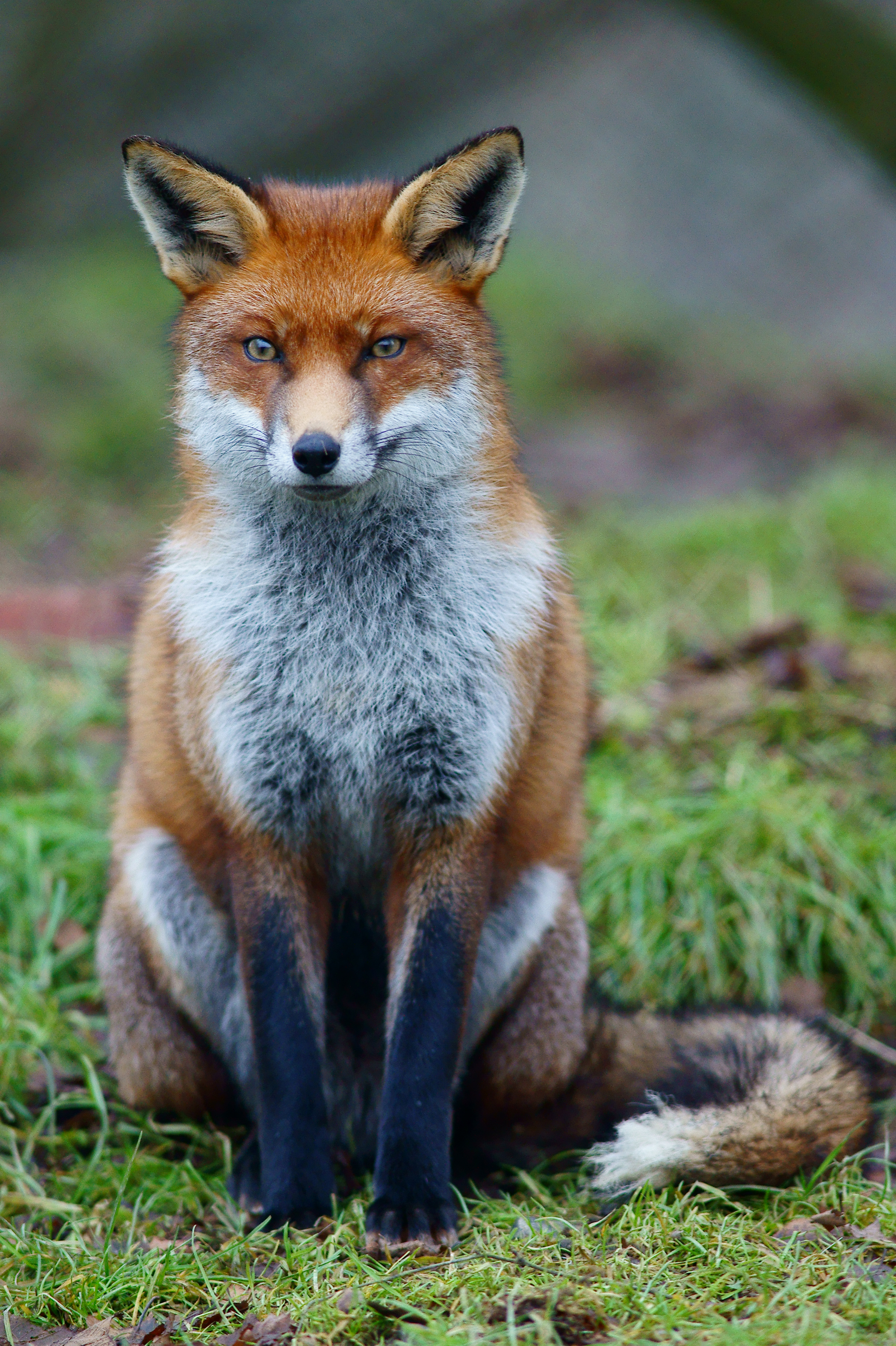
ثعلب احمر من غابات انجرة

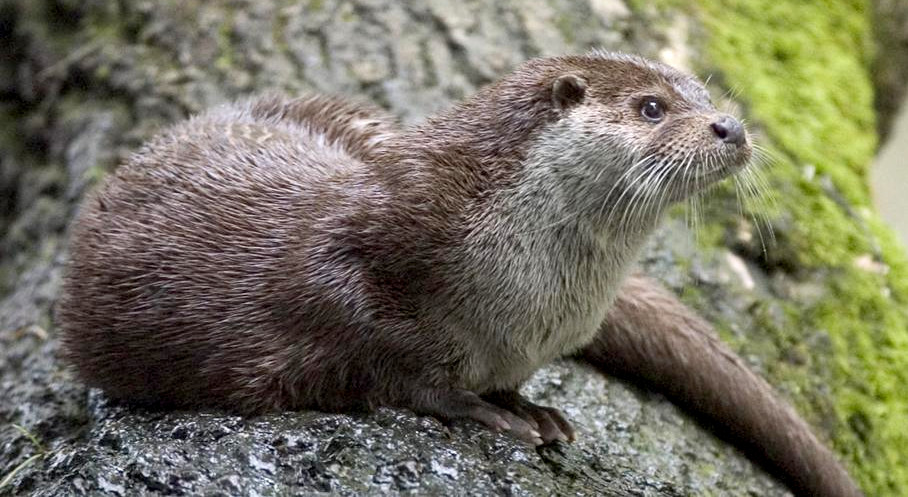
القضاعة من غابات تالامبوت

اختلاف التضاريس والظروف الطبيعية في المنطقة اهلها لاحتواء تشكيلة مهمة من الثروات الطبيعية الحيوانية والنباتية حيث تصل مساحة الغابات في المنطقة 669437 هكتار، أي مايعادل تقريبا 28 بالمئة من المساحة و14 بالمئة من المساحة الغابوية بالمغرب ولهذا فالمنطقة تحتوي اربع منتزهات وطنية: المنتزه الوطني بوهاشم بشفشاون والعرائش وتطاوان، منتزه تالاسمطان بشفشاون، منتزه الحسيمة بالحسيمة، المنتزه الوطني تازقة بتازة.
• الغطاء النباتي في المنطقة ينتمي إلى النموذج المتوسطي الجبلي;ويمكن تحديد أربعة أنواع من الاغطية النباتية′
– اصناف دائمة الخضرة: كالارز، والبلوط الأخضر، وبلوط الفلين، والعرعر، والدردار، والقطلب، والزان، والصفصاف.
– فصيلة الاسيات: كالاس، والاوكاليبتوس.
– الاصناف الصنوبرية: كالصنوبر الحلبي، والصنوبر البحري، والتنوب.
– الاصناف النفضية: كالقيقب ;بالإضافة إلى الاحراش المتكونة من شجر الزيتون البري، ودم التنين، والاقاقيا، كما توجد بمنطقة الشويحات بشفشاون اخر مستعمرات شجر الشوح بأفريقيا بمساحة 4000هكتار.
• تعد منطقة جبالة موطنا للعديد من اصناف الثدييات البرية من اهمها: قرد الماكاك البربري، الايل البربري، الخنزير البري، الذئب، الثعالب الحمراء، الزريقاء، ابن عرس، الضبع المخطط، بالإضافة إلى ان المنطقة تحتوي اخر مستعمرات القنادس، النمور، الفهود، والوشق، في شمال أفريقيا.

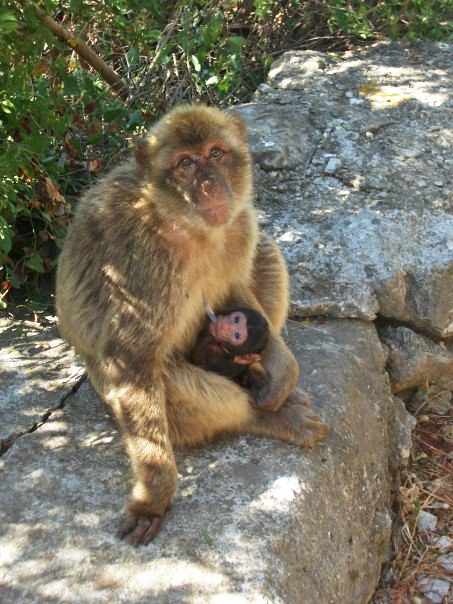

كما تتوفر المنطقة على ازيد من 200 نوع من الطيور: اهمها النسر الملكي، والنسر الذهبي، والبومة الصمعاء، والثبج الأوروبي، والنحام الوردي; وهذا التنوع يعود إلى توفر المنطقة على العديد من البحيرات والمناطق الرطبة كبحيرات تاهدارت وسمير ;وهذه البحيرات تعتبر أيضا مناطق مهمة لتواجد البرمائيات، والزواحف والتي من اهمها ضفدع بريكشة اللذي ينسب إلى منطقة بريكشة بوزان.هذا وتتوفر المناطق الساحلية على العديد من الانواع اهمها:الفقمة الناسكة المتوسطية المهددة بالانقراض، وخنزير البحر، وحوت العنبر القزم.

### الشريط الساحلي

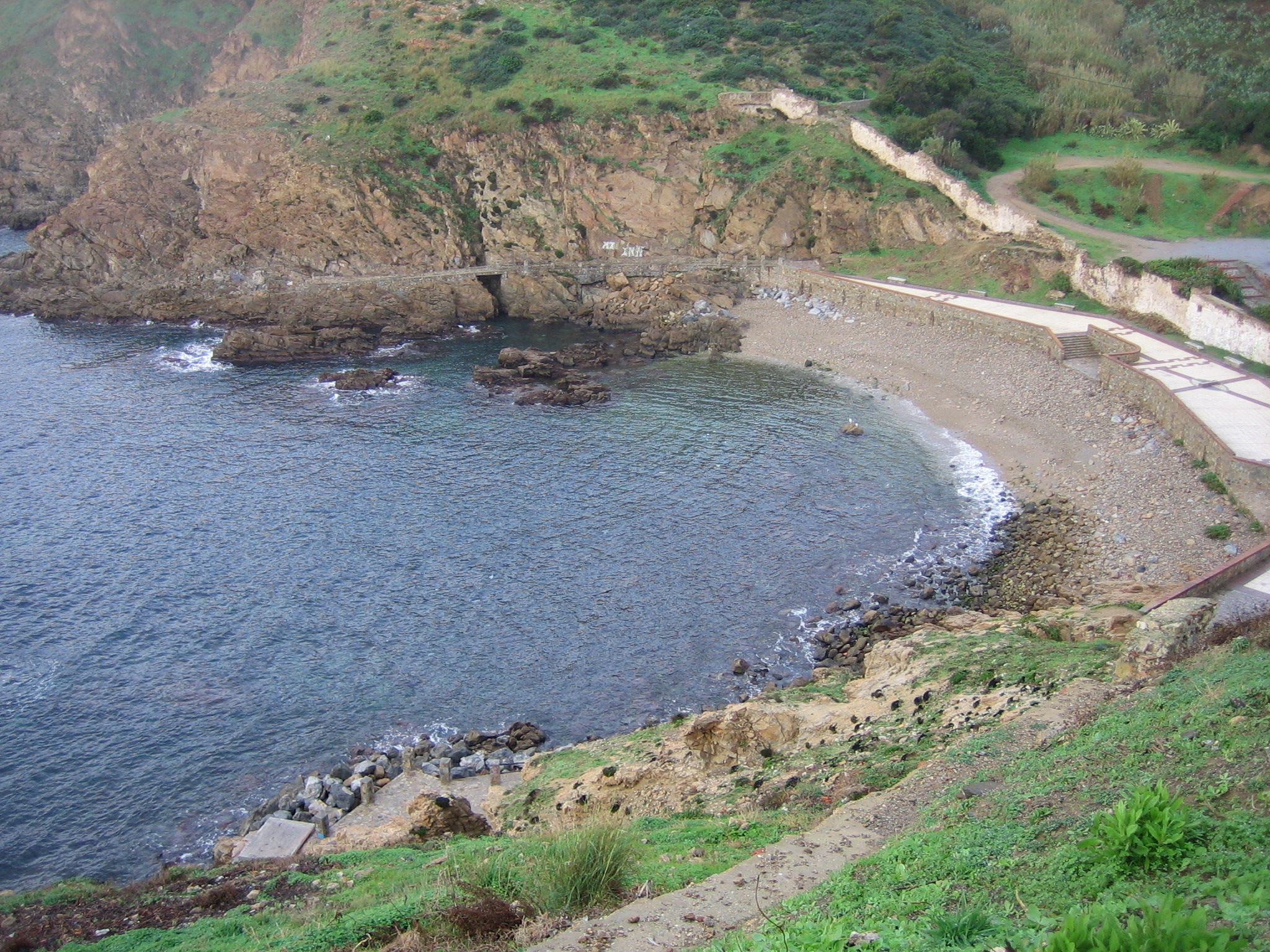
پلايا دل دسناريكادو سبتة

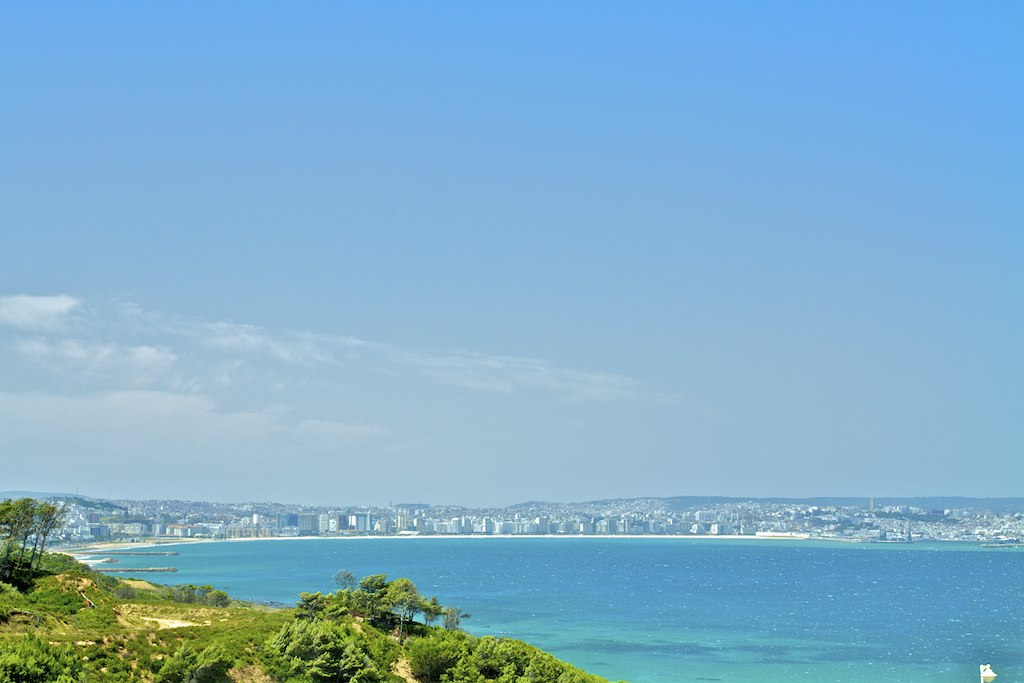
كابو مالاباطا طنجة

يمتد الشريط الساحلي لجبالة على مسافة 500 كيلومتر; ثلثها على المحيط الأطلسي، وثلثاها على البحر الأبيض المتوسط ;وعلى طول هذا الساحل تتناثر عشرات الشواطئ الجميلة والمنتزهات البحرية والتي يعتبر منتزهي الحسيمة، وبليونش (المضيق-الفنيدق)من اجملها; بالإضافة إلى انتشار العديد من الجزر الصغيرة على طول الساحل اهمها: جزر اسبارطل، وجزيرة البرهان

### الشبكة المائية
تتوفر جبالة بفضل موقعها الجعرافي على أهم شبكة مائية بالمغرب;إذ انها تتوفر على ازيد من 31,52بالمئة من المياه السطحية بالمغرب، و54 بالمئة من المياه الجوفية; رغم ان مساحة جبالة لاننعدى نسبتها 7 بالمئة من مساحة الوطن ;وبذلك فهذه المؤهلات توفر حاجيات 60بالمئة من السكان بالمغرب وهذه قائمة السدود بالمنطقة والتي يتصدرها سد الوحدة الذي يعتبر ثاني أكبر بحيرة اصطناعية بأفريقيا بعد بحيرة ناصر بمصر

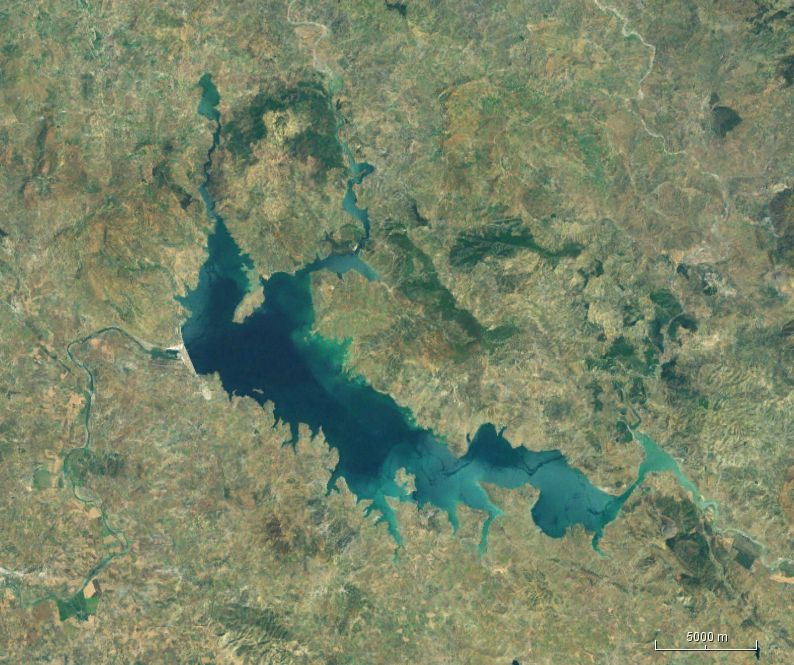
صورة بالأقمار الصناعية لبحيرة سد الوحدة

| اسم السد     | حقينته ب مليون m3 | النهر المنشا عليه    | الاقليم               |
| ------------ | ----------------- | -------------------- | --------------------- |
| الوحدة       | 3.800             | ورغة                 | تاونات وزان           |
| ادريس الأول  | 1.186             | ايناون-ورغة          | تاونات-تازة           |
| وادي المخازن | 773               | وادي المخازن-اللوكوس | العرائش وزان القنيطرة |
| اسفالو       | 317               | اسفالو-ورغة          | تازة                  |
| 09 ابريل     | 300               | الحاشف-تاهدارت       | طنجة-اصيلا            |
| السهلة       | 62                | اسرى-ورغة            | تاونات                |
| بوهودة       | 55                | الجزار-ورغة          | تاونات                |
| اسمير        | 43                | اسمير                | المضيق-الفنيدق        |
| ابن بطوطة    | 38,5              | تاهدارت              | طنجة تطوان            |
| باب الوطاء   | 37                | ايناون-بوحلو         | تازة                  |
| محمد الخطابي | 33,6              | اسرى-ورغة            | الحسيمة               |
| الروز        | 31                | ريو مارتين           | تطوان                 |
| خزان لاو     | 30                | وادي لاو             | تطوان                 |
| تالامبوت     | 26                | اقشور                | شفشاون                |
| الرمل        | 25                | وادي الرمل           | الفحص-انجرة           |
| الجمعة       | 6,5               | الجمعة               | الحسيمة               |
| النخلة       | 5,7               | النخلة               | تطوان                 |
| گرد اللوكوس  | 4                 | اللوكوس              | العرائش               |
| اجراس        | 3                 | اجراس                | المضيق-الفنيدق        |
| الصغير       | 2,3               | تاهدارت              | طنجة-اصيلا            |
| أبو خالف     | 1,1               | تاهدارت              | طنجة-اصيلا            |
| الصابون      | 1,1               | ريو مارتين           | تطوان                 |
| الصاف        | 1                 | ورغة                 | تاونات                |

### التقسيم القبلي والجماعي

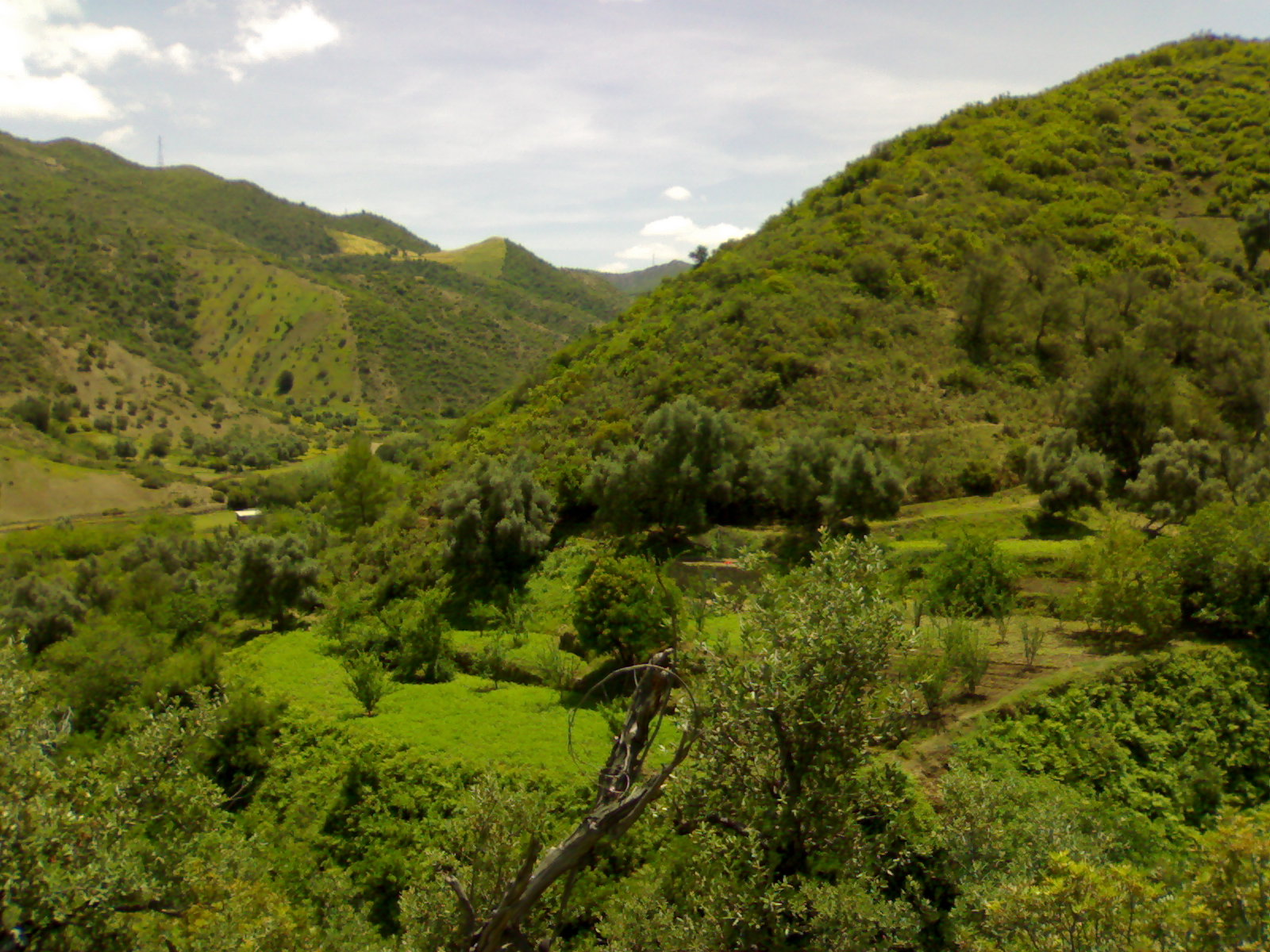
بني شعيب مقريصات

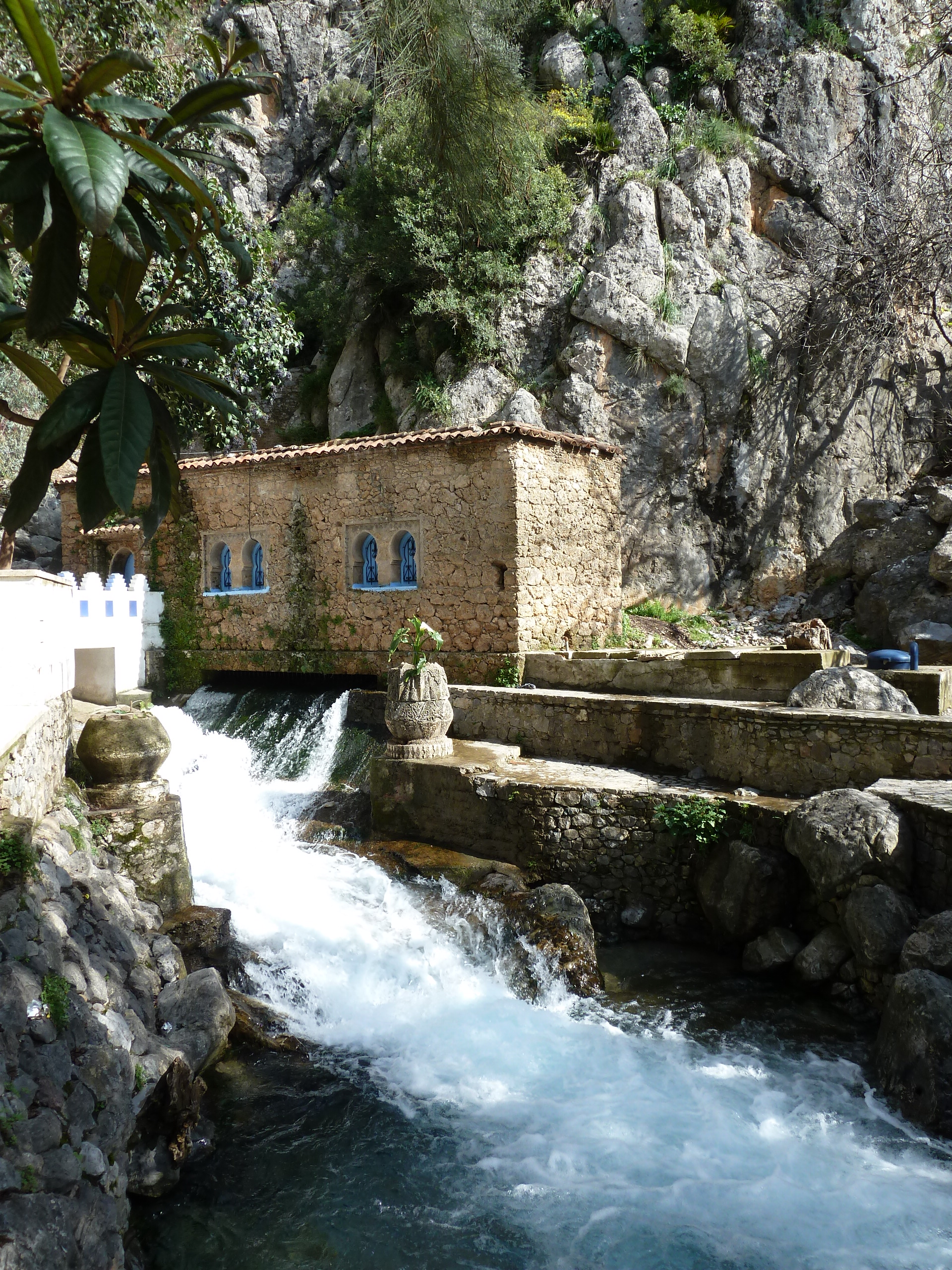
راس الماء الشاون

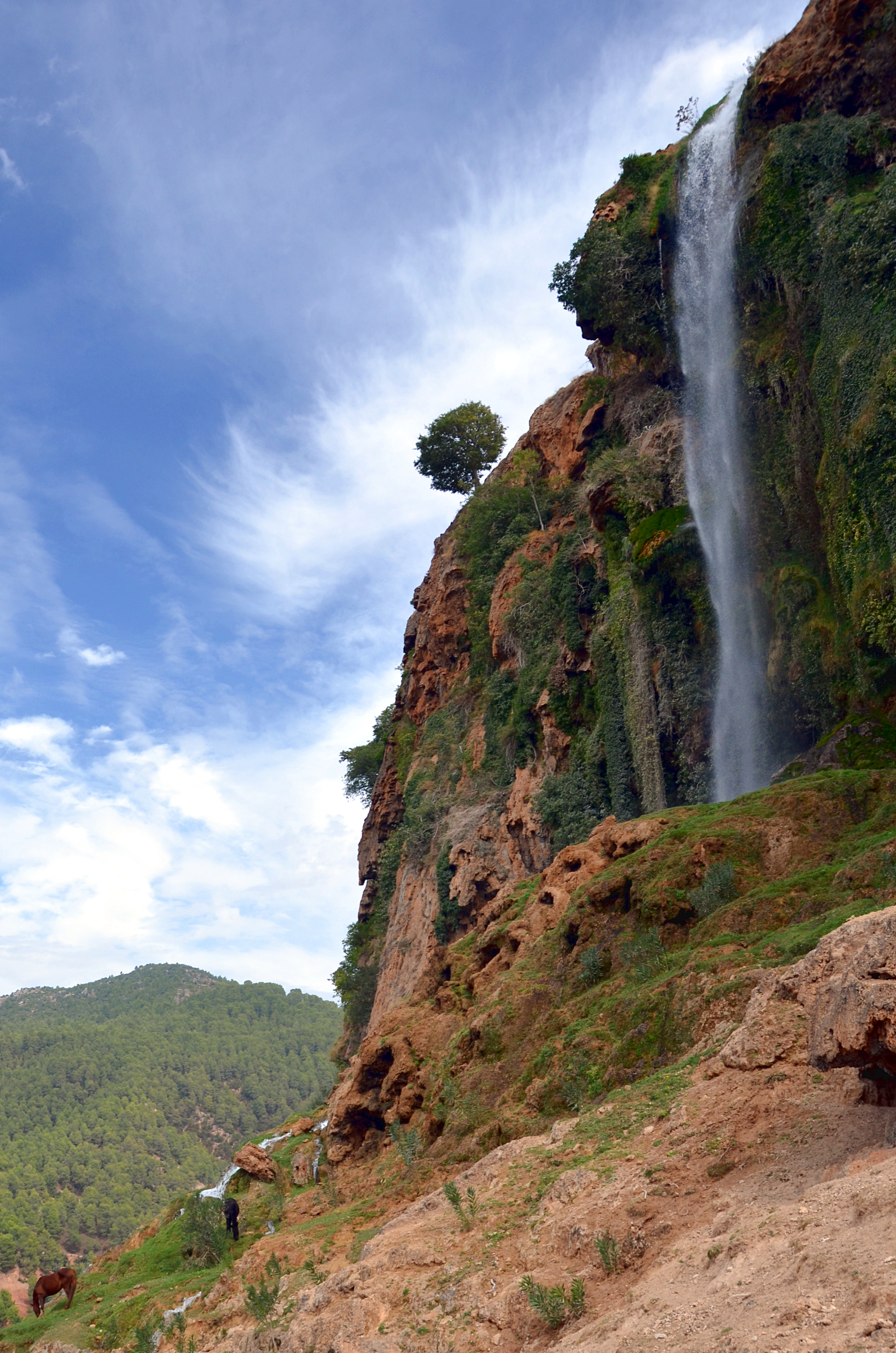
منابع أشطة بني سلمان

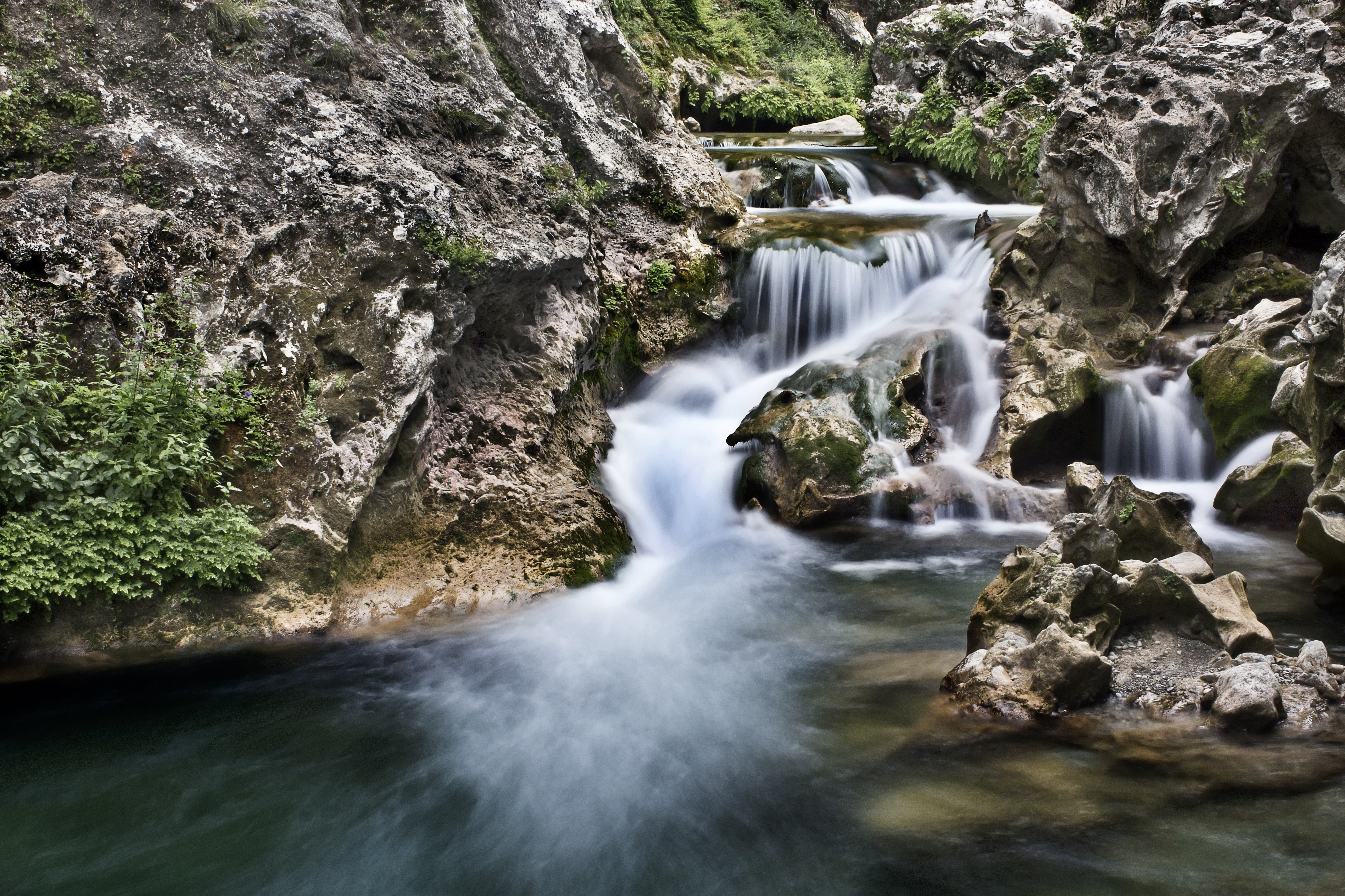
منابع أقشور تالامبوت

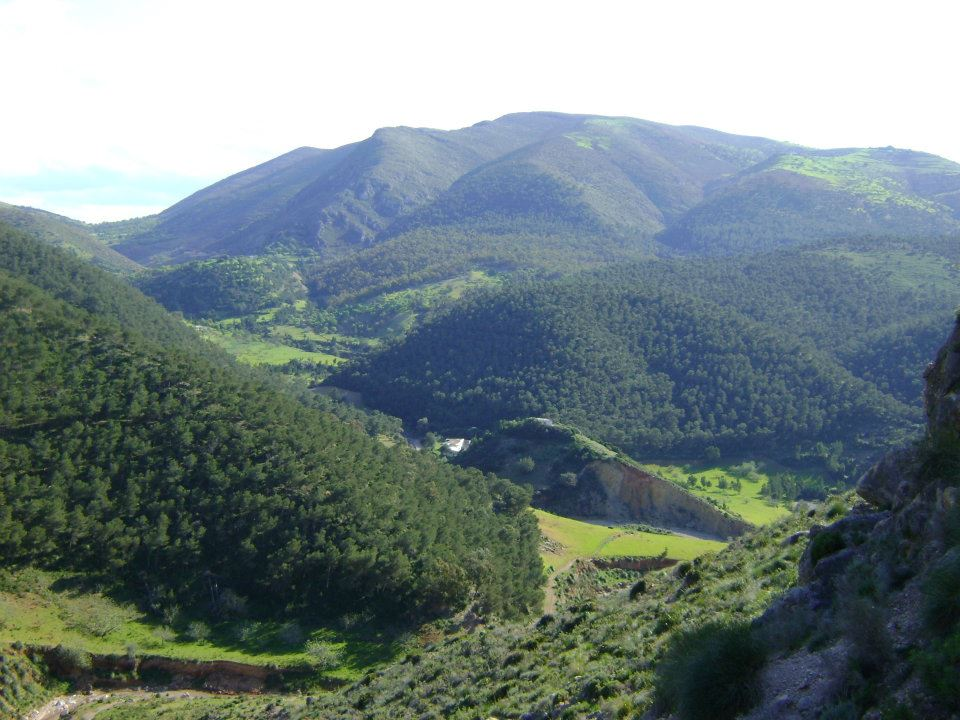
منظر من المتزه الوطني للحسيمة

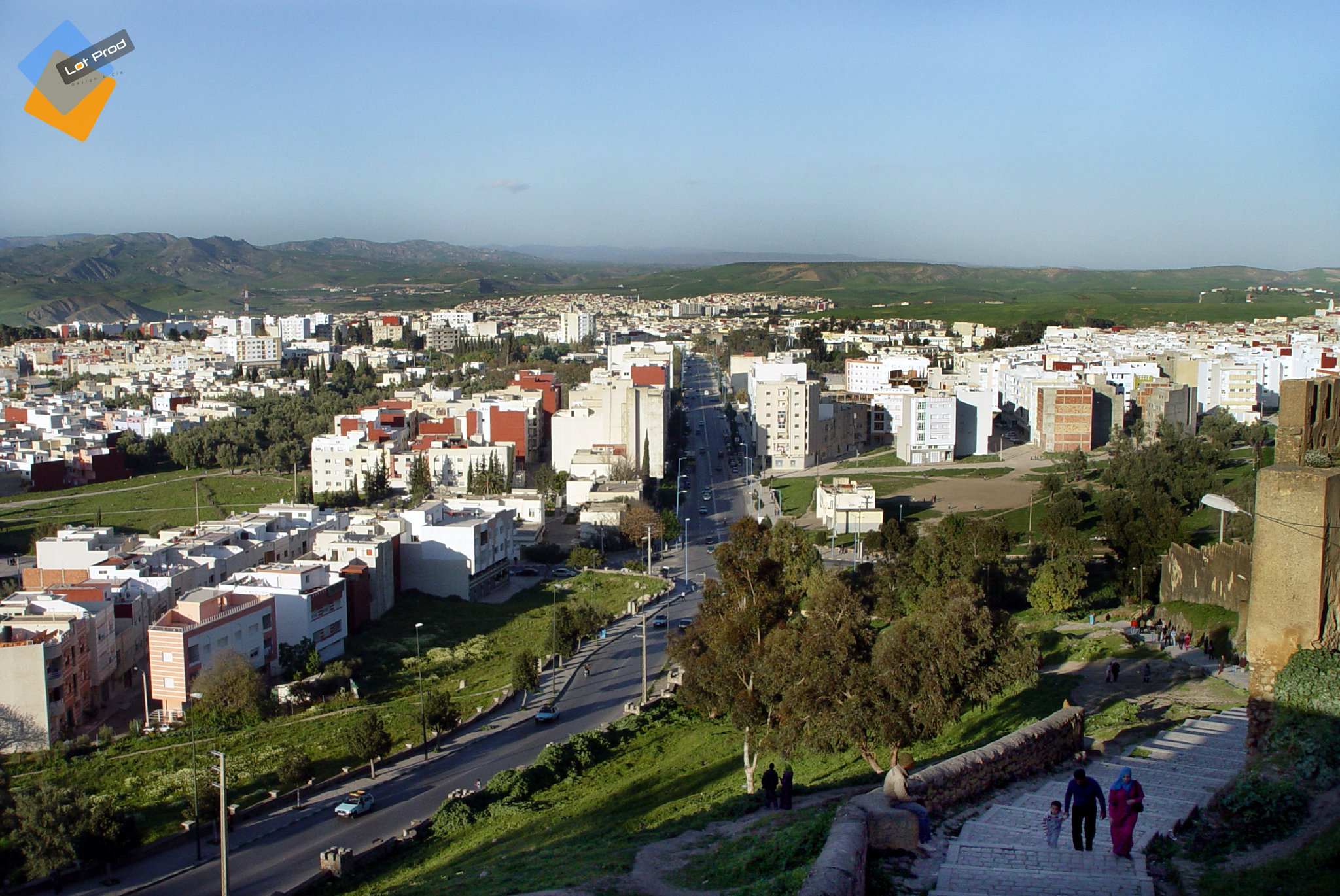
تازة الحديثة «السفلى»

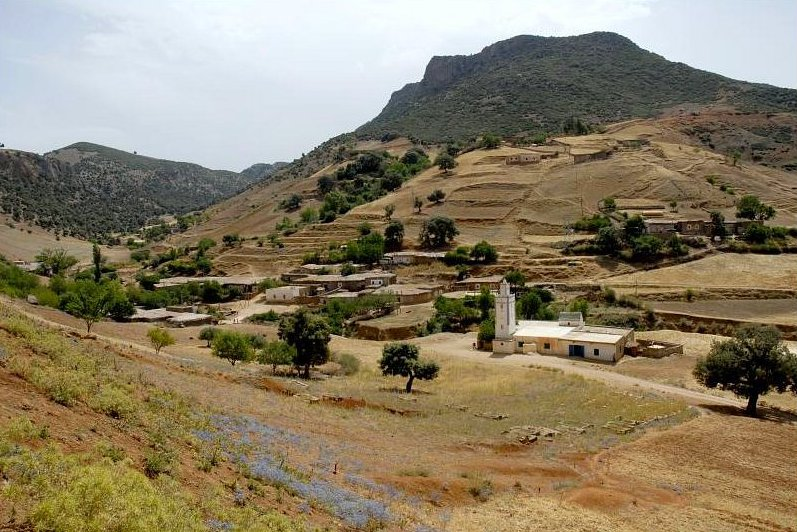
مدشر خلف جبال تازقة

تنقسم منطقة جبالة إلى 77 قبيلة موزعة على 186 جماعة حضرية وقروية و12 اقليما وعمالة على النحو التالي

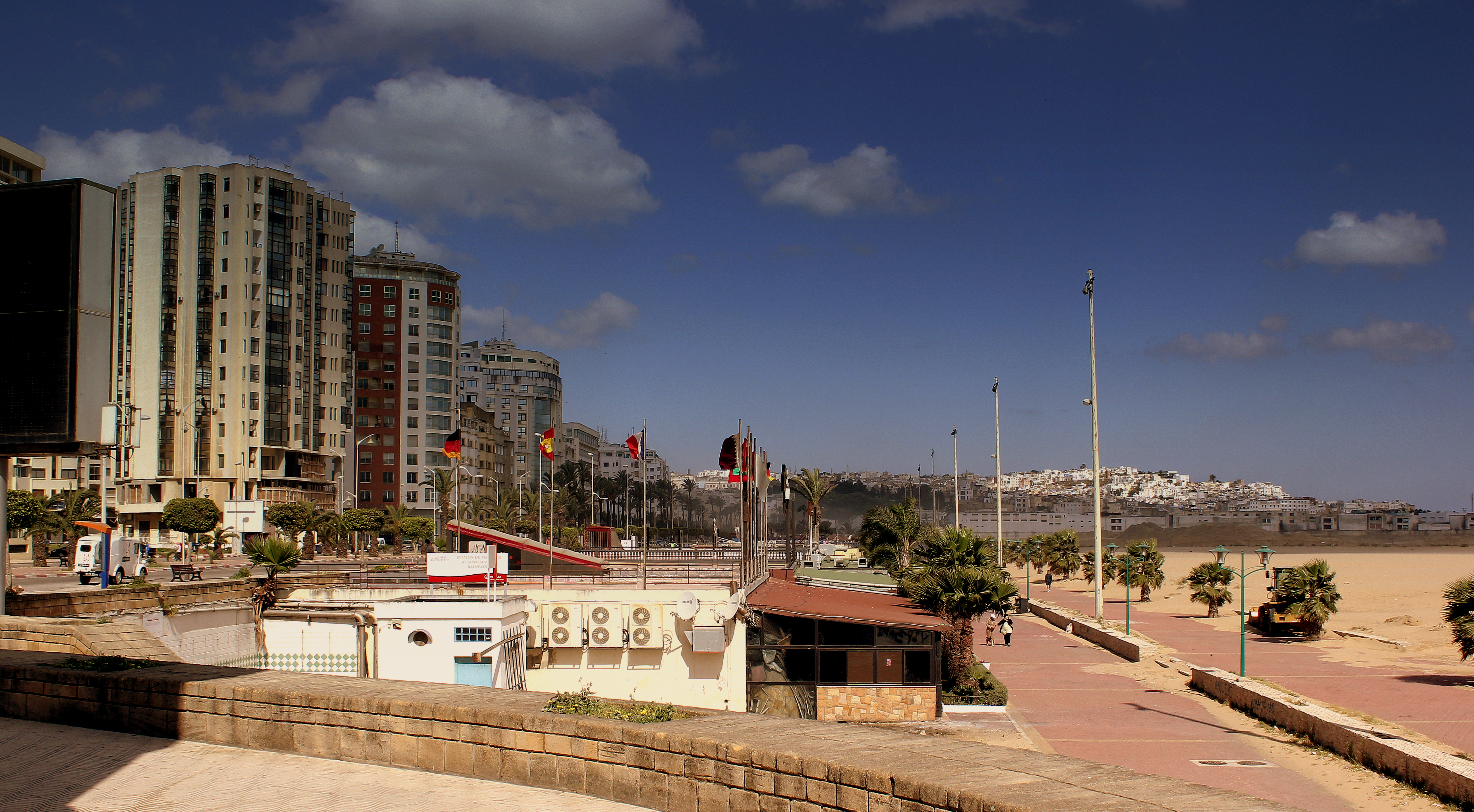
طنجة

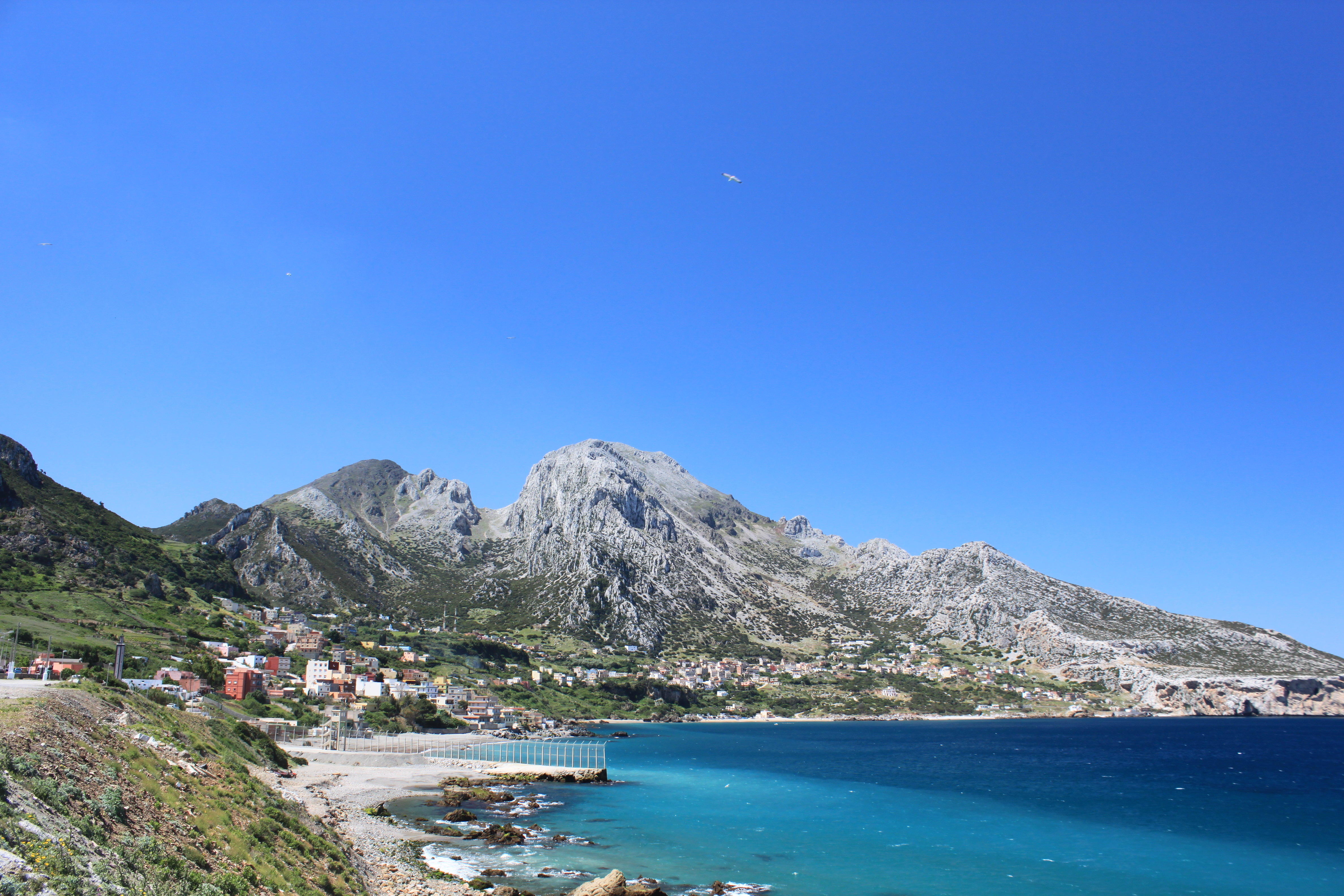
بليونش

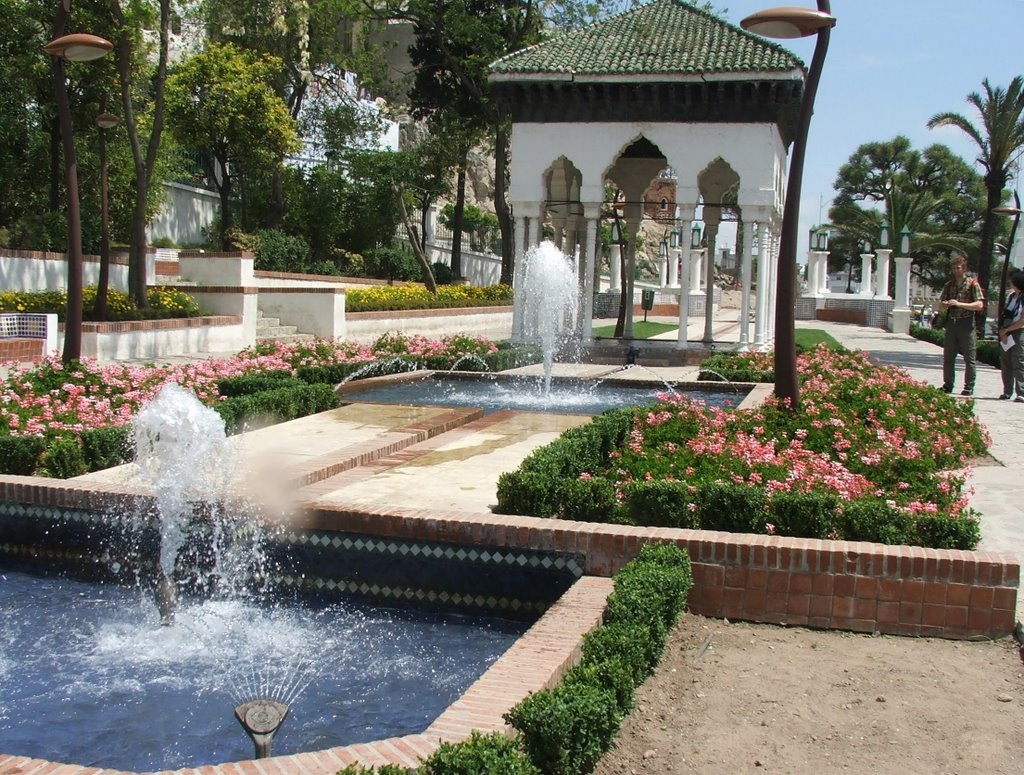
حدائق رياض العشاق تطاوان

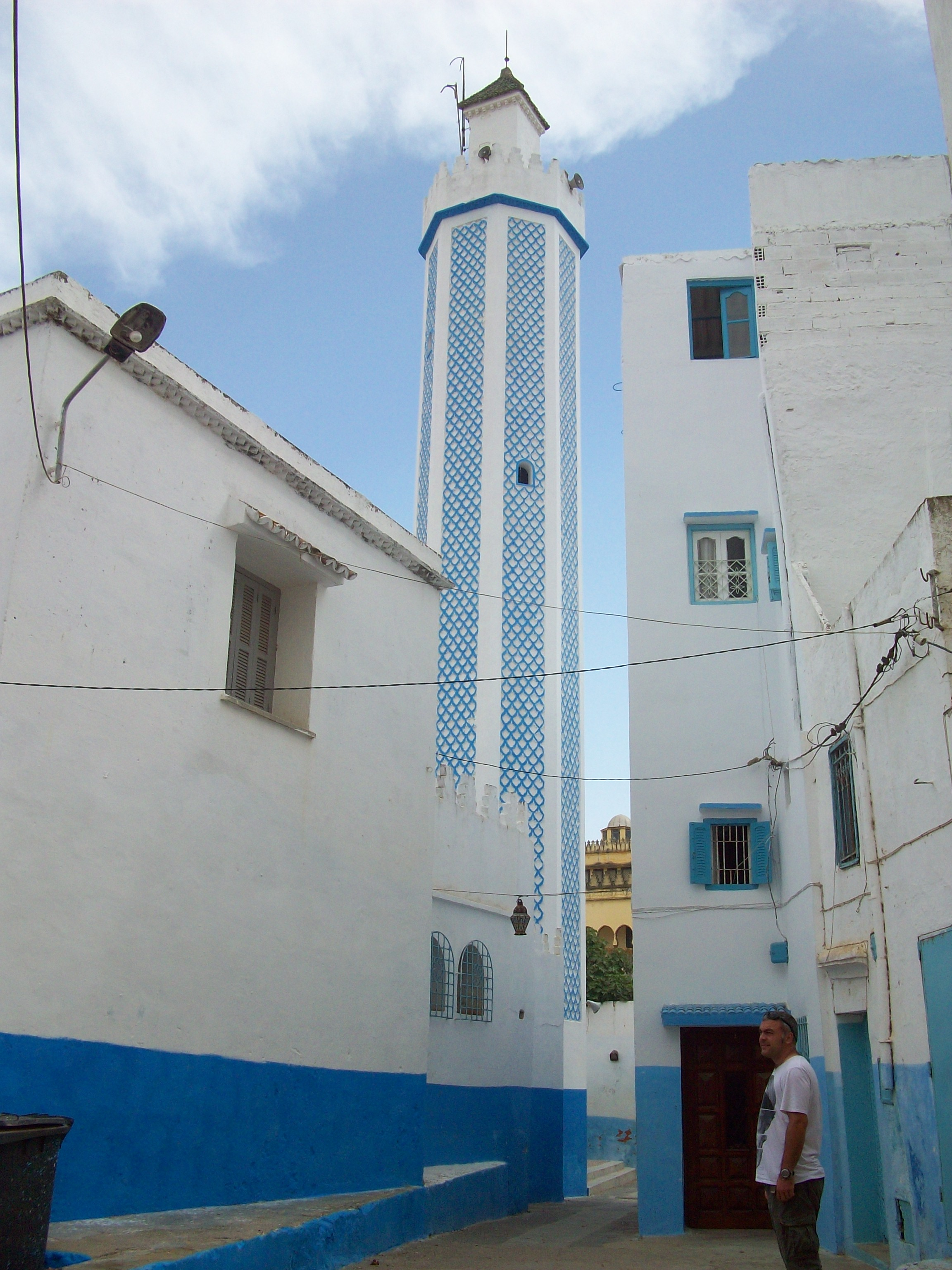
جامع بمدينة العرائش

طنجة-اصيلا
| طنجة           | 124 | 871.274 | الفحص           |              |       |           |
| ابوخالف        | 178 | 14.465  | الفحص           | اگزناية      | 4.953 | الفحص     |
| العوامة        | 60  | 38.971  | الفحص           |              |       |           |
| الزينات        | 63  | 4.780   | الفحص-بني منصور |              |       |           |
| دار الشاوي     | 90  | 2.8838  | بني منصور       | دار الشاوي   | 1.443 | بني منصور |
| المنزلة        | 110 | 2.322   | جبل حبيب        |              |       |           |
| ارزيلا (اصيلا) | 33  | 31.825  | الغربية         |              |       |           |
| اقواس بريش     | 59  | 3.988   | الغربية         |              |       |           |
| الخلوة         | 103 | 11.477  | الغربية         |              |       |           |
| سيدي اليماني   | 155 | 8.982   | الغربية         | سيدي اليماني | 1.085 | الغربية   |
| الساحل الشمالي | 110 | 5.118   | الساحل          |              |       |           |

الفحص-انجرة
| البحراويين  | 60  | 14.706 | انجرة    |              |       |       |
| ملوسة       | 110 | 11.725 | انجرة    |              |       |       |
| القصرالصغير | 73  | 10.693 | انجرة    | القصر الصغير | 2.743 | انجرة |
| قصر المجاز  | 86  | 11.788 | انجرة    |              |       |       |
| تاغرامت     | 158 | 15.319 | انجرة    |              |       |       |
| انجرة       | 100 | 16.671 | انجرة    |              |       |       |
| الجوامعة    | 84  | 7.559  | وادي راس |              |       |       |

المضيق-الفنيدق
| الجماعة               | المساحة بKM2 | السكان حسب توقعات 2013 | القبيلة المنتسبة اليها |
| --------------------- | ------------ | ---------------------- | ---------------------- |
| كاستييخوس (الفنيدق)   | 5            | 80.014                 | انجرة                  |
| بليونش                | 68           | 7.025                  | انجرة                  |
| ريو ديمارتين (مارتيل) | 34           | 62.745                 | الحوز                  |
| الرينكون (المضيق)     | 6            | 60.665                 | الحوز                  |
| العاليين              | 65           | 6.589                  | الحوز                  |

تطوان
| الملاليين       | 12.750  | 64  | الحوز     |               |       |          |
| صدينة           | 8.210   | 61  | الحوز     |               |       |          |
| السوق القديم    | 7.889   | 78  | وادي راس  |               |       |          |
| عين الحصن       | 6.623   | 104 | وادي راس  |               |       |          |
| بني حرشان       | 8.095   | 182 | بني منصور |               |       |          |
| جبل حبيب        | 3.375   | 85  | جبل حبيب  | قرية جبل حبيب | 1.196 | جبل حبيب |
| تطاوان          | 364.474 | 79  | بني حزمر  |               |       |          |
| دار ابن قريش    | 2.077   | 30  | بني حزمر  | دار ابن قريش  | 6.275 | بني حزمر |
| ازلا            | 15.432  | 87  | بني حزمر  |               |       |          |
| الزيتون         | 10.945  | 53  | بني حزمر  |               |       |          |
| الزينات         | 7.569   | 110 | بني حزمر  |               |       |          |
| السحتريين       | 7.336   | 110 | بني يدير  |               |       |          |
| البغاغزة        | 7.294   | 152 | بني يدير  |               |       |          |
| بني يدير        | 5.206   | 91  | بني يدير  |               |       |          |
| الخروب          | 3.469   | 72  | بني يدير  |               |       |          |
| بني ليث         | 6.354   | 113 | بني ليث   |               |       |          |
| الوادي          | 12.117  | 357 | بني حسان  |               |       |          |
| الحمراء         | 11.692  | 203 | بني حسان  |               |       |          |
| اولاد علي منصور | 6.360   | 211 | بني حسان  |               |       |          |
| واد لاو         | 9.177   | 66  | بني سعيد  |               |       |          |
| بني سعيد        | 9.111   | 135 | بني سعيد  |               |       |          |
| زاوية سيدي قاسم | 11.506  | 131 | بني سعيد  |               |       |          |

العرائش
| العرائش         | 48  | 123.512 | الساحل            |             |       |        |
| الساحل          | 186 | 10.713  | الساحل            | خميس الساحل | 5.699 | الساحل |
| عياشة           | 124 | 7.665   | عياشة-بني عروس    |             |       |        |
| بني عروس        | 188 | 10.742  | بني عروس          |             |       |        |
| تازروت          | 170 | 6.960   | بني عروس          |             |       |        |
| زعرورة          | 162 | 13.862  | سوماتة-بني گرفط   |             |       |        |
| بني گرفط        | 239 | 15.050  | بني گرفط          |             |       |        |
| القلة           | 273 | 19.337  | بني يوسف-بني زگار |             |       |        |
| أبو جديان       | 223 | 11.789  | اهل سريف          |             |       |        |
| تطفت            | 168 | 10.629  | اهل سريف          |             |       |        |
| القصرالكبير     | 14  | 117.608 | الخلط             |             |       |        |
| قصر بجير        | 107 | 16.938  | الخلط             |             |       |        |
| ريصانة الشمالية | 116 | 12.840  | الخلط             |             |       |        |
| ريصانة الجنوبية | 113 | 17.003  | الخلط             |             |       |        |
| اولاد اوشيح     | 73  | 45.595  | الخلط             |             |       |        |
| السواكن         | 87  | 13.074  | الخلط             |             |       |        |
| سوق الطلبة      | 94  | 13.112  | الخلط             |             |       |        |
| زوادة           | 150 | 22.851  | الخلط             |             |       |        |
| العوامرة        | 249 | 41.170  | الخلط             |             |       |        |

القنيطرة
| عرباوة             | 27.124 | 80  | الخلط | عرباوة | 7.090 | الخلط |
| الشوافع            | 17.484 | 113 | الخلط |        |       |       |
| سيدي ابي بكر الحاج | 18.795 | 122 | الخلط |        |       |       |
| قرية ابن عودة      | 10.584 | 69  | الخلط |        |       |       |
| وادي المخازن       | 7.652  | 50  | صرصر  |        |       |       |

وزان
| اسجن             | 150 | 13.165 | رهونة                |          |       |            |
| بريكشة           | 135 | 8.883  | رهونة                | بريكشة   | 1.759 | رهونة      |
| مصمودة           | 207 | 16.212 | مصمودة               |          |       |            |
| مزوفرن           | 98  | 7.612  | مصمودة               |          |       |            |
| وزان             | 40  | 63.878 | اهل الربع            |          |       |            |
| بني قلة          | 161 | 17.254 | بني مستارة-اهل الربع |          |       |            |
| زومي             | 287 | 40.184 | بني مستارة           | زومي     | 6.453 | بني مستارة |
| سيدي رضوان       | 164 | 21.530 | بني مستارة           |          |       |            |
| قلعة ابي قرة     | 100 | 18.536 | بني مستارة           |          |       |            |
| عين بيضاء        | 170 | 13.376 | غزاوة                |          |       |            |
| مقريصات          | 235 | 9.439  | غزاوة                | مقريصات  | 2.241 | غزاوة      |
| المجاعرة         | 215 | 14.670 | بني مزگلدة           | عين دريج | 4.097 | بني مزگلدة |
| زغيرة            | 204 | 16.359 | بني مزگلدة           |          |       |            |
| تروال            | 79  | 14.349 | بني مزگلدة           |          |       |            |
| ونانة            | 165 | 15.062 | بني مزگلدة           |          |       |            |
| سيدي ابي الصبر   | 136 | 11.483 | سطة                  |          |       |            |
| سيدي احمد الشريف | 126 | 10.563 | سطة                  |          |       |            |

شفشاون
| فيفي             | 110 | 8.971  | غزاوة           |          |       |                 |
| بني فغلوم        | 96  | 12.190 | غزاوة           |          |       |                 |
| شفشاون           | 10  | 39.983 | الاخماس         |          |       |                 |
| باب تازة         | 209 | 21.248 | الاخماس         | باب تازة | 9.310 | الاخماس         |
| تنقوب            | 181 | 7.956  | الاخماس         |          |       |                 |
| الغدير           | 131 | 8.272  | الاخماس         |          |       |                 |
| الدردارة         | 137 | 15.905 | الاخماس         |          |       |                 |
| بني صالح         | 91  | 12.158 | الاخماس         |          |       |                 |
| بني دركول        | 83  | 13.676 | الاخماس         |          |       |                 |
| بني أحمد الغربية | 53  | 15.899 | بني أحمد        |          |       |                 |
| بني أحمد الشرقية | 54  | 10.429 | بني أحمد        |          |       |                 |
| المنصورة         | 96  | 20.553 | بني أحمد        |          |       |                 |
| وادي الملحة      | 133 | 14.819 | بني أحمد        |          |       |                 |
| باب برد          | 99  | 20.390 | بني خالد        | باب برد  | 8.179 | بني خالد        |
| يونان            | 172 | 25.651 | بني خالد        |          |       |                 |
| تموروت           | 171 | 29.246 | بني خالد        |          |       |                 |
| بني رزين         | 134 | 23.762 | بني رزين        |          |       |                 |
| بني سلمان        | 163 | 28.576 | بني سلمان       |          |       |                 |
| بني منصور        | 74  | 23.782 | بني منصور غمارة |          |       |                 |
| تالامبوت         | 177 | 12.664 | ني زجل          |          |       |                 |
| تاسيفت           | 169 | 9.963  | بني زجل         |          |       |                 |
| تزگان            | 104 | 13.607 | بني الزيات      |          |       |                 |
| السطيحة          | 110 | 12.245 | بني الزيات      |          |       |                 |
| بني بوزرة        | 135 | 19.373 | بني بوزرة       |          |       |                 |
| امتار            | 97  | 11.574 | بني جرير        |          |       |                 |
| بني سميح         | 122 | 20.077 | بني سميح        |          |       |                 |
| مثيوة            | 150 | 10.810 | مثيوة بني مروان | الجبهة   | 3.902 | مثيوة بني مروان |
| واوزگان          | 172 | 18.260 | مثيوة بني مروان |          |       |                 |

الحسيمة
| بني جميل مسطاسة      | 122 | 10.4331 | مسطاسة-بني جميل        |        |       |       |
| بني جميل المصقولين   | 148 | 10.303  | بني جميل               |        |       |       |
| بني بوفراح           | 144 | 10.332  | بني بوفراح             |        |       |       |
| سنادة                | 175 | 9.843   | بني يطفث               |        |       |       |
| سيدي بوتميم          | 122 | 10.058  | بني مزودي-تارگيست      |        |       |       |
| تارگيست              | 7   | 14.774  | تارگيست                |        |       |       |
| بني بشير             | 70  | 6.200   | بني بشير               |        |       |       |
| بني بوشيبث           | 125 | 10.023  | بني بوشيبث             |        |       |       |
| بني بونصار           | 132 | 8.656   | بني بونصار-بني خنوس    |        |       |       |
| بني أحمد اموكزان     | 75  | 10.906  | بني أحمد صنهاجة-تاغزوت |        |       |       |
| تاغزوت               | 54  | 5.502   | تاغزوت                 |        |       |       |
| زرقط                 | 124 | 6.434   | زرقط                   |        |       |       |
| مولاي أحمد الشريف    | 96  | 11.179  | كثامة                  |        |       |       |
| تمساوت               | 85  | 15.277  | كثامة                  |        |       |       |
| ايساگن               | 132 | 16.641  | كثامة                  | ايساگن | 1.884 | كثامة |
| كثامة                | 105 | 15.561  | كثامة                  |        |       |       |
| بني عبد الغاية سواحل | 245 | 29.002  | كثامة                  |        |       |       |

تاونات
| الجماعة             | المساحة بKM2 | عدد السكان حسب توقعات 2013 | القبيلة المنتسبة اليها |
| ------------------- | ------------ | -------------------------- | ---------------------- |
| الرتبة              | 181          | 19.087                     | بني زروال              |
| ودكة                | 135          | 9.351                      | بني زروال              |
| سيدي الحاج محمد     | 106          | 10.743                     | بني زروال              |
| سيدي يحيى بني زروال | 172          | 17.228                     | بني زروال              |
| غفساي               | 20           | 6.910                      | بني زروال              |
| البيبان             | 76           | 6.896                      | بني زروال              |
| سيدي المخفي         | 94           | 9.559                      | بني زروال              |
| تيمزگانة            | 173          | 17.895                     | بني زروال              |
| تبودة               | 179          | 17.798                     | بني زروال              |
| تافرانت             | 156          | 13.867                     | بني زروال              |
| مولاي بوشتى         | 190          | 16.048                     | فشتالة                 |
| مولاي عبد الكريم    | 90           | 8.281                      | فشتالة                 |
| كيسان               | 158          | 13.218                     | بني ورياگل             |
| الوردزاغ            | 159          | 15.175                     | سالاس                  |
| گالاز               | 211          | 17.972                     | لجاية                  |
| مزراوة              | 113          | 10.274                     | مزراوة-مزيات           |
| رغيوة               | 55           | 4.231                      | رغيوة                  |
| الزريزر             | 91           | 8.184                      | مثيوة الجبل            |
| اخلالفة             | 148          | 15.152                     | مثيوة الجبل            |
| بو هودة             | 300          | 29.016                     | مثيوة الجبل            |
| تاونات              | 205          | 41.928                     | مزيات                  |
| فناسة باب الحيط     | 146          | 12.958                     | فناسة-بني سلامة        |
| بني ونجل تافراوت    | 97           | 7.974                      | بني ونجل-مرنيسة        |
| طهر السوق           | 12           | 4.287                      | مرنيسة                 |
| تمضيت               | 297          | 20.507                     | مرنيسة                 |
| بني وليد            | 128          | 11.740                     | بني وليد               |
| بو عادل             | 156          | 13.974                     | صنهاجة مصباح           |
| عين مديونة          | 99           | 16.157                     | صنهاجة مصباح           |
| عين معطوف           | 128          | 11.266                     | هوارة                  |
| راس الوادي          | 185          | 16.265                     | هوارة                  |
| امساسة              | 108          | 9.916                      | هوارة                  |
| وطاء بوعبان         | 105          | 10.545                     | هوارة                  |

تازة
| اولاد زباير    | 130 | 13.864  | التسول        | اولاد زباير | 5.691 | التسول     |
| بني فراسن      | 196 | 25.820  | التسول        |             |       |            |
| بني لنت        | 117 | 12.570  | التسول        |             |       |            |
| اولاد الشريف   | 92  | 9.885   | التسول        |             |       |            |
| الربع الفوقي   | 102 | 7.534   | التسول        |             |       |            |
| تايناست        | 153 | 10.005  | صنهاجة غدو    | تايناست     | 1.763 | صنهاجة غدو |
| كهف الغار      | 255 | 9.608   | صنهاجة غدو    |             |       |            |
| مسيلة          | 111 | 9.331   | البرانس       |             |       |            |
| البرارحة       | 143 | 8.486   | البرانس       |             |       |            |
| بني فتح        | 208 | 10.919  | البرانس       |             |       |            |
| الطائفة        | 136 | 7.223   | البرانس       |             |       |            |
| الجوزات        | 145 | 6.725   | البرانس       |             |       |            |
| الترايبة       | 111 | 6.656   | البرانس       |             |       |            |
| تازة           | 130 | 158.708 | غياثة         |             |       |            |
| وادي امليل     | 26  | 10.205  | غياثة         |             |       |            |
| غياثة الغربية  | 195 | 22.453  | غياثة         |             |       |            |
| گلدامان        | 313 | 22.003  | غياثة         |             |       |            |
| باب مرزوقة     | 223 | 20.583  | غياثة         |             |       |            |
| أبو شفاعة      | 161 | 10.884  | غياثة         |             |       |            |
| باب بويدير     | 158 | 5.479   | غياثة         |             |       |            |
| أبو حلو        | 98  | 9.301   | غياثة         |             |       |            |
| مكناسة الغربية | 192 | 3.718   | مكناسة        |             |       |            |
| مكناسة الشرقية | 60  | 6.421   | مكناسة-مغراوة |             |       |            |

گرسيف
| الجماعة        | المساحة بKM2 | عدد السكان حسب توقعات 2013 | القبيلة المنتسبة اليها |
| -------------- | ------------ | -------------------------- | ---------------------- |
| اولاد ابي ريمة | 219          | 1.619                      | مغراوة                 |

### المناطق الجبلية المحتلة

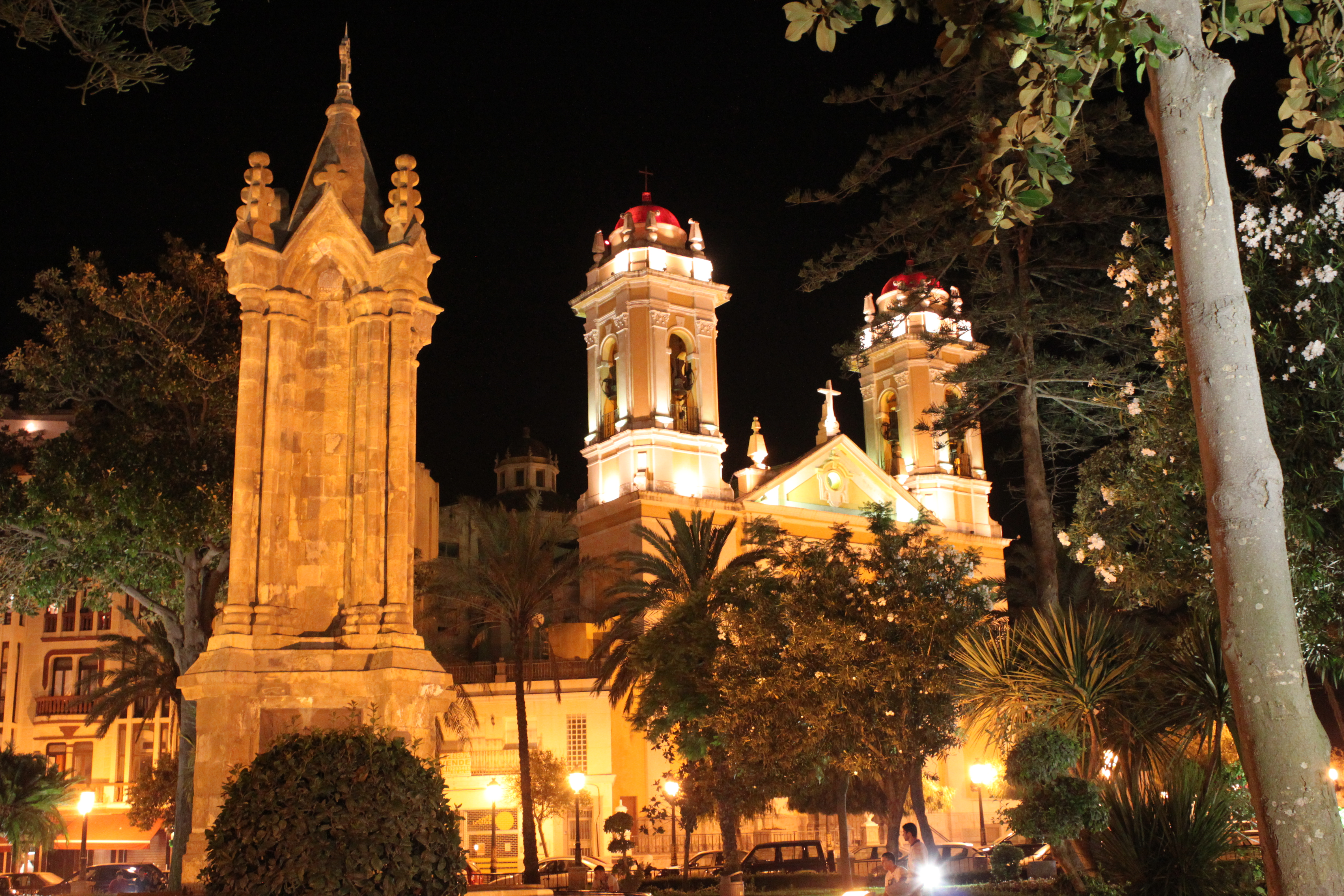
كاتدرائية سبتة

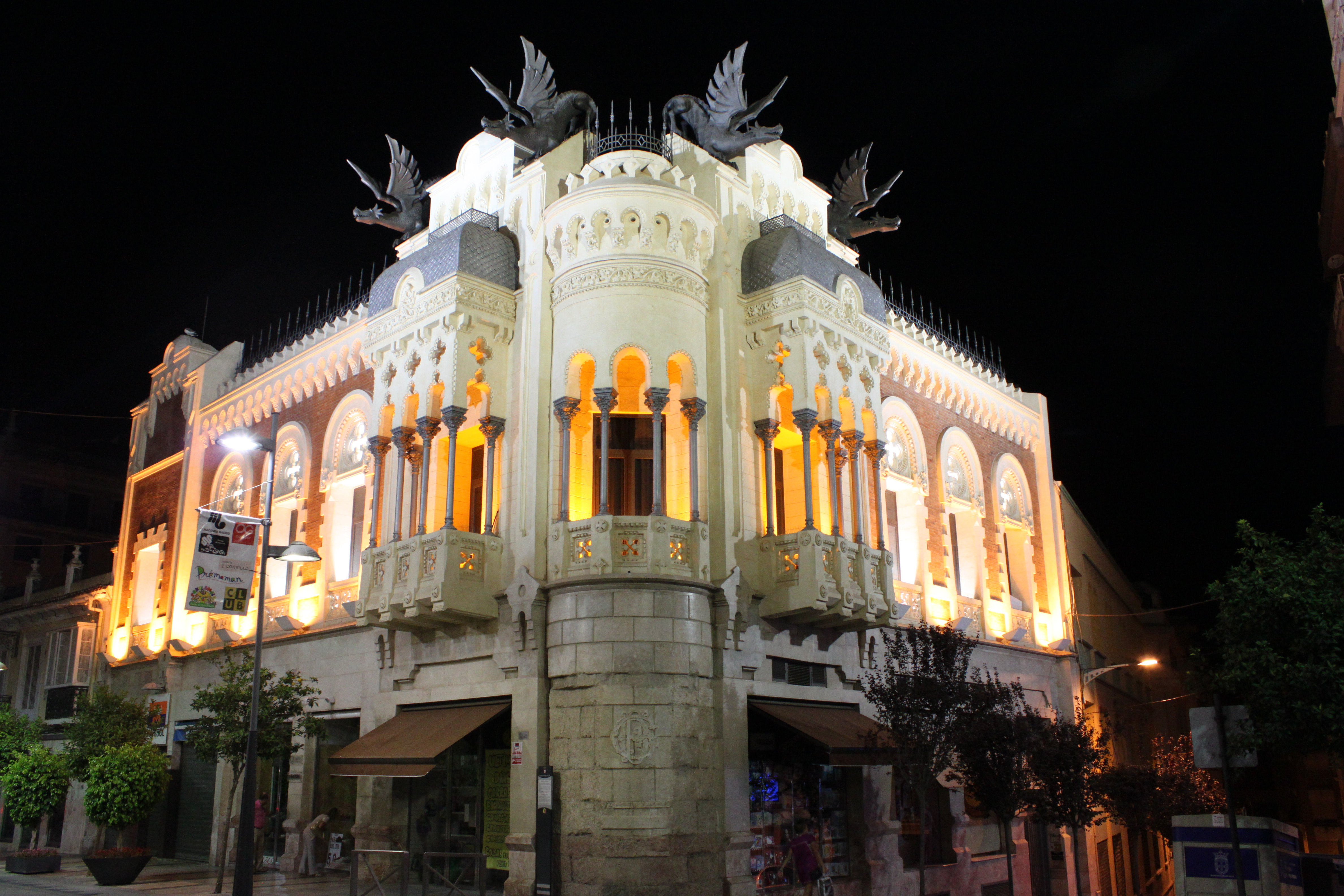
قصر التنانين سبتة

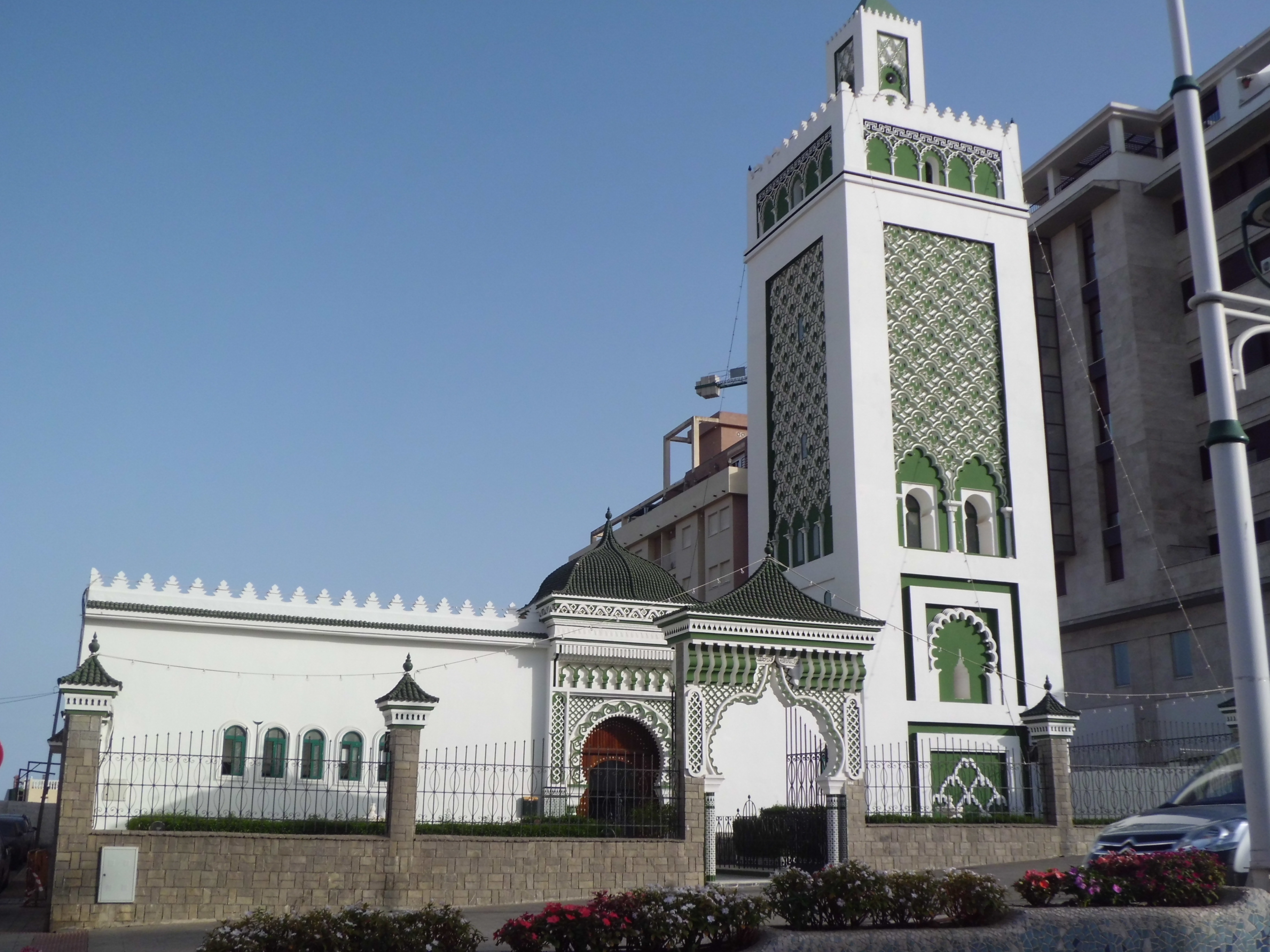
جامع مولاي المهدي سبتة

إلى يومنا هذا لاتزال اسپانيا تحتل عدة مناطق في الشمال المغربي، العديد منها ينتمي للنسيج القبلي الجبلي وهذه المناطق هي كالتالي:
- مدينة سبتة وتقع أقصى الشمال الشرقي لشبه جزيرة طنجة على شبه جزيرة بين جبلي حاشو وجبل موسى على مساحة 19 كم2، وتضم سبتة كمنطقة بالإضافة إلى المدينة جبل حاشو، وضاحية بنتييث، وجزيرتي سانتا كاتالينا وسانتا كاثرين ;و يقطن هذه المدينة 84.180 نسمة منهم 63.033 مغربي جبلي، في حين ان الباقي هم خليط من المستوطنين الاسپان، والمهاجرون الهنود، وجالية صغيرة من اليهود السبتيين ;ويقطن معظم المغاربة من سكانها باحياء: الپرينسيپي، وسيدي مبارك، والزاوية الحراقية، وشقورة، وبنتييث ;وقد احتلها البرتغاليون سنة 1415 وانضمت إلى التاج الاسپاني بعد انفصال البرتغال سنة 1640، حيث تتمتع بالإضافة إلى بنزو بالحكم الذاتي ;وتعتبر مدينة سبتة على الرغم من تواجدها تحت الاحتلال مركز قبيلة انجرة.
- منطقة بنزو وقراها وهي المناطق القروية المحيطة بسبتتة في سفح جبلي حاشو وجبل موسى على مساحة 9KM2، وتضم بالإضافة إلى بلدة بنزو قرى: جادو، سان امارو، سيدي ابن عباس و، سان انطونيو بالإضافة إلى منتزه سان امارو الغابوي ;ويقطن بنزو المركز 1.310 نسمة ;بينما يقطن المناطق الباقية 915 نسمة، وهم من اغلبية مغربية ساحقة، وتنتسب هذه المنطقة ارضا وسكانا إلى قبيلة انجرة.
- جزيرة البرهان وهي جزيرة على منتصف المسافة بين السواحل المغربية وساحل المرية بمساحة 0,0712km2، غير ماهولة بالسكان، وذات طابع صخري، انشئ عليها منارة وثكنة لايواء الجنود الاسپان ومرفا صغير ومهبط طائرات وتتبع هذه الجزيرة محافظة المرية اداريا، وتنتسب إلى قبيلة انجرة.
- جزيرة باديس أو جزيرة غمارة la gomera وهذه الجزيرة عبارة عن تل بحري بمساحة 0,019km2، جد قريب من السواحل المغربية حيث انهاتتصل بالساحل اثناء الجزر وتفترق عنه اثناء المد، وقد كانت مرفا ومدينة تجارية مهمة قبل احتلالها
من طرف الاسپان سنة 1564، وهي الآن غير ماهولة حيث تم اجلاء سكانها، وان كانت لاتزال دورهم قائمة وكذلك المرسى والقلعة ;و لا يقطنها الآن سوى بعض الاداريين الاسپان وبعض الجنود، وتتبع هذه المدينة قبيلة بني يطفث، وكانت تعتبر الحد الفاصل بين جبالة غربا والربف شرقا، ومركز بني يطفث.

### توزيع السكان
يتوزع سكان جبالة على نحو 37 مدينة وقرابة 4500 مدشر ومن بين أهم المدن طنجة واللتي تعتبر مركز جبالة وعاصمتها تليها مدن تطاوان وتازة والعرائش والقصر الكبير وغيرها من المدن ويصل تعداد سكان هذه المنطقة 4.484.926 نسمة اما خارج منطقة جبالة فيصل تعداد الجبليين حسب احصاء 2004 1.825.385 نسمة موزعة على كافة جهات الوطن يعيش معظمهم في فاس (529.276 نسمة أي أكثر من 50 بالمئة من السكان) القنيطرة (143.322 نسمة أكثر من نصف السكان أيضا) مكناس(119.253 نسمة) سلا (359.824 نسمة) الرباط(245.260 نسمة) وغيرها من المدن حيث كلما كانت المدينة اقرب إلى منطقة جبالة كانت نسبة الجبليين من سكانها أكبر
خارج المغرب يعيش 1.151.444 جبلي قرابة نصفهم باسپانيا (416.033 نسمة) بينما يتوزع الباقون على دول اوروپا وأمريكا الشمالية والشرق الاوسط ومن الملاحظ ان الهجرة الجبلية تاخذ نمط هجرة اهالي الريف عموما إذ ان نسبتهم من المهاجرين المغاربة تتزايد في هولندا بلجيكا ألمانيا واسكندناڤيا بينما تنخفض عن المعتاد في فرنسا وإيطاليا بينما يكاد يشكل المهاجرون الجبليون مئة بالمئة من المهاجرين المغاربة بأمريكا الجنوبية
تعرف منطقة جبالة وخاصة المناطق الحضرية بها هجرة لا باس بها من باقي مناطق المغرب خصوصا الريف بحكم وحدة الجغرافيا والتقاليد ويمثل الجدول التالي نسب السكان الجبليون بالمدن الجبلية سواء كانوا اصليين أو مهاجرين من مناطق أخرى من جبالة ونسب السكان المهاجرين من مناطق المغرب خارج جبالة
| المدينة       | السكان الجبليون | السكان المهاجرون |
| ------------- | --------------- | ---------------- |
| طنجة          | 770.938         | 100.338          |
| تطاوان        | 328.637         | 35.837           |
| تازة          | 135.243         | 23.465           |
| العرائش       | 113.442         | 10.070           |
| القصر الكبير  | 114.261         | 3.347            |
| كاستييخوس     | 60.295          | 19.719           |
| وزان          | 61.952          | 1.926            |
| ريو دي مارتين | 55.723          | 7.022            |
| الرينكون      | 49.619          | 11.046           |
| تاونات        | 40.467          | 1.461            |
| الشاون        | 43.239          | 1.315            |
| ارزيلا        | 29.041          | 2.784            |
| تارگيست       | 7.521           | 7.253            |
| وادي امليل    | 9.571           | 634              |
| باب تازة      | 8.612           | 698              |
| واد لاو       | 8.948           | 229              |
| باب برد       | 7.577           | 602              |
| غفساي         | 6.616           | 294              |
| زومي          | 6.374           | 79               |
| دار ابن قريش  | 5.949           | 326              |
| خميس الساحل   | 5.699           | 239              |
| اولاد زباير   | 5.636           | 55               |
| اگزناية       | 4.420           | 457              |
| طهر السوق     | 4.202           | 85               |
| عين دريج      | 4.085           | 12               |
| الجبهة        | 3.744           | 158              |
| عرباوة        | 7.090           | 19               |
| القصر الصغير  | 2.743           | 0                |
| مقريصات       | 2.204           | 37               |
| ايساگن        | 1.749           | 135              |
| بريكشة        | 1.732           | 27               |
| تايناست       | 1.763           | 0                |
| دار الشاوي    | 1.371           | 72               |
| قرية جبل حبيب | 963             | 233              |
| سيدي اليماني  | 925             | 160              |

وبالتالي يكون مجموع المهاجرين 230.134 نسمة أي 5,13 بالمئة من مجموع سكان المنطقة وهي نسبة ضئيلة بالمقارنة بمناطق مغربية أخرى كفاس والرباط وسلا والدار البيضاء واگادير وغيرها

## التاريخ
يعود تاريخ الاستطيان البشري في المنطقة إلى عصور ماقبل التاريخ، ويتميز تاريخ المنطقة بالثراء بحيث كانت مسرحا للعديد من الأحداث وأنجبت الكثير من الأشخاص الذين صنعوا التاريخ وأثرو التاريخ الإنساني، ويمكن تقسيم تاريخ المنطقة إلى عدة أقسام على حسب ما وصلت إليه الكشوفات الأثرية بالمنطقة.

### فترة ما قبل التاريخ
منطقة جبالة تعد اثرى منطقة في المغرب تاريخيا حيث لا تزال العديد من المواقع الاثرية شاهدة على الثراء التاريخي بالمنطقة واللتي من اهمها مغارات تحت الغار بضواحي تطاوان ومغارة كهف الغار باقليم تازة ومغارة سيدي الحوم ضواحي اصيلا ومسلات مزورة والتي تعود إلى الاف السنين قبل الميلاد

### العصر القديم
بحكم الجوار الجغرافي لاوروپا عرفت منطقة جبالة موجات من الاحتلال القادم من الشمال والشرق حيث تعاقبت على حكمها عدة حضارات الفينيقية والبونيقية والرومانية تتخللها عدة فترات من الحكم الأمازيغي وبالرغم من ان عاصمة الولاية الرومانية كانت وليلي الا ان طنجة عرفت اهتماما ملحوظا لدرجة ان الولاية سميت نسبة اليها وقد ظهرت خلال هذه الفترة العديد من المراكز الحضرية كليكسوس وتمودة وزليل وكوطا ومن الملاحظ ان معظم هذه المراكز تتواجد على المناطق الساحلية وهذا خير دليل على صلابة المقاومة الأمازيغية حيث ان معظم المقاومين للحركة الأمازيغية كانوا من هذه المنطقة وتعتبر المخطوطات الرومانية ان قبيلة بني زروال كانت اشرس القبائل مقاومة وتطنب العديد من الكتب الرومانية في الحديث عن مدى مقاومتهم والاعداد الغفيرة من الاسرى الرومان الذين يظفرون بهم بعد كل معركة

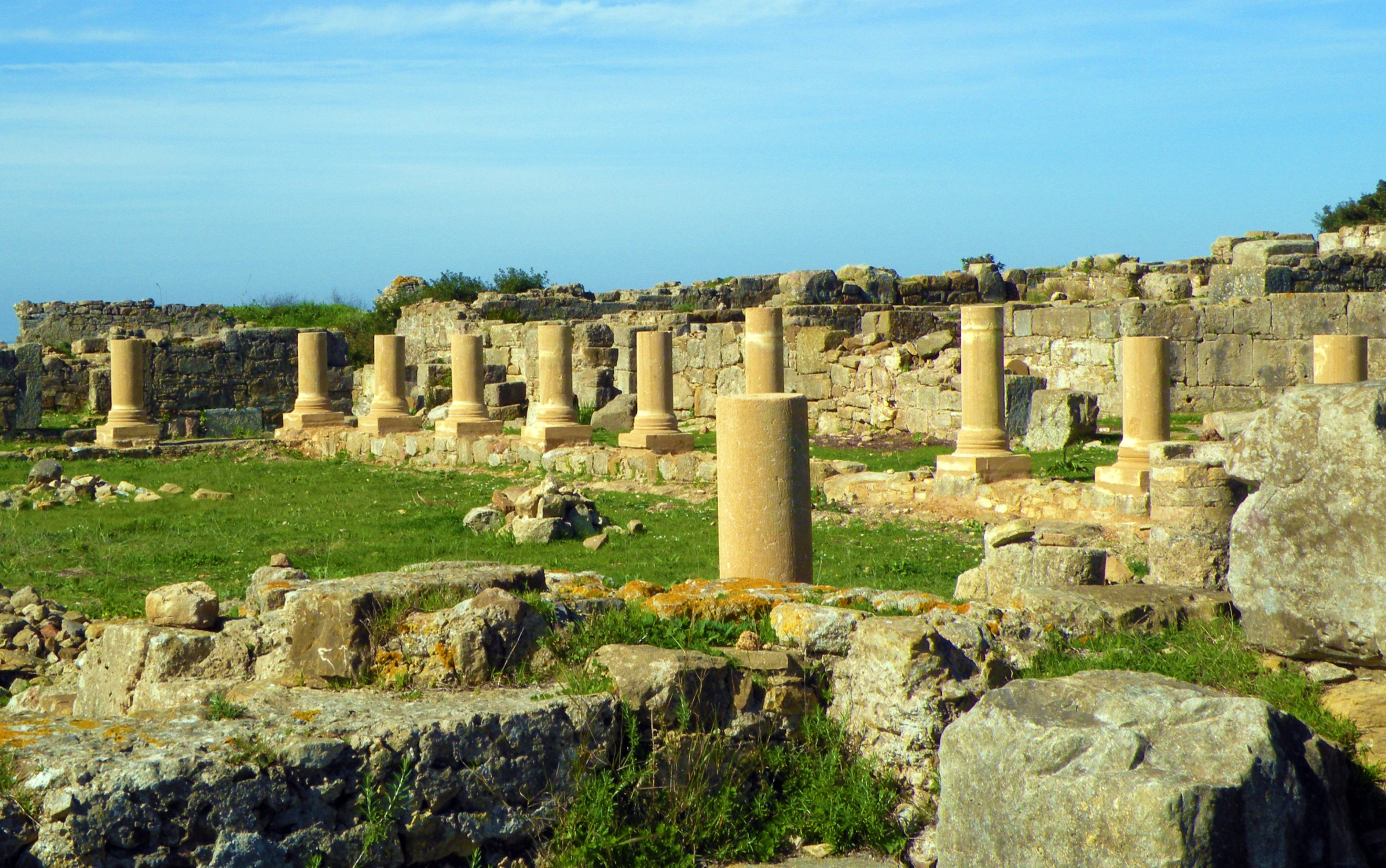
موقع ليكسوس الفينيقي

بعد العهد الروماني عرفت مدن جبالة اهتماما متزايدا عند الوندال والبيزنطيين الذين اعتبروا طنجة عاصمة لهم ثم القوط الغربيون المهاجرون من الجارة اسپانيا

### العصور الوسطى
مع منتصف القرن السادس الميلادي عرفت المنطقة موجة من الفتوحات الإسلامية وموجات استيطان ساعدت على استعراب القبائل الأمازيغية في المنطقة ودخولها في الإسلام كما عرفت استيطان متوالية من الأندلسيين القادمين من الشمال ساعدت على تميز الهوية الأندلسية للمنطقة وبالتالي ظهور هوية جبلية منفصلة
عرفت منطقة جبالة اثناء هذه الفترة فترات من البعثرة السياسية حيث تميزت المنطقة بظهور العديد من الإمارات والثورات والصراعات القبلية تتخللها فترات صغيرة من الولاء المركزي للمغرب تارة وللأندلس تارة أخرى وفترات أكبر من الثورات تصل إلى حد الهجوم على فاس التي كانت تعتبر العاصمة أو المدينة الكبرى بعد العاصمة في غالب الاحيان
ومن بين أهم هذه الإمارات
- امارة بني صالح بنكور والتي تعتبر أول امارة مستقلة في المغرب وتميزت هذه الامارة بسيطرتها على منطقة الريف لدرجة اتخاذ الامراء لعواصمهم في الريف على الرغم من اصلهم الجبلي وقد امتدت هذه الامارة ما بين 744 و1032 م
- امارة مضغرة بطنجة وقد تولى هذه الامارة قبيلة مضغرة التي كانت تقطن ضواحي طنجة وكانت هذه الامارة أول امارة تخلع السلطة الأموية ويلقب امراؤها بالخلفاء لكن هذه الامارة انتهت بطرد قبيلة مضغرة عن طنجة وقد امتدت هذه الامارة ما بين 740 و791م
- امارة بني عصام بسبتة وينحدر امراؤها من مجكسة الصنهاجية والتي تعتبر اليوم جزءا من قبيلة بني حسان وقد امتدت هذه الامارة بين 750 و931م
- الادارسة وتعتبر امارة جبلية وذلك لاستجارة المولى ادريس بقبيلة اوربة السفلى الجبلية (لجاية-رغيوة-مزيات-مزراوة-سطة) وقد قامت هذه الامارة بوليلي التي كانت تعتبر ارضا اوربية ثم انتقلت إلى فاس بعد انشائها وتعتبر أول دولة استطاعت توحيد المغرب وقد دامت هذه الدولة من 793م إلى 904
- الامارة الادريسية بالهبط وقامت هذه الامارة بعد السيطرة الفاطمية حيث فر الامراء الادارسةإلى منطقة الهبط في الجانب الغربي لجبالة حيث اقاموا امارة استمرت ما بين 905 و985م وقد اتخذوا عدة مدن كعواصم لها كزهجوگة وحجر النصر ثم ارزيلا
- امارة بني ابي العافية والذين على ايديهم كانت نهاية الحكم الادريسي بفاس وكانت امارتهم بتازة ثم بقصر التسول ودامت ما بين 917 و1054م
- امارة بني حمود وبنو حمود اسرة جبلية من اصل ادريسي استطاعت السيطرة على منطقة جبالة ثم الأندلس واتخذت سبتة عاصمة لها ثم بعد ذلك دعي لامرائها بالخلافة بمالقة واستمرت هذه الدولة في الفترة بين 1017 و1058م
- امارة بني سواجات بطنجة بين 1062 و1084م
- امارة ازداجة بنكور بين 1032 و1068م
- امارة العزفيين بسبتة والتي تعتبر من أكبر الدول التي وحدت جبالة وقد استمرت هذه الامارة بين 1239و 1327م
- بعد الامارة العزفية ظهرت العديد من الإمارات المنتشرة والتي لم يتحدث عنها التاريخ بشكل كاف اهمها امارة ال المريني وهم غير المرينيين البربر ولكن ينسبون إلى مرينية بالأندلس وقد نشات امارتهم سنة 1426 مع إنشاء قلعة الخروب بجبل حبيب خلفتها امارة بني يعيش بقلعة الخروب أيضا ثم امارة الروسيين بها أيضا والتي انتهت بقيام امارة بني راشد بشفشاون سنة 1471
- امارة ال سيلڤا بقصر المجاز والتي لم يتحدث عنها التاريخ بشكل كاف وانما وردت عرضا في النصوص البرتغالية وقد انتهت هذه الامارة على يد البرتغاليين سنة 1458 ومما يجدر ذكره ان المنطقة بين طنجة وتطاوان تعرف العديد من مسميات الامراء مجهولي التاريخ كالاميرة ملوسة والاميرة شمسة وغيرهم
- امارة بني اشقيلولة بالقصر الكبير واستمرت من سنة 1288 إلى اواخر العهد المريني ويعتبر مؤسسها أبو الحسن علي الرايس المؤسس الفعلي للقصر الكبير
- امارة الأمير طلحة الدريج في سبتة ثم تطاوان ما بين 1420 و1429
- امارة بني عبد الحميد بالقصر الكبير انهى حكمها السعديون
- امارة بني عروس بتازروت ثم قلعة الخروب ثم العرائش ثم القصر الكبير وعلى الرغم من الدورين التاريخي والثقافي لهذه الامارة التي شارك امراؤها بمعظم الجيش المشارك بوادي المخازن وهم البناة الفعليون لمدينة العرائش والتي كانت تنسب اليهم وتسمى عرائش بني عروس فهي مهمشة تاريخيا ولاتحظى باهتمام من طرف المؤرخين مع انها أول امارت مارست القرصنة أو مايسمى الجهاد البحري
- امارة بني راشد بشفشاون انشئت مع إنشاء شفشاون عاصمتها وتعتبر أكبر امارة جبلية واضخمها تاثيرا استمرت ما بين 1471 و1555م وهي أول امارة مارست الجهاد البحري بالبحر الأبيض المتوسط

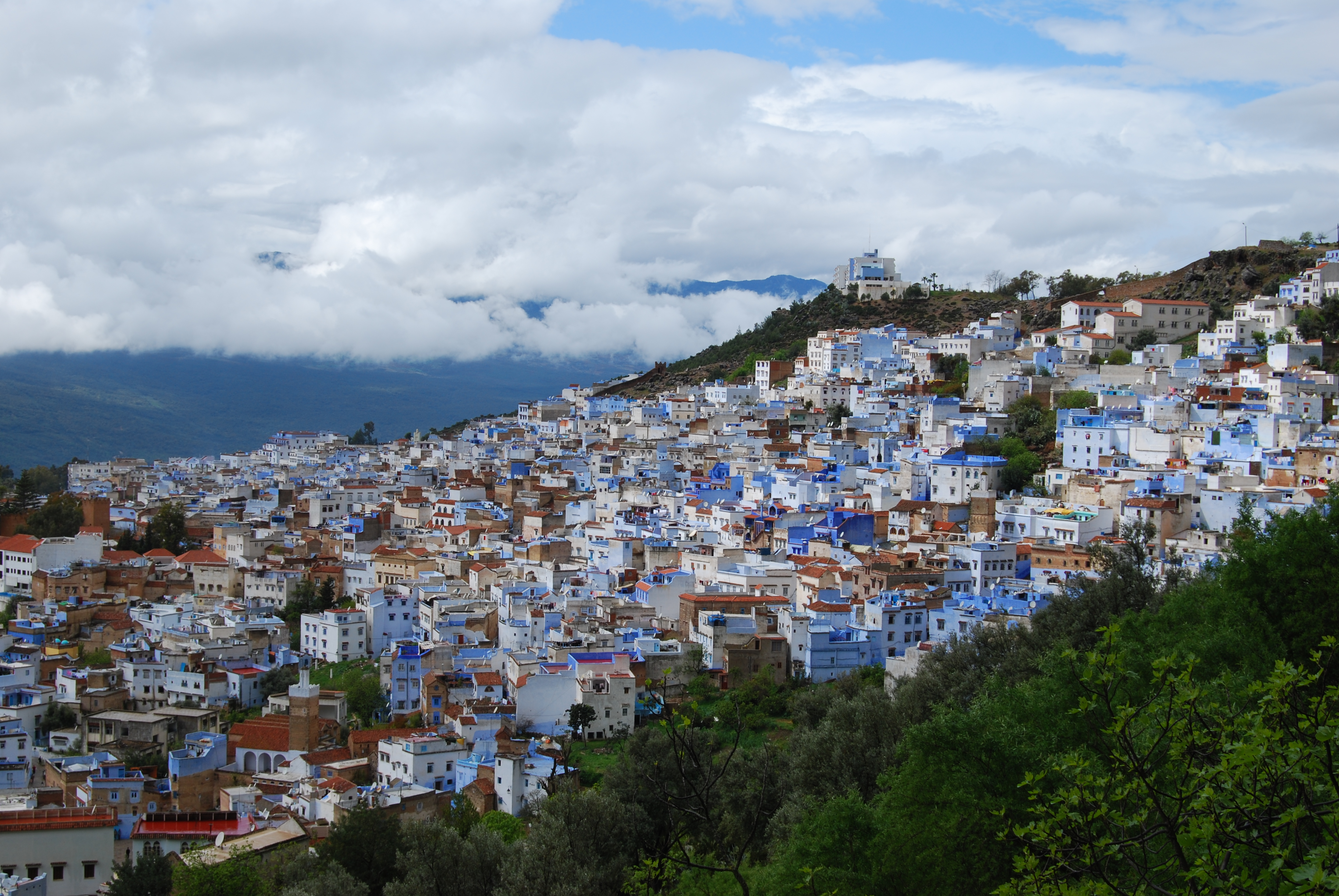
الشاون عاصمة امارة الرواشد

- امارة ال المنظري بتيطاوان والتي انفصلت عن الحكم الراشدي سنة 1484 واستمرت إلى سنة 1568
- امارة ال النقسيس بتيطاوان أيضا امتدت من سنة 1592 إلى سنة 1673م
وبمقتضى الحال تسببت هذه الانقسامات في الاحتلال الايبيري لعدة مدن صاحبها لمرات عديدة مد من التوسعات داخل الجبال حيث تم احتلال سبتة سنة 1415 ثم احتلال طنجة وارزيلا سنة 1471 ثم العرائش 1489 فباديس سنة 1507 وقد كان السبب في قيام جل هذه الإمارات الدعوة للجهاد ضد المحتلين

### التاريخ الحديث
عرف التاريخ الحديث بجبالة فوضى سياسية عارمة ومما زاد الطين بلة تدخل الزوايا والطرق الصوفية في خلق السياسة كما عرفت المنطقة انزلاقا امنيا حيث صارت تعرف ببلاد السيبة أي انها غير خاضعة للسلطة المركزية بل إلى حكام قبليين ممادى إلى خلق العداءات والانقسامات القبلية في حين كانت السلطة المخزنية لا تتعدى قوتها بضعت قبائل لا تعترف بهذه السلطة اصلا الا على المنابر بل حتى القرصنة أو الجهاد البحري لم يعد متبعا لنظام الامارة والدولة بل اتخذ طابعا قبليا ومن بين أهم الحركات الناشئة في هذا العصر

الامير أحمد الخضر غيلان

- امارة ال غيلان ببني گرفط القصر الكبير ثم باصيلا ما بين 1653 و1685 ويعتبر اميرها الخضر غيلان أهم الامراء الجبليين على الإطلاق حيث استرجع العرائش سنة 1664 واوشك على استرجاع طنجة لولا ان اغتاله المولى إسماعيل سنة 1684

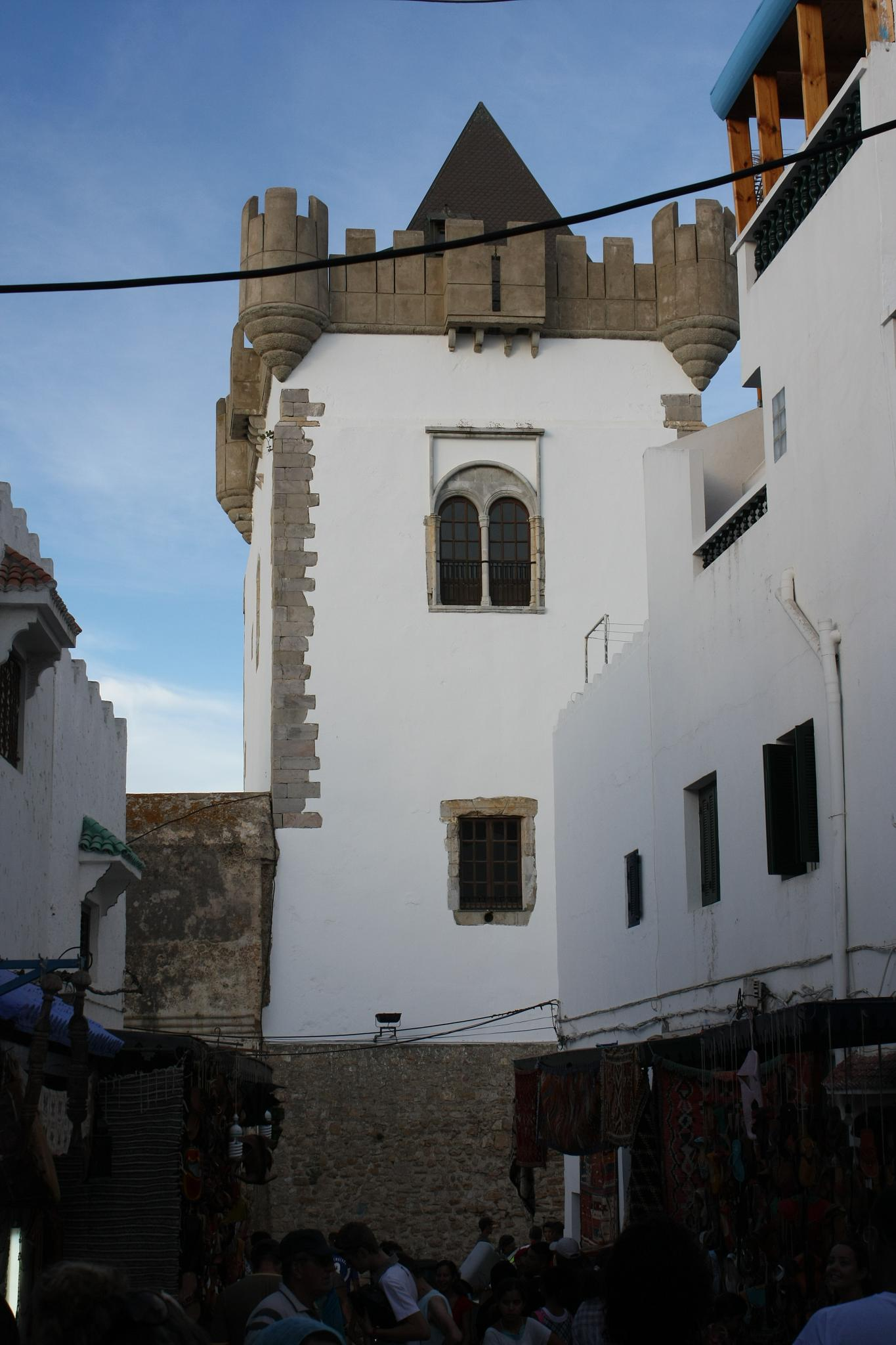
برج القمرة بارزيلا احدى أهم المعالم الغيلانية

- امارة ال السامي في بني زروال وعاصمتها عين باردة وهذه الامارة تعتبر اقوى امارة في الفترة العلوبة حيث كانت تعيش استقلالا تاما محصنة بين الجبال المنيعة وقد وصلت جراة وقوة امرائها إلى مهاجمة فاس العاصمة لمرات عديدة ولا يحدث المؤرخون عنها الا النزر القليل حيث انها نشات في العهد السعدي ثم انهارت في العهد العلوي أيام المولى عبد الرحمن بن هشام
- امارة ال اعراس بالحسيمة وال اعراس هؤلاء من بني يطفث ونسبهم أندلسي ولقيام دولته اختار أحمد اعراس مدينة المزمة أو الحسيمة عاصمة له نظرا لاحتلال باديس ولانها أول مرفا كبير بعد باديس وقد سيطرت هذه الامارة على عدة مناطق في جبالة الشرقية واستمرت هذه الامارة من سنة 1636 إلى سنة 1666 بعد تدمير المولى رشيد للحسيمة بمعونة من حلفائه الريفيين خصوصا بتمسامان ولجوء ال اعراس وحلفائهم إلى الخضر غيلان الأمير بجبالة الغربية
- الشرفاء الوزانيون مؤسسوا مدينة وزان فحتى ان كانت حركتهم تبدو على انها بريئة فهي لا تخلو من اطماع سياسية فبعد بناء وزان قرر امراؤها تكوين وحدة مستقلة لا تخرج اسميا عن السلطة العلوية تضم بالإضافة إلى وزان القبائل المحيطة بها وكل القبائل الجبلية المتزعمة روحيا لها ولهذا فنحن لا يمكننا الحديث هنا عن كيان سياسي قائم بذاته لكن لايمكننا أيضا اغفال قوة روحية وسياسية على هذا النحو في المنطقة.

## الاقتصاد والمجتمع

### الاقتصاد
تعتبر منطقة جبالة من اغنى مناطق المغرب فلاحيا فمؤهلاتها الطبيعة المتمثلة في واحدة من اغنى الشبكات المائية في المغرب واحتوائها على بعض من اخصب الأراضي اهلاها لتكون رائدة في المجال الفلاحي ففي جبالة تتوزع مجموعة من اخصب بساتين الثمار نظرا لطبيعتها الجبلية ومناخها البارد والمعتدل حيث اشتهرت تاريخيا بانتاجها لاجود أنواع الثمار والتي في مقدمتها الزيتون
في حين تدهورت المساحات المزروعة بالحبوب لتعوضها حقول القنب الهندي والتيتعرفانتشارا كبيرا خصوصا في اقاليم شفشاون تاونات الحسيمة تطاوان ومؤخرا العرائش ووزان وتعتبر منطقة كثامة بالحسيمة مهد هذه الزراعة القادمة مع المحتل الاسپاني وتؤمن المساحات المزروعة بالقنب الهندي بجبالة ما يناهز 80 بالمئة من حاجيات السوق الاوروپية و100 بالمئة من الحاجيات المغربية وتزرع في جبالة سنويا نحو 120.500 هكتار سنويا بمختلف أنواع القنب الهندي وتعد جبالة أكبر منتج لهذه المادة عالميا
بغض النظر عن هذه المساحة الهائلة فلا تزال جبالة تؤمن كمية كبيرة من حاجيات السوق المغربية من الفلاحة رغم ان نسبة مساحة جبالة من مساحة المغرب لا تتعدى 7 بالمئة وهذه قوائم توضح نسبة المساهمة الجبلية من الإنتاج الفلاحي المغربي

#### الحبوب
| المنتج   | الإنتاج بالطن | نسبته من الإنتاج الوطني |
| -------- | ------------- | ----------------------- |
| القمح    | 1.362.852     | 22,65                   |
| الشعير   | 312.752       | 13,49                   |
| الصورغو  | 182.165       |                         |
| الذرة    | 43.970        | 12,29                   |
| الشوفان  | 12.402        |                         |
| الدخن    | 8.801         |                         |
| الشيلم   | 580           | 100                     |
| الجاودار | 5.201         | 100                     |
| الارز    | 45.474        | 90,01                   |

#### القطاني
| المنتج     | الإنتاج بالطن | نسبته من الإنتاج الوطني |
| ---------- | ------------- | ----------------------- |
| الفول      | 266.460       | 69,95                   |
| البازلاء   | 41.069        | 24,57                   |
| الفاصولياء | 17.684        | 4,75                    |
| الحمص      | 12.525        | 25,83                   |
| العدس      | 3.825         | 6,42                    |

#### المزروعات التسويقية
| المنتج         | الإنتاج بالطن | نسبته من الإنتاج الوطني |
| -------------- | ------------- | ----------------------- |
| عباد الشمس     | 10.632        |                         |
| الفول السوداني | 34.748        |                         |
| بنجر السكر     | 403.731       | 13,3                    |
| قصب السكر      | 352.710       | 44,43                   |
| فول الصويا     | 721           | 60,08                   |
| الكولزا        | 17            | 4,25                    |

#### الخضروات
| المنتج    | الإنتاج بالطن | تسبته من الإنتاج الوطني |
| --------- | ------------- | ----------------------- |
| البطاطس   | 290.668       | 16,89                   |
| الطماطم   | 275.718       | 22,64                   |
| البصل     | 45.122        | 5,24                    |
| الجزر     | 70.205        | 16,41                   |
| القرنبيط  | 4.275         | 4,09                    |
| اليقطين   | 20.187        | 9,19                    |
| الشمام    | 198.266       | 25,5                    |
| الخرشف    | 27.821        | 50,31                   |
| البطيخ    | 83.404        | 14,38                   |
| الباذنجان | 50.734        |                         |
| اللفت     | 16.337        |                         |
| الفليفلة  | 20.579        | 16,05                   |
| الملفوف   | 3.942         |                         |

#### الثمار

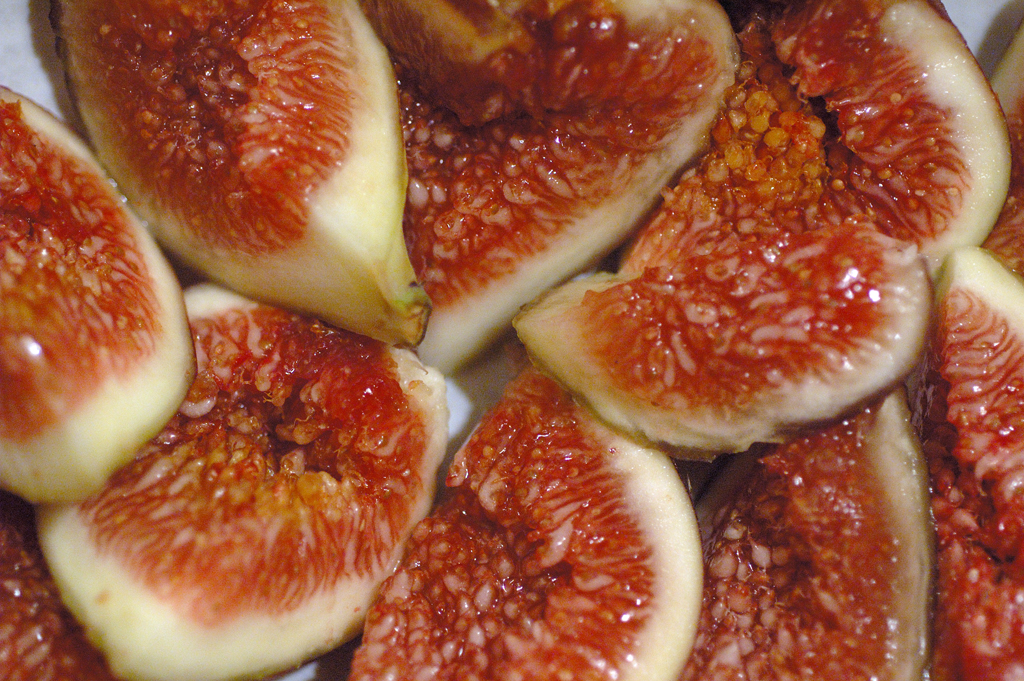
تنتج منطقة جبالة ازيد من 90 بالمئة من انتاج المغرب من التين

| المنتج       | الإنتاج بالطن | نسبته من الإنتاج الوطني |
| ------------ | ------------- | ----------------------- |
| الزيتون      | 802.319       | 56,66                   |
| التين        | 114.396       | 99,67                   |
| اللوز        | 72.609        | 75,45                   |
| الجوز        | 5.707         |                         |
| المشمش       | 3.782         | 6,3                     |
| البرتقال     | 107.127       | 13,32                   |
| اليوسفي      | 41.954        | 5,14                    |
| الماريسول    | 867           |                         |
| الكليمونتين  | 6.291         |                         |
| الگريپ فروت  | 681           |                         |
| الليمون      | 13.727        | 10,96                   |
| الاعناب      | 111.602       | 29,93                   |
| الخوخ        | 7.356         |                         |
| السفرجل      | 7.424         | 20,58                   |
| التفاح       | 33.258        |                         |
| الاجاص       | 20.865        | 52,02                   |
| البرقوق      | 29.675        | 18,85                   |
| الزعرور      | 15.014        |                         |
| الرمان       | 28.753        |                         |
| الخروب       | 20.489        | 90                      |
| النكتار      | 254           | مثال                    |
| البندق       | 58            | 100                     |
| الكستناء     | 276           | 100                     |
| الكرز        | 9.244         | 36,98                   |
| الاڤوكادو    | 6.618         | 86                      |
| الموز        | 15.947        | 5,75                    |
| الفراولة     | 85.658        | 77,37                   |
| التوت الأزرق | 1.900         | 100                     |
| توت العليق   | 8.000         | 100                     |
| الكاكي       | 319           | 100                     |

#### المنتجات الحيوانية
| المنتج         | الإنتاج           | نسبته من الإنتاج الوطني |
| -------------- | ----------------- | ----------------------- |
| الابقار        | 577.275           | 22,2                    |
| الاغنام        | 1.612.158         | 9,45                    |
| الماعز         | 836.447           | 16,09                   |
| الدواب         | 174.693           | 11                      |
| الحليب         | 165,17 مليون لتر  |                         |
| الصوف          | 1.106 طن          | 2                       |
| العسل          | 505 طن            |                         |
| اللحوم الحمراء | 42.851 طن         |                         |
| اللحوم البيضاء | 32.873 طن         |                         |
| البيض          | 342,14 مليون وحدة |                         |

#### الإنتاج البحري
| المنتوج | الإنتاج بالطن | نسبته من الإنتاج الوطني |
| ------- | ------------- | ----------------------- |
| الاسماك | 38.411        | 4,12                    |
| المحار  | 4.513         | 80                      |

هذا بالإضافة إلى زراعة التبغ في اقليم وزان والتي عرفت انخفاضا مهما بسبب توسع حقول القنب الهندي على حسابها
ومما يجدر الإشارة اليه ان اقليم العرائش يعد المهيمن على القطاع الفلاحي بالمنطقة بحكم سيطرة الأراضي المنبسطة السهلية والهضبية على وحدته الجغرافية بالإضافة إلى ان معظم المناطق الجبلية لازالت تعتمد النظام الإقطاعي في الفلاحة بحيث تتكون كل المداشر تقريبا من اسر ارستقراطية تمتلك مساحات شاسعة من الأراضي واسر فلاحين مستخدمين في هذه الأراضي لقاء اجر متفق عليه أو لقاء نصيب من المحصول وهذا النظام يزيد من حدة الضعف الفلاحي ويتسبب أيضا في ابقاء معظم الأراضي تحت سيطرة الفلاحة التقليدية المعيشية

#### الصناعة
تتوفر المنطقة على ازيد من 25 منطقة صناعية تتوزع على مدن طنجة كاستييخوس تطاوان ريو دي مارتين العرائش وتازة والعديد من المناطق القروية خصوصا في طنجة اصيلا والعرائش والفحص انجرة وتنتج هذه المناطق ما يناهز 34 بالمئة من الإنتاج الصناعي المغربي حيث تعد طنجة ثاني أكبر قطب صناعي بالمغرب وواحدة من اغنى المدن المغربية وذلك يعود بالإضافة إلى مؤهلاتها الصناعية إلى واردات المهاجرين الطنجيين خارج المغرب الذين يعتبرون من اغنى الجاليات المغربية المهاجرة على الإطلاق ومن بين أشهر المناطق الصناعية في جبالة وفي المغرب عموما منطقة رونو نيسان بملوسة الذي يصنع 340.000 سيارة سنويا

#### السياحة
تعتبر منطقة جبالة من أهم مناطق الجذب السياحي في المغرب لما تتوفر عليه هذه المنطقة من مؤهلات طبيعية وتاريخية تجعلها تستقطب ما يربو عن 52 بالمئة من السياح الاجانب بالمغرب ومن أهم أنواع السياحة بمنطقة جبالة
- السياحة الجبلية والتي تعرف اقبالا متزايدا خلال فصلي الربيع والشتاء حيث تنتشر على طول هذه الجبال عشرات الينابيع والشلالات والمنتزهات الطبيعية والتي تعتبر مناطق تيزيران واقشور وتالاسمطان وافحصة وبوهاشم من مصافها كما تتوفر المنطقة على ازيد من 800 مغارة منها 500 مغارة في اقليم تازة فقط ومن أهم هذه المعارات مغارة هرقل بطنجة والتي تعد أكبر مغارة في أفريقيا ومغارة افريواطو بباب بويدير والتي تعتبر اعمق مغارة في أفريقيا ومغارة شيكر بباب بودير أيضا والتي يخترقها نهر جوفي بطول 5 كيلومترات ولمحبي الثلوج فالمنطقة تعرف تساقطات ثلجية مهمة وتعتبر باب برد وباب بودير من أهم مراكز استقطاب محبي هذه الرياضة
- السياحة الشاطئية والتي تنشط في فصل الصيف حيث تتوفر المنطقة على 500 كيلومتر من السواحل تتوزع عليها المئات من الشواطئ الصخرية والرملية وعشرات الجزر الصغيرة والخلجان الرائعة ومن بين هذه الشواطى شاطئ طنجة الذي صنف كرابع أجمل شاطئ في العالم بالإضافة إلى شواطئ بليونش وكالا دل دسناريكادو والرينكون التي تستضيف وحدها 200 الف سائح سنويا من داخل المغرب وخارجه وكذا شواطئ واد لاو وترغة وكالايريس وبريش وغيرها بينما تعتبر المناطق الساحلية الحوزية من ارقى المنتجعات بالمغرب لما تتميز به من الرقي والهندسة الفريدة في البناء ومن أهم هذه المنتجعات مارينا سمير وكابيلا وسانية الطريس وكابو نيگرو وغيرها
- السياحة الاثرية والتي تحظى باهتمام جيد أيضا لما تزخر به المنطقة من الماثر التاريخية والعمرانية والتي من مصافها موقع ليكسوس الاثري ومسلات مزورة وحصون العرائش ومد ينة قصر المجاز والمدن القديمة بطنجة وشفشاون وارزيلا والعرائش وتطاوان وسبتة ووزان والقصر الكبير وتازة وباديس وغيرها من المدن الصغيرة والقلاع والقرى الاثرية ومما ينصح بزيارتة قلعة امرگو بمولاي بو شتى وخندق الملك فيليپ بسبتة وقصبة شفشاون

### الوضع الديني
يدين الجبليون بالإسلام مئة بالمئة ويتبع معظمهم المذهب السني المالكي المثقل بالعقائد الصوفية حيث ادخل هذا المذهب عبر الجارة الأندلس وعرف اقبالا ملحوظا من طرف السكان ويعود الفكر الصوفي في المنطقة لكونها شكلت ارضا لتشكل أهم الاقطاب الصوفية بالعالم كالطرق الدرقاوية والشاذلية والوزانية والمشيشية كما ان لكثرة النساك في المنطقة اثر بالغ في الاهالي حيث يصرح المؤرخون بقولة مشهورة وهي ″ ارض غمارة امتزجت برميم الصلحاء ″ ولهذا فلا تكاد قرية أو مدشر يخلو من اضرحة لبعض اولياء الله حيث لكل قبيلة من القبائل السبع والسبعين ولي صالح يعتبر مقدسا لديهم لكن يعتبر المولى عبد السلام بن مشيش القديس الأكثر موجبا للاحترام والتقديس حتى كان يسمى عند الاهالي بقنديل جبالة وسلطان جبالة بينما يفضل الاجانب تسميته بالإمبراطور الميت فحتى بعد وفاته لازال يعتبر حاكما فعليا لجبالة حيث ان معظم الامراء الجبليون كانوا يبايعون عند ضريحه وفي حالة اراد الأمير تولية وال فعليه أيضا ان يعقد له عند ضريحه وبرضى خدام الضريح وعند ضريحه أيضا كانت تقام الاجتماعات القبلية التي كانت تعرف بالكونگرس الجبلي وتعد زيارته لاحد ما في المنام تشريفا ما له من مثيل
هذا التقدير المبالغ فيه اكسب بنيه وحفدته المسمون اليوم ببني عروس اهمية بالغة إذ ان معظم الامراء والصلحاء في جبالة ينتسبون أو يدعون النسب أو المصاهرة مع هذه القبيلة التي ظل ابناؤها الاحق باكتساب أي تشريف في عموم جبالة وفي حين اورث البعض ثراء روحيا وعلميا ودينيا اورث الاخرين ارثا ماديا جعل من عائلة العلمي إحدى ابرز العائلات العروسية واحدة من اغنى العائلات المغربية
من ايجابيات هذا التشريف الوضع الذي تحظى به بني عروس والمناطق المحيطة بها والتي تسمى منطقة الحرم العروسي والتي تضم بالإضافة إلى بني عروس مناطق بني ليث وبني يدير ومناطق من بني حسان وسوماتة والتي يحرم فيها قتل الروح البشرية بحق أو بغيره وكذلك قطع الاشجار والاعتداء على الملك الغابوي وتعتبر مناطق في ملكية الولي الصالح ولا يصح الاعتداء عليها فيظهر بشكل جلي الاهمية البيئية لهذا القانون
لكن من سلبيات التشريف ظهور عدة بدع عبرالزمان لاتمت للإسلام بصلة فللعديد من المرات صار هذا التشريف بمثابة عبادة بل وادى بالكثير للاعتقاد بان مولاي عبد السلام هو تجل للخالق عز وجل وانه خالق الدنيا والدين لكن مثل هذه البدع المنحرفة ظهرت لمدة قصيرة ارتبطت بتفاقم الجهل وبتاثير محدود وقد اضمحلت كل هذه البدع مع مطلع القرن تاعشرين بفضل مجهود الدعاة والمصلحين
مع مستهل القرن السادس عشر ظهر في الساحتين الدينية والسياسية طرف جديد يتمثل في الطرق الصوفية والزوايا حيث تميزت هذه الفترة بسيطرة العديد من الزوايا المحلية على قبائل باسرها وهذا التنافس كان غالبا ما يؤدي إلى صراعات قبلية لكن من ايجابيات هذه الحركات خلق مجتمع جبلي متدين ومحافظ بشكل منقطع النظير في معظم مناطق المغرب بعد ان كانت منطقة جبالة كما ذكر معظم المؤرخين منطقة ظهور العديد من الحركات المناهضة للإسلام اكبرها حركة حاميم الزروالي الذي ادعى النبوة واطاعته معظم القبائل الجبلية بالإضافة إلى امتهان السحر الأسود فقد ذكر ابن خلدون ان اغلب ممتهنيه من الفتيات الابكار فقد ذكر ان بعض الساحرات من هذه المنطقة كن قادرات على التحكم بالعقل وليس فقط عقل شخص واحد وانما لقبيلة بكاملها بالإضافة إلى أنواع أخرى من المعتقدات القديمة كالرقادين الذين يستطيعون التنبؤ بالمستقبل بعد النوم لفترات طو يلة وقد قام رجال الدين من الفقهاء وخدام الزوايا بنبذ العديد من هذه المعتقدات وتهذيب بعضها كعادة باجلود والتي تنحدر من اسطورة الاله بام الغجرية اله الخصب
```
ومع هذا فان كل المؤرخون يؤكدون على ان استمرار الإسلام في المغرب عائد إلى هذه المنطقة التي تحتوي ثلاثة مساجد تعد الاقدم في المغرب كمان بعض المؤرخين يؤكدون على ان هذه المنطقة كانت المنطقة الوحيدة المحافظة على كافة التعاليم الدينية لفترات كبيرة في تاريخ المغرب
```

مؤخرا لم يعد المذهب السني المالكي الوحيد في المنطقة حيث ظهرت اقلية شيعية في مدينة طنجة بزعامة العديد من الاسر العريقة في طنجة وهذا المذهب قدم مع المهاجرين العائدين بعد تاثرهم به من مهاجرين اخرين إيرانيين وعراقيين ويعتبر المذهب الشيعي غير غريب على هذه المنطقة بعد ظهور عدة ثورات مطالبة بالاحقية الفاطمية اهمها ثورة ابن العباس الجميلي ومن أهم التاثيرات الشيعية في الحياة العامة طقوس بكاء النساء صباح عاشوراء بخلاف جميع مناطق المغرب التي تعد أيام عاشوراء أيام فرح ومرح

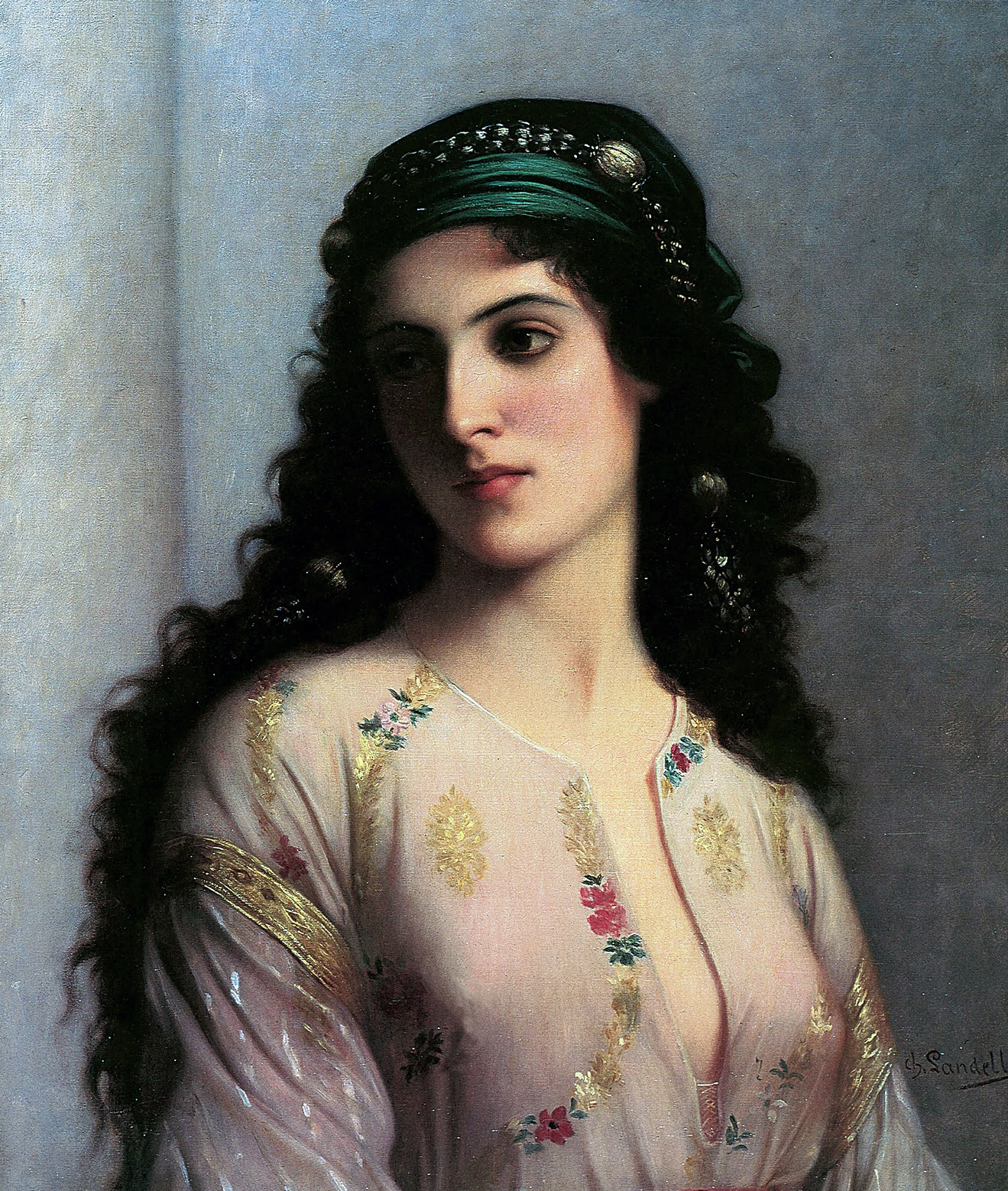
فتاة يهودية من طنجة

مع الهجرات الأندلسية إلى المنطقة هاجرت عشرات الاسر اليهودية والتي توزعت على معظم المدن كطنجة وتطاوان وسبتة وشفشاون والقصر الكبير والعرائش ووزان وتازة وازاجن واسنادة يقطنون ضمن احياء خاصة تدعى الملاح بل قاموا بانشاء العديد من القرى كبياضة ببوخالف وبياضة بازاجن وكريات شمونة بسنادة وبعد الدعوة الصهيونية باقامة دولة إسرائيل الصهيونية هاجر معظم اليهود إلى الأراضي الفلسطينية وبلدان أمريكا اللاتينية مخلفين ارثا معماريا وثقافيا وبعد ان كانت نسبة اليهود 15 بالمئة من السكان أصبح عددهم لا يزيد عن 1200 شخص موزعين على مدن تطاوان وطنجة وسبتة
انتشار المسيحية ظل لصيقا بالمستوطنين الاسپان والفرنسيين وبعد ذهاب المستعمر انمحى اثرها اللهم من العدد الهائل للكنائس التي خلفوها بعدهم ويقتصر التواجد المسيحي في جبالة على المستوطنين الاسپان بسبتة فقط.لا اعلم لماذا تتجاهل مدينة تطوان عاصمة جبالة والمدينة الاكثر تاثيرا في شمال المغرب وحيث توجد اكبر واقدم المساجد والجامعات 

### الرياضة
تعد كرة القدم الرياضة الأكثر شعبية في المنطقة حيث تتمتع بقاعدة شعبية عريضة وتنظم في جل القبائل دوريات مداشر مستقلة ومنظمة حيث تنظم في مركز كل قبيلة مباريات النهائيات وسط احتفالات محلية مهيبة تحضرها أهم الفرق المحلية ومباريات الفرسان والرماة كما تعتبر الفرق الوطنية الحضرية وعلى راسها المغرب التيطواني وإتحاد طنجة وهما من أهم الفرق الوطنية ويمارسان بالقسم الأول.
كما تحظى الرياضات الساحلية كالتزلج على الامواج والصيد بواسطة الصنارة بالإضافة إلى رياضات عالمية أخرى كالتنس وكرة السلة وغيرها بشعبية كبيرة لدى الاهالي
لقد عوضت رياضة كرة القدم رياضة كانت تعتبر الأكثر شعبية بل والرياضة الشعبية الوحيدة لدى جبالة وهو ما يسميه الاهالي بالچيرة وهي لعبة الكرة والصولجان المعروفة باغلب مناطق المشرق وكانت هذه الرياضة تقام مبارياتها بشكل شبه يومي وفي كل الاعياد القومية والدينة حيث يمتطي شباب المدشر الخيول بعد افتراقهم إلى فريقين ثم يتقاذفون كرة من الخيش بواسطة عصي خشبية قصد احراز الاهداف
من أهم الرياضات المحلية الشعبية أيضا رياضات الرماية بالرصاص والفروسية بينما تعد رياضة ماطا والتي تتم بعد عمليات توازة وهي عمليات حصاد جماعية تشترك فيها القبائل والمداشر المتجاورة وللاحتفاء بالغلال تقام حفلات ماطا حيث يهيئ النساء عروسة خشبية تدعى ماطا وبعد تسليمها لاجود الفرسان يتبارى الباقون من الفرسان على اخذها من يد حاملها على طول مسافة معلومة وليست بالقصيرة ومن يصل خط النهاية حاملا لها يعتبر البطل وافرس أبناء قبيلته وتجري العادة ان يكون الفرسان عزابا ويحق للفارس الفائز ان يطلب الزواج من أي بنت من القبيلة ويعتبر طلبه هذا امرا وقد حظت هذه المباريات باهتمام ملحوظ من طرف الجهات الحكومية بعد ان صارت تعتبر مهرجانا وطنيا يقام كل سنة بعياشة أو بجبل حبيب مع حضور فرق فروسية من خارج المغرب والحضورالمشرف للاميرة لاللا مريم

### الاعياد القومية
تعرف الرزنامة الجبلية توالي عدة اعياد تتميز بها المنطقة دون غيرها وقد توارث الجبليون هذه الخلطة من المواعد السنوية من اجدادهم مختلفي الاصول فاصبحت هذه الاعياد والمواسم مواعد للافتخار بالعرقية الجبلية كقومية مستقلة ومن ابرز هذه الاعياد
. يوم الحوز والذي يصادف يوم 13 يناير ويعتبرراس السنة الأمازيغية وراس السنة الفلاحية أيضا ويحتفل بها الاهالي عن طريق ذبح اضحية على قدر المستطاع وبطهو شتى أنواع الفطائر ويتزاور الكبار فيما بينهم متبادلين التحايا واطيب المتمنيات في حين يجتمع أطفال المدشر ويقومون بالتجول في ازقة المدشر طلبا للهدايا والهبات والتي تكون غالبا عبارة عن مكسرات وقطع الحلوى مستعينين بالقاء اشعار زجلية لمدح سكان كل منزل ووصف كرمهم والترف الهائل الذي يعيشون فيه بغية اثارة كرمهم أو بالنداء على اصحاب الدار ووصف كرم كل شخص منهم على حدة واستثارة نخوته فتكون النتيجة ان يبالغ كل فرد في العطاء بالشكل الذي يتناسب مع المديح الملقى في حقه والا فالنتيجة تكون نظم هؤلاء الصغار شعرا قدحيا يهجون فيه أهل الدار وبعد انتهاء جولتهم يقوم هؤلاء بتهيئة مشاعل من القصب ينيرون بها شوارع المدشر وسط جو يلفه الكثير من المرح
. يوم النيسان وهو اليوم الاخير من شهر أبريل ويعتبر هذا اليوم يوم يمن وبركة بالنسبة للفلاحين لذا يتوجب عليهم الاحتفاء به طمعا في سنة ميمونة وفي غلة وفيرة
. موت الأرض ويعد هذا اليوم يوما حزينا إذ يصادف اخر أيام الربيع ولهذا فهم يعتبرونه يوم موت الأرض وللطمع في احيائها من جديد يقوم الجبليون بتحضير وجبة خاصة عبارة عن خليط من المكسرات والقطاني مع حبوب الرمان وهي اكلة المقصود من تنوع مكوناتها البرهنة على ان الأرض تهبنا كل ما نريده
. العنصرة وهو عيد من اصل مسيحي دخل مع الموريسكيين الذين يمثل احفادهم اليوم نسبة تفوق 60 بالمئة من الجبليين اليوم ويصادف يوم العنصرة يوم 07 يوليوز الذي يعد يوم تاسيس الكنيسة المسيحية ويحتفل به الاهالي عبر الذهاب إلى الشواطئ رجالا ونساء والسباحة في البحر أو الانهار صباحا ثم اعداد شعلة من النار في مسرح المدشر وبعد ان يتحلق حولها جميع سكان المدشر يشرعون في عملية شواء جماعي لاكواز الذرة أو ما يسمى بعنصرة الذرة رفقة الاهازيج الشعبية والرقص وقفز الصبيان على النار لاظهار بطولتهم وشجاعتهم والقيام بمسابقات الخيول ومما لا يخفى الجذر المسيحي لكل هذه الطقوس فالسباحة ترمز للمعمودية والشعلة ترمز إلى شعلة يوحنا المعمدان
```
ومما يميز هذا اليوم اعتباره اليوم الذي على الفلاح البسيط فيه إعادة املاك الفلاح الإقطاعي اليه مع نصيبه من الربح ثم يحق للمالك بعد هذا اليوم ارجاع املاكه لمتعدها الأول أو التعهد بها لاخر
```

. يوم عاشوراء العاشر من محرم يتم الاحتفال به في جبالة بشكل مختلف حيث تستيقظ النساء باكرا هذا اليوم لاحضار كمية من الحطب لابسات السواد ويشترط عودتهن باكيات على الحسين بن علي بعد ذلك يعددن طبقا يدعى القرقشة يتكون من عشرات الانواع من المكسرات والحلويات ويقمن بتنظيمه وتزيينه ليبدو الأجمل ثم يتزاور الاقرباء بعد ذلك وتجري العادة ان تتم مضايفة الاهل بطبق القرقشة اولا والذي يوضع بصحن الدار ويحرص الاهالي على ان يتذوق منه كل من دخل الدار
. عيد المولد النبوي وهو عيد إسلامي تعد منطقة جبالة أول منطقة احتفلت فيه في العالم ويعتبر الامراء العزفيون من سنوا الاحتفال بهذا العيد اسوة بالاحتفالات المسيحية بميلاد سيدنا عيسى باسپانيا ويحتفل بهذا اليوم من خلال انشاد الامداح النبوية والابتهالات وذبح اضحية حسب المستطاع والالإطار بالفطائر والحلويات ووجبة عصيدة خاصة تحلى غالبا بالعسل
. اليوم السابع من المولد النبوي ويتم الاحتفال به يوم 19 ربيع الأول والذي يصادف مرور سبعة أيام بعد المولد النبوي والذي يعتبر يوم العقيقة حسب التقاليد الجبلية ويتم الاحتفال به عبر انطلاق الزغاريد من البيوت مع طلوع الفجر وطهو مختلف أنواع الفطائر وذبح اضحية حسب المستطاع ثم احياء هذه الليلة بانشاد قصائد المديح وحفلات الحضرة الشاونية
. عيدي الفطر والاضحى ويحتفل بهما بشكل مماثل لباقي المناطق المغربية ويتشكل الاختلاف في الفطور الجماعي للمصلين صباح عيد الفطر في باحة المسجد عادة ويتكون الفطور عادة بالإضافة إلى الفطائر والحلويات اكلة الشعيرية المغلاة في الحليب ثم انشاد قصائد الغفران بشكل جماعي خلال العيدين ثم عملية التهنئة الجماعية والتي يتجول فيها الرجال في كل منزل يبشرون بقدوم العيد ومهنئين كافة السكان بشكل جماعي ثم يتبعون بافواج الأطفال ثم النساء وتجري العادة على القيام بالإطار ثان جماعي يوم عيد الفطر يحضر غالبا في أكبر بيوت المدشر
بينما يستمر الاحتفال بعيد الاضحى ثلاثة أيام تعزف خلالها الموسيقى الجبلية دون انقطاع بينما يجتمع سكان المدشر في كل ليلة في المسرح متحلقين حول شعلة نار كبيرة يساهم كل سكان المدشر بشكل اجباري بمساهمة رمزية عبارة عن حزمات من الحطب ويستمر العزف ورقص الصبيان في انتظار باجلود وهو شخص من المدشر يلبس جلود الماعز ويرتدي في يديه ورجليه حوافر ماعز أيضا والذي يخرج على حين غرة وسط صرخات الأطفال المذعورين من شكله المفزع ويقوم باجلود بالقفز على النار بحركات موسيقية حينا وحينا بضرب النساء على رؤوسهن قصد مباركتهن بينما يستمر الأطفال في القفز عن النار والرقص ولا ينفض هذا الجمع الا عند الفجر بينما تستمر الموسيقى والتي تدعى الگناوية والتي تتميز بسرعة الإيقاع مدة ثلاثة أيام وغالبا ما تكون الليلة الاخيرة الأطول والأكثر مرحا
تعود حفلات باجلود إلى اصول غجرية قحة استقدمها الغجر الأندلسيون كما انها كانت حاضرة لدى غجر زهجوگة المحليين ويعود اصل الاسطورة إلى اصل وثني محض حيث يرمز باجلود إلى اله الخصب الغجري بام والذي كان يصور على شكل ادمي بجسد وراس تيس وقد انتقلت احتفالات باجلود من احتفالات غجرية تتم كل ليلة في القرى الغجرية فقط إلى احتفالات تعرف اقبالا من طرف كل الجبليين لكن تعرف تقنينا من حيث فترات عرضها
. يوم النسخة ويصادف يوم 15 شعبان والذي يتم خلاله الاحتفال الأكبر بمولاي عبد السلام بن مشيش حيث يتقاطر الاف الزوار ذوي الاصول الجبلية من المغرب وخارجه لزيارة المقام ويستحب خلال هذه الزيارة الذهاب مشيا إلى الضريح بالنسبة للعروسيين وسكان القبائل القريبة لبس البياض باستثناء الشاشية والمنديل الذان يعتبران رمزا للقومية الجبلية والصيام اليوم الخامس عشر من شعبان والإكثار من ذكر الله وتلاوة منظومة خاصة من الادعية تدعى الصلاة المشيشية
. بالاصافة إلى هذه الاعياد ترتب كل قبيلة جبلية منظومة من الاحتفالات الدينية تحيى في ذكرى اولياء القبيلة وصالحيها في حين تنظم جل القبائل اياما للاحتفال بمجموع الاولياء المحليين ويخصص لهذه الاحتفالات أيام خاصة في التقويم الهجري وهذه الاحتفالات مشابهة لاحتفالات اعياد جميع القديسين عند النصارى الايبيريين وهي تعتبر إحدى التاثيرات الأندلسية في المنطقة

### الهندسة المعمارية

#### الچار (المدشر)
يشيد المدشر الجبلي عادة في المناطق المرتفعة على سفوح الجبال أو قممها ويختلف قدها من مدشر إلى اخر فقد تصل اعداد منازله إلى 500 بيت وقد لا تتجاوز العشرين بيتا ويقسم المدشر عادة إلى احياء شبه مستقلة وتقسم الاحياء في المداشر الكبيرة إلى شوارع وازقة وسرادقات وقد تتواجد مداشر كبرى هي عبارة عن اختلاط مدشرين أو أكثر
يسمى الحي المركزي عادة الدشر ويتميز بتلاصق بناياته في حين تتميز باقي الاحياء أو الحومات بتباعد منازلها على نمط البناء في الجنوب الأندلسي حيث تتوسط كل دار اراض تستغل كحدائق وجنائن وتسمى محليا الدمنة أو تنطق على شكل جمع (دماني)
```
وتكون العادة ان يتوفر الدشر على معظم المباني الرئيسية في الدشر والتي من اهمها المسجد الجامع والمدرسة القرانية والمسرح وهي ساحة تتوسط الدشر ويكون شكلها دائريا أو طوليا حسب طريقة بناء المدشر وتجري في هذه الساحة معظم الاحتفالات الجماعية بما فيها احتفالات العيد الاضحى واليوم السابع من المولد النبوي بالإضافة إلى بيت الصحفة والتي تتواجد قرابة المسجد وكانت هذه المنشات تستخدم لتخزين الاسلحة الجماعية بالمدشر والتي فقدت قيمتها حاليا بعد مضي أيام الحرب وتتميز المداشر الجبلية بنظام مميز من الارحاء حيث تشيد المخصصة لطحن الحبوب على المناطق المرتفعة ويتم ضخ الماء إلى هذه المناطق حيث يصبح الصبيب عاليا فتعمل هذه الارحاء بفعل طاقة المياه في حين تشيد الطواحين المعدة لطحن الزيتون بتعقيد اقل حيث تعمل بواسطة الدواب فقط وتتميز ازقة المداشر الجبلية كباقي ازقة النمط الأندلسي بقدها الضيق نسبيا والوانها الزرقاء الزمردية
```

تستعمل معظم المداشرالجبلية نظاما خاصا للري حيث تحمل المياه من الينابيع عبر قني خاصة تدعى المرافع وهي عبارة عن قني مستطييلة الشكل مصنوعة من اللبن المحلي وتكون هذه القني مكشوفة وتتوزع على الشوارع الجبلية بشكل منظم وقد تحمل هذه المرافع على شكل قناطر في حالة كان النبع غير قريب كفاية في حين يعمد ساكنوا المداشر التي تتوسطها ينابيع ذات صبيب عالي إلى تحويل بعض شوارع المدشر إلى مجاري مائية وهذا ما يمكننا رؤيته في مدينة الشاون وفي مداشر زاوية الهبطيين بشفشاون والزرقاء وبوزيتون بتطاوان وبوعادل بتاونات
```

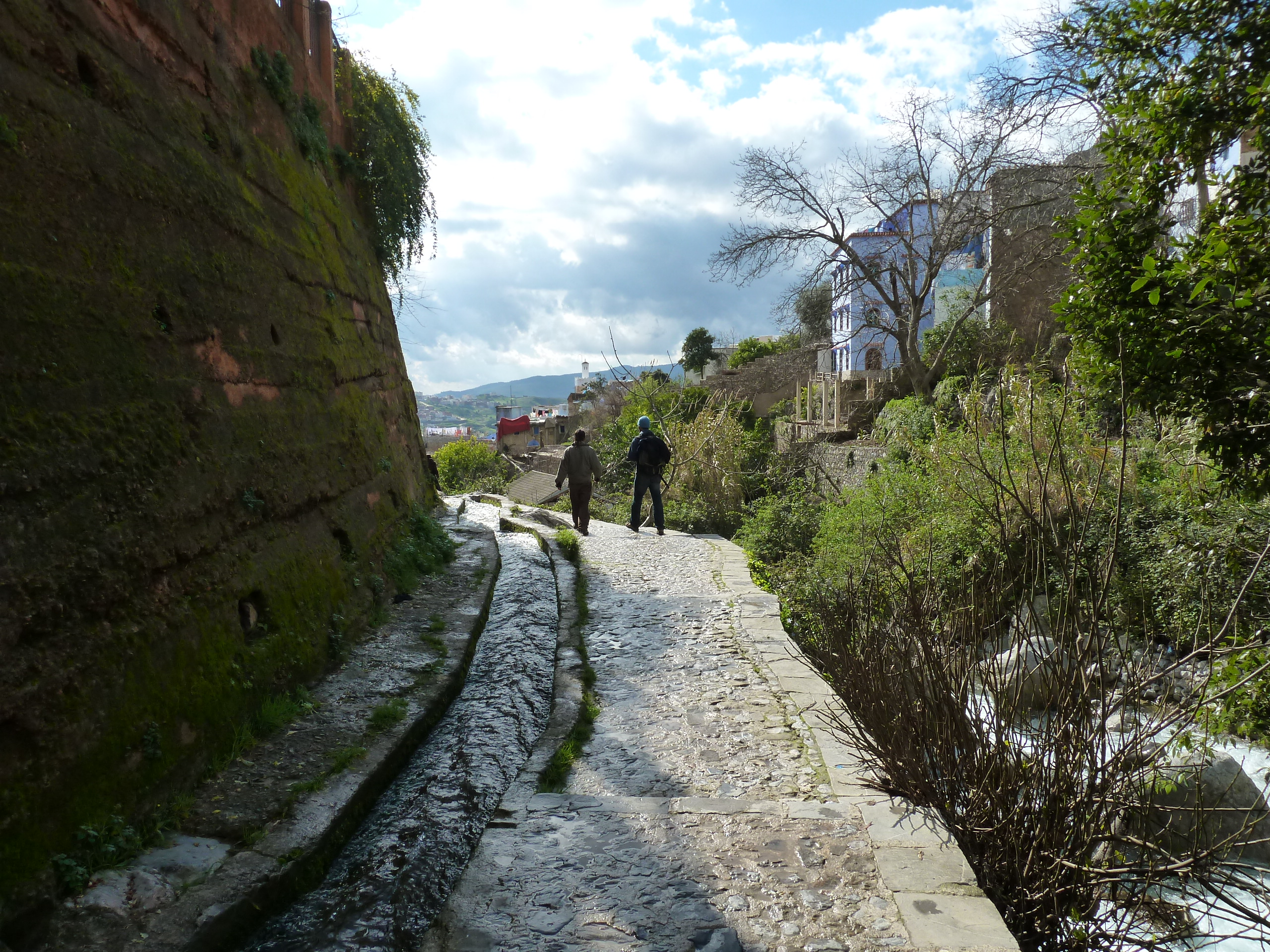
أحد مرافع المياه بالشاون

وتتميز المناطق الجبلية دون غيرها بروح التعاون الفريدة حيث يعتمد السكان على انفسهم من خلال عمليات توازة في إنشاء مختلف البنايات الجماعية وكذا في عمليات تبليط الطرقات وبناء الجسور وتعد عمليات تبليط الطرقات حسب الطريقة الأندلسية وتعتبر هذه العملية من اصول الكرم الجبلي حيث يعتبرون تزيين الطرقات وتبليطها من باب تكريم عابر السبيل وغالبا ما يعمد الجبلون إلى طلاء الطرقات باللونين الأبيض والأزرق وهذه الطرقات لا تقتصر فقط على الطرقات وسط التجمعات السكنية فقط بل تتعداها لتشمل الطرقات والسلالم المفضية لقمم الجبال أو في اتجاه الاضرحة والمزارات ومنابع المياه كما يقوم الجبليون من باب الكرم بتشييد سبل وسقايات على قارعة الطريق لارتواء المسافرين

إحدى أزقة العرائش حيث يتجاور اللونين الأبيض والأزرق

```

#### المنزل (الدار)
تعرف الهندسة المعمارية الجبلية تاثيرا هندسيا أندلسيا كبيرا حيث ان الدور الجبلية مطابقة لدور القرى الأندلسية خصوصا في جبال البشارات ويتكون البيت الجبلي القروي عادة من
الدويرة: وهي باحة تكون مجاورة للبيت محاطة بسور قصير من ثلاث جهات وتستعمل عادة لوضع جرات الماء وتزين غالبا باصص الازهار وعادة ما يتوسط الدويرة شجرة تين أو دالية عنب والدويرة تقتصر على البيوت الانجرية فقط
بيت المرمة: وهي غرفة تعد للنسيج وتتوفر على المناسج الأندلسية والتي تستعمل لحياكة المناديل (الفوط التقليدية في شمال المغرب) والگذاور (الملاحف) وغيرها من الصوف والكتان والحرير
البيوت: وهي الغرف التي تنشا من طابق واحد وتبنى بعضها كاول مرفق بعد باب المنزل ويسمى عندئذ باب ديرة أو مع حمام المنزل ويسمى البيت دالحمام وتشيد الحمامات عادة في المداشر الجبلية من بناء صغير فوق حفرة يتم اشعال النار فيها لتدفئة الحمام والماء للمستحمين
الغرف: وهي الغرف التي تتكون من طابقين يسمى العلوي منهما الغرفة والسفلي لستوان وتستعمل لستوانات عادة كمخازن للزيت والحبوب والتين المجفف وتحتوي كل غرفة عادة على مطهرة وهي بناء يكون في الطابق السفلي من الغرفة عادة يعد كميضاة وحمام صغير
اللفتينة أو المطبخ أو الكوزينة: وهو المطبخ
بيت الكانون: وهو بناء صغير مع مدخنة وتوضع فيه المواقد
بيت الرحى: وهو بناء صغير توضع فيه الرحي اليدوية المعدة لطحن الحبوب أو معاصر يدوية لعصر الزيتون
```
ويتوسط هذه المرافق دائما فناء يسمى المراح تتوسطه بعض الاشجار وزهور للزينة يحاط من جهاته الاربع باواوين مسقفة تدعى السحانات تطل على المراح وتقوم على اعمدة خشبية تسمى الركايز جمع ركيزة تستعمل لجلوس افراد المنزل في الربيع والصيف
```

الدكانة: وهي دكة مسقفة مستطيلة تبنى عند المدخل الرئيسي للبيت تستعمل للجلوس بعد الاصيل واستضافة الضيوف
```
وتحاط المنازل المتباعدة الغير متواجدة في المركز بمناطق خضراء تستعمل كحدائق ومزارع للخضروات والنباتات العطرية وتسمى هذه المناطق الدماني وتحاط هي الأخرى بسياج من القصب أو الخشب أو سياج طبيعي من الاشجار ومن أهم التاثيرات الأندلسية أيضا التسقيف بالقرميد والذي عوضه صفائح الزنك المضغوطة في بعض المناطق وتبطن هذه السقوف من الداخل بالقصب أو سيقان الجاودار لضمان الدفئ داخل المنزل ويؤسس اساس السقف بعيدان الخشب والتي تحفظ توازن البيت
ويتم بناء الجدران بلبن محلي يدعى المقدار ويصنع من الطين المجفف في الشمس بعد قولبته مع دعمه بالصخور ويتم تبليطه بخليط من الطين وصخور گرانيتية رخوة تدعى اسكس وبعد ذلك يتم صباغة الجدران بلونين العلوي ابيض والسفلي بلون اخر غالبا ما يكون ازرق فاتح ويسمى هذا الجزء (احزام)
```

### الموسيقى
تعتبر موسيقى الطقطوقة الجبلية أو العيطة الجبلية تاريخيا سابقة لباقي الانواع الموسيقية بالمغرب حيث ظهرت بعد الهجرات الأندلسية المتلاحقة حيث كانت هذه الموسيقى تعزف بالبوادي الأندلسية في حين كانت الاهازيج المغناة تنشد اثناء ممارسة الاعباء الفلاحية مصحوبة بمجموعات من التلاحين ذات الاصل الأندلسي الشامي وتسمى محليا (اعيوع) وتصحب هذه الاهازيج بايقاعات الطبول والات محلية تصنع من ظهور السلاحف تدعى (سويسن) ثم ادخلت الات أخرى كالمزمار ثم الكمان والعود
```
وقد تاثرت الطقطوقة الجبلية بمقامين عربيين هما الحجازي والبياتي وتفترق الموسيقى الجبلية إلى عدة لكنات وايقاعات تختلف باختلاف القبائل ومن اهمها الكوالي الذي يميز الموسيقى الاخماسية وتجدر الإشارة إلى ان الموسيقى الجبلية في بعض مناطق اقليم 
تازة
 بالسرعة في الإيقاع بشكل مشابه للموسيقى غرب 
الجزائر
 خصوصا في قبائل البرانس غياثة مكناسة ومغراوة
ومن أهم المحافظين على هذا اللون الموسيقي الگرفطي والحاج 
محمد العروسي (مطرب)
 وحاجي السريفي 
وشامة الزاز
 وعبد الله الوزاني وغيرهم من كبار الرموز الجبليين في المجال الفني وقد تم إنشاء مؤخرا جوقا وطنيا للعيطة الجبلية يضم العديد من كبار الفنانين الجبليين.
```

بالإضافة إلى الطقطوقة توجد عدة الوان فنية في اهمها الطرب الأندلسي الذي عمد كبار الفنانين الجبليين على مزجه بعدة ايقاعات شعبية وقد قام الجبليون على 11 نوعا من المقامات الأندلسية في منطقة جبالة وتعد الحواضر الكبرى كتيطاوان وطنجة والعرائش والقصر وشفشاون وتازة من أهم مراكز الحفاظ على هذا اللون الموسيقي ومن أهم العائلات المحافظة على الفن الأندلسي في جبالة عائلات شقارة والتمساماني بتيطاوان وعائلة بناني بتازة وبالإضافة إلى الطرب الأندلسي توجد عدة فنون أندلسية اهمها فن الحضرة الشاونية والتي يقوم اساسها على المديح والسماع النسوي والاجواق النسوية بالمناطق الحضرية أيضا وظهرت الاجواق النسائية كبديل عن الاجواق الرجالية وهذا مرده إلى طبيعة السكان المحافظين

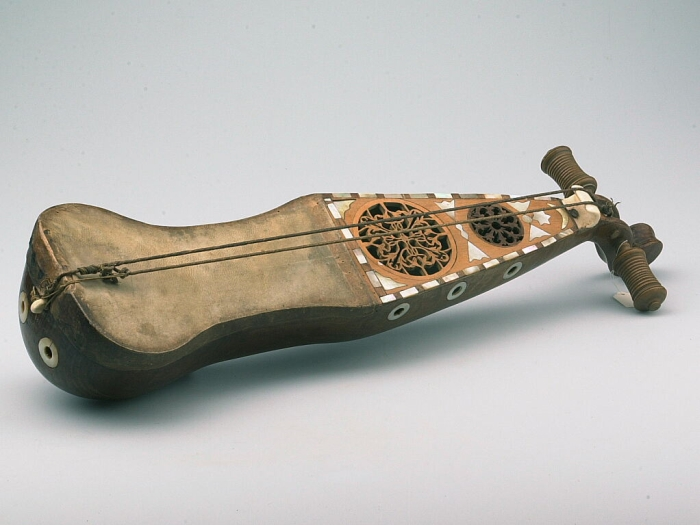
الة الرباب المميزة للطرب الأندلسي

يحظى الفن الاسپاني المعاصر والتقليدي باقبال ملحوظ من طرف الشعب الجبلي خصوصا رقصات الفلامنكو والتي اضحت تعتبر رقصة شعبية في المنطقة بالإضافة إلى باقي الفنون كالموسيقى الكلاسيكية والشبابية

### الصناعة التقليدية
تشتهر منطقة جبالة بشكل خاص بجودة الفخار المصنع بها إذ تنتشر هذه الصناعة في كل القرى تقريبا وخصوصا قرى بني سعيد بتطوان وسلاس بتاونات ويمتاز الفخار الجبلي بتزاوج التاثيرين الأندلسي والأمازيغي ويظهر ذلك جليا من خلال اشكال النقوش والالوان المعتمدة وللإشارة فمعظم الاواني المستعملة في القرى الجبلية تصنع من الفخار
بعكس الفخار تعرف المصنوعات التقليدية الأخرى كصناعة السجاد والحلي لامبالاة من طرف الجبليين فصناعة السجاد التي لاتكاد تخلو قرية في المغرب منها غير متواجدة في هذه المنطقة بينما تقتصر صناعة الحلي والتي يعوض الجبليون فيها استخدام الفضة في باقي مناطق المغرب باستخدام الذهب فهي تقتصر على المدن فقط ولقد كان اليهود حتى وقت قريب المسيطرين على هذه السوق لكن انخفاض اعدادهم بشكل حاد اتاح الفرصة للمسلمين باكتساح هذه السوق
كما ان الحواضر الجبلية وفي مقدمتها تطوان تهيمن على اصناف أخرى من الصناعات التقليدية كالنجارة والنقش على الخشب وطرق النحاس وحياكة الحرير وقد حمل المهاجرون من مسلمي الأندلس العديد من اشكال الثياب والتي صارت صناعتها تقتصر على المدن الجبلية فقط كما احضر المهاجرون من مسلمي صقلية معهم طريقة تطعيم الحرير بالخيوط المذهبة ويطلق على الثياب المصنوعة وفق هذه العملية ثياب الصقلي
بالإضافة إلى الفخار تشتهر المنطقة أيضا بحرفة الحياكة خصوصا الثياب الصوفية القطنية والكتانية ولا تكاد توجد قرية أو مدشر الا ويمتهن جانب كبير من اهلها الحياكة وتشتهر مدينة وزان على الخصوص بحياكة الجلابيب الصوفية والتي عد مولييراس نحو 15 نوعا في كتابه المغرب المجهول اكتشاف جبالة وتعتبر الجلباب الوزانية اجود أنواع الجلباب ليس في جبالة فقط بل في المغرب باكمله
تشتهر مناطق جبالة أيضا بصناعة ميزتها عبر التاريخ وهي صناعة البنادق والسيوف وقد كانت منطقة جبالة فيما مضي تؤمن معظم اسلحة الجيش المغربي بل كانت كل المداشر تتواجد بها مصانع لصناعة الاسلحة وكانت العديد من هذه القبائل تقدم الخراج والضرائب على شكل اسلحة وأشهر السيوف كانت على ما ذكر مولييراس تصنع في فشتالة في حين ان اجود البنادق كانت تصنع في تاغزوت وهذه الصناعة قد اندثرت حاليا شانها شان العديد من الصناعات كصناعة الحبر وغيرها

### المطبخ الجبلي
المطبخ الجبلي كاحد أهم الروافد للمطبخ المغربي يعد من اغنى المطابخ العالمية وذلك لتنوعه الناتج عن التنوع الثقافي والعرقي للجبليين عامة ويعتبر المكون الموريسكي أكثر تاثيرا على المطبخ الجبلي حيث تضم لائحات الاصناف في المطبخ المغربي العديد من الاكلات الإسبانية الاصل وهذا ما يزيد من غناه بالمقارنة مع باقي المطابخ المغربية وتعتبر وجبة الغذاء أهم وجبة في اليوم ماعدا في شهر رمضان ومن الشائع الاستهلال باصناف السلطات الباردة والساخنة يليها الطبق الرئيسي الذي غالبا ما يكون مطهوا في اواني فخارية تدعى الطواجن وتتبع باطباق الفاكهة وكؤوس الشاي

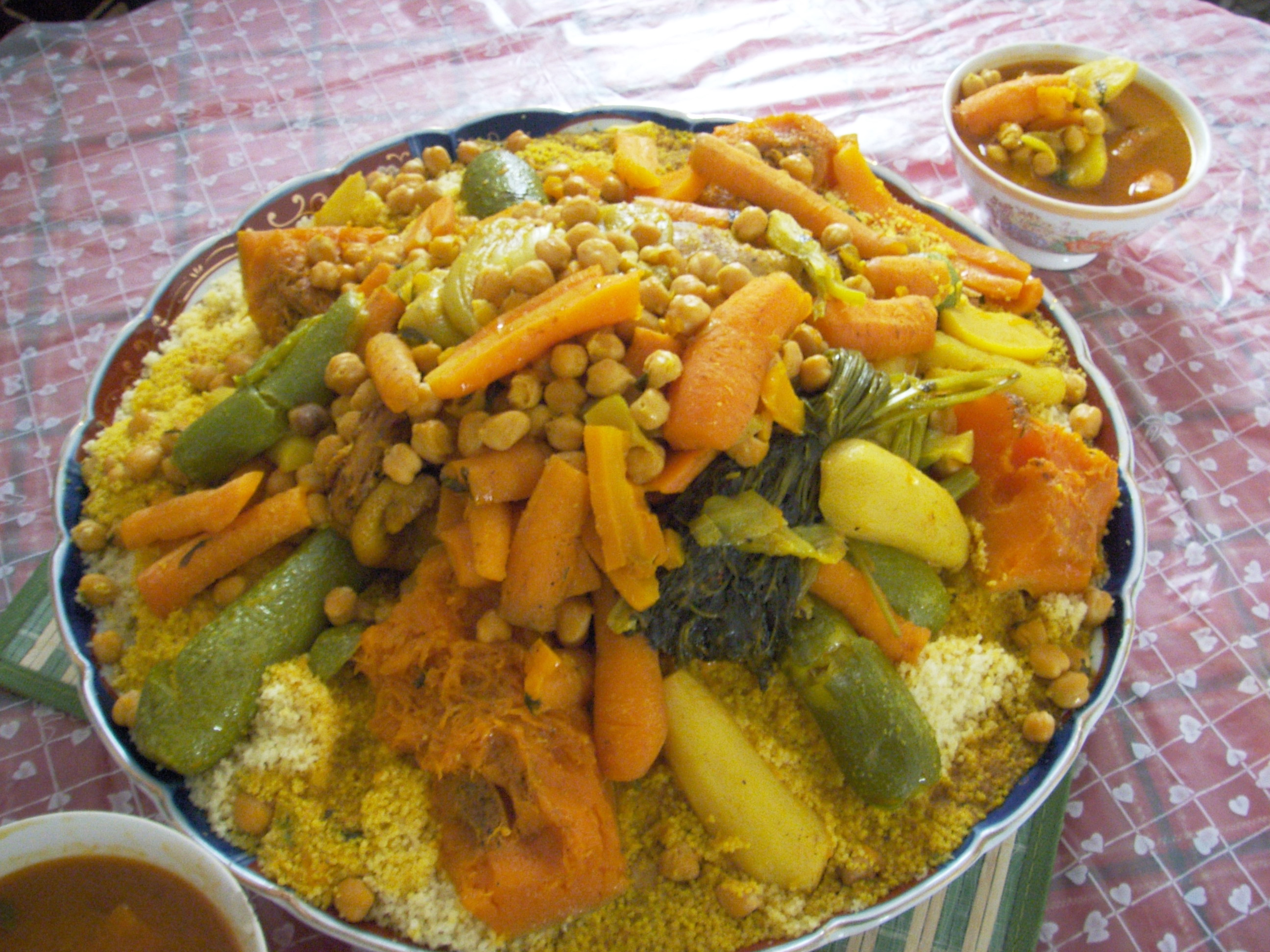
طبق من الكسكسي

بالإضافة إلى الاطباق المعروفة في باقي مناطق المغرب كالكسكس والطاجين والبسطيلة والحريرة والسفة والبيصار (حساء الفول) التي تحظى باهمية خاصة إذ تعد أهم وسيلة لمواجهة البرد القارس في المنطقة تتوفر قائمة الاطباق الجبلية على العديد من الاطباق الخاصة كتاگرة (و هي طريق محلية لطهو السمك تنتشر في المناطق الساحلية والقريبة من السواحل) والحلاب (و هي طريقة محلية تنتشر في اقليم تاونات لطهو الدجاج وتتم في جرار طينية تدعى الواحدة منها الحلاب على النحو الذي تطهى به الطنجية بمراكش) والطاجن الشاوني الذي يعد من لحوم الماعز مع السفرجل المعسل تتواجد العديد من الاطباق الإسبانية الاصل كالتورتية والپايلا واطباق المحار والقشريات وغيرها وللإشارة فينتشر استعمال التوابل والنباتات العطرية في جبالة بشكل خاص
كما تتواجد اطباق مخصصة لمواسم محددة كعصيدة المولد النبوي واكلة موت الأرض التي تشبه الكشري المصري والقشقشة التي تقدم يوم عاشوراء وطبق (بشق عينو) المعد من الحمص المبخر والتي تقدم ليلة الحوز والسفوف (سلو) والذي يعد لشهر رمضان بشكل خاص ويصنع من خليط من الدقيق المحمر وطحين اللوز والسمسم والفول السوداني والعديد من التوابل كالقرفة واكليل الجبل واللبان وجوز الطيب

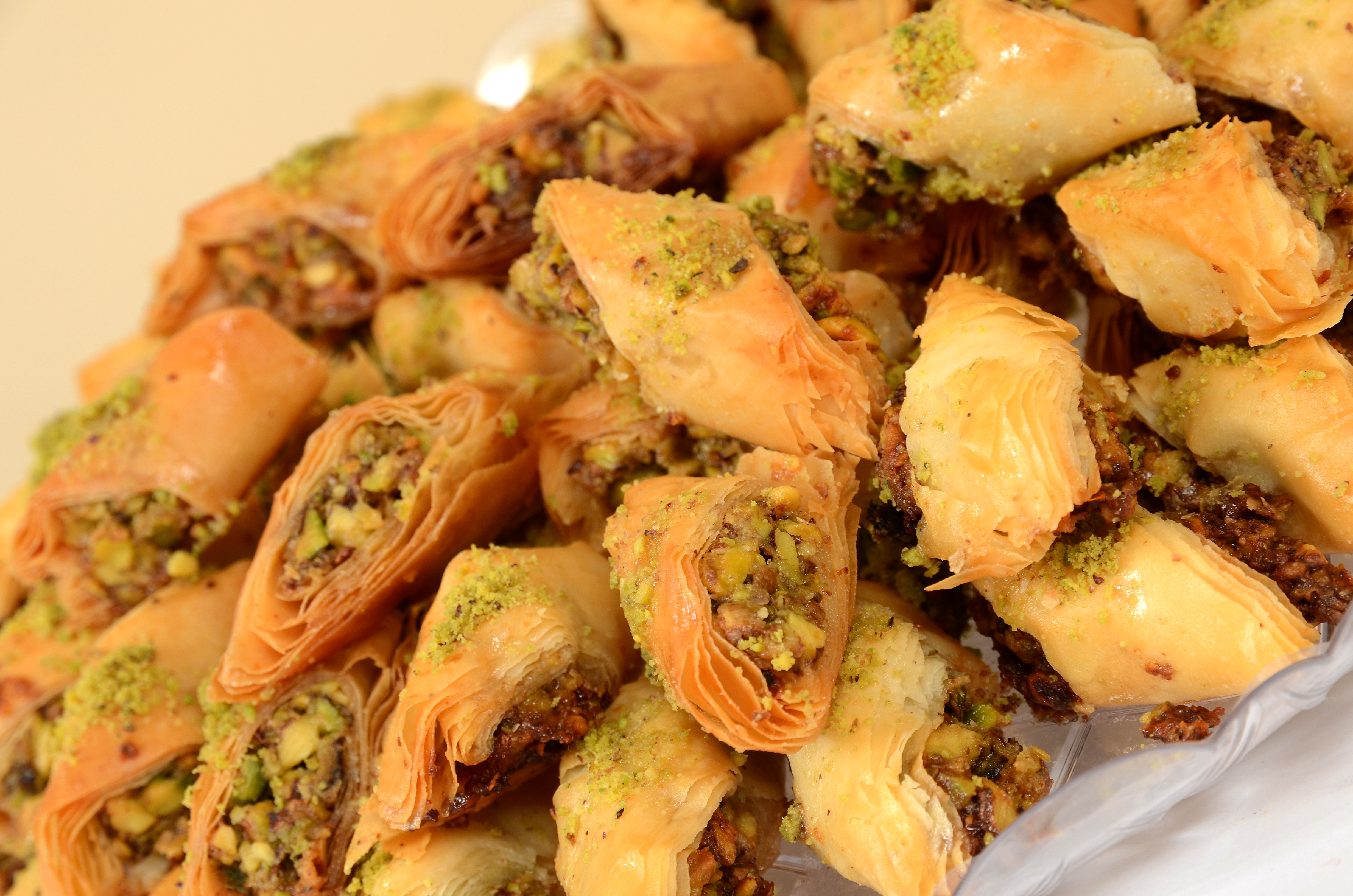
البقلاوة إحدى الحلويات الأندلسية الأصل المميزة للمنطقة الجبلية

كما تعرف القائمة العديد من اصناف الحلويات والفطائر التقليدية والتي في مقدمتها الملاوي والمخمر وحنطللو (البغرير\القطايف) والسفنج وغيرها واخرى ذات اصول إسبانية كالباركيو والپاسترلو وتمتاز المنطقة بطهو نزع مميز من الحلويات تسمى التشورو وهي حلويات مختلفة الاشكال دائرية ومستطيلة ابتكرها الأندلسيون اثناء تهجيرهم لاخفاء المصوغات والحلي داخلها خوفا من التفتيش من طرف الجنود القشتاليين
بالإضافة إلى ذلك للجبليين طرق خاصة لتصبير الزيتون وصنع المربى والجبن المحلي والذي يعتبر أشهر من نار على علم ويسمى أيضا الجبن الجبلي أو الجبن العربي أو الجبن المغربي كما تحتوي قائمة المطبخ الجبلي قائمة طويلة من اصناف المشروبات والتي يتربع على راسها الشاي المشروب الأكثر شعبية في كامل المغرب ويليه العديد من المشروبات المحلية اشهرها الزعزاع وهو مشروب محلي يتكون من عصير لخليط من الفواكه مع الحليب والشوكولاته وماء الزهر احيانا

## معرض الصور

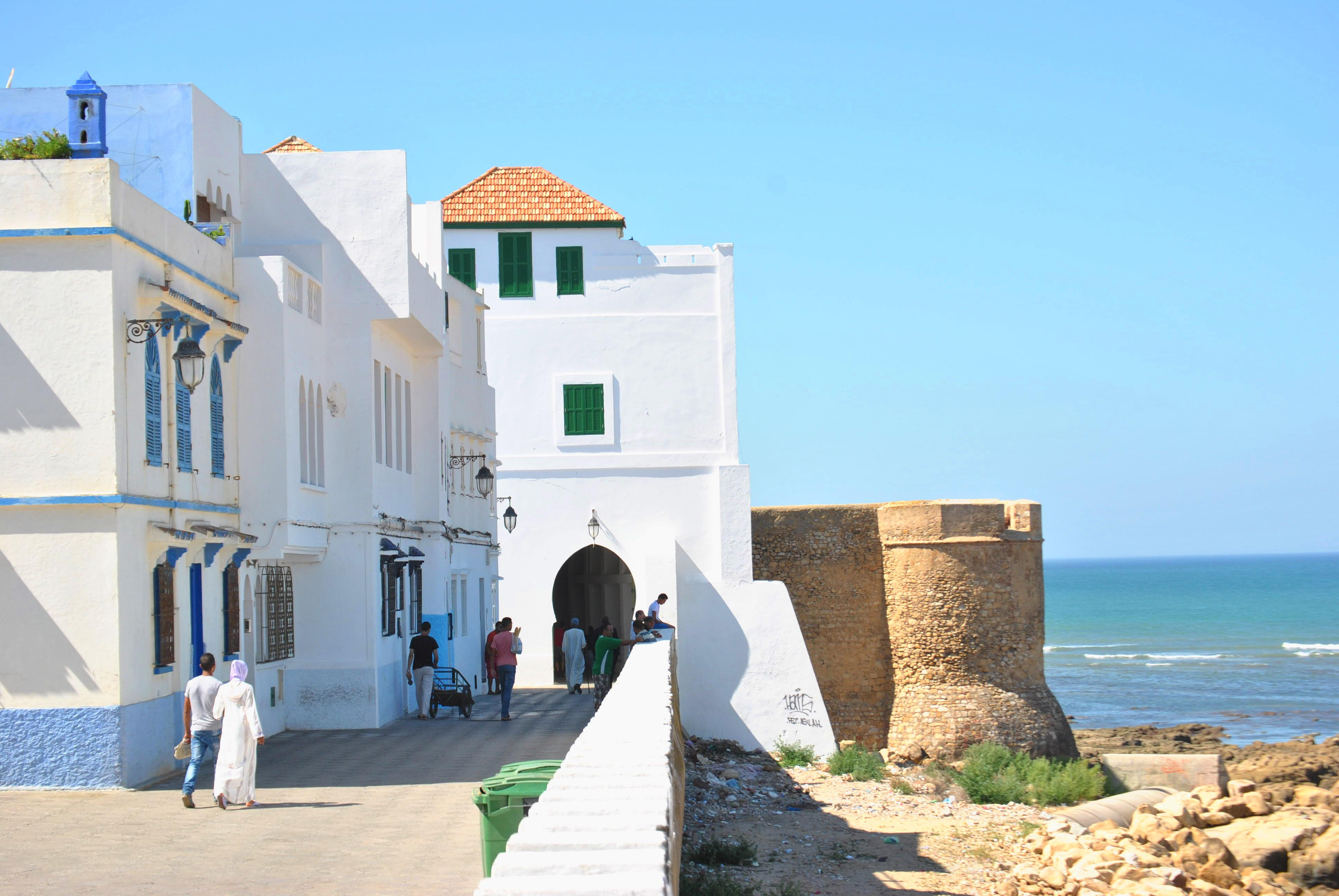
مدينة أصيلا وإطلالة على الأطلسي
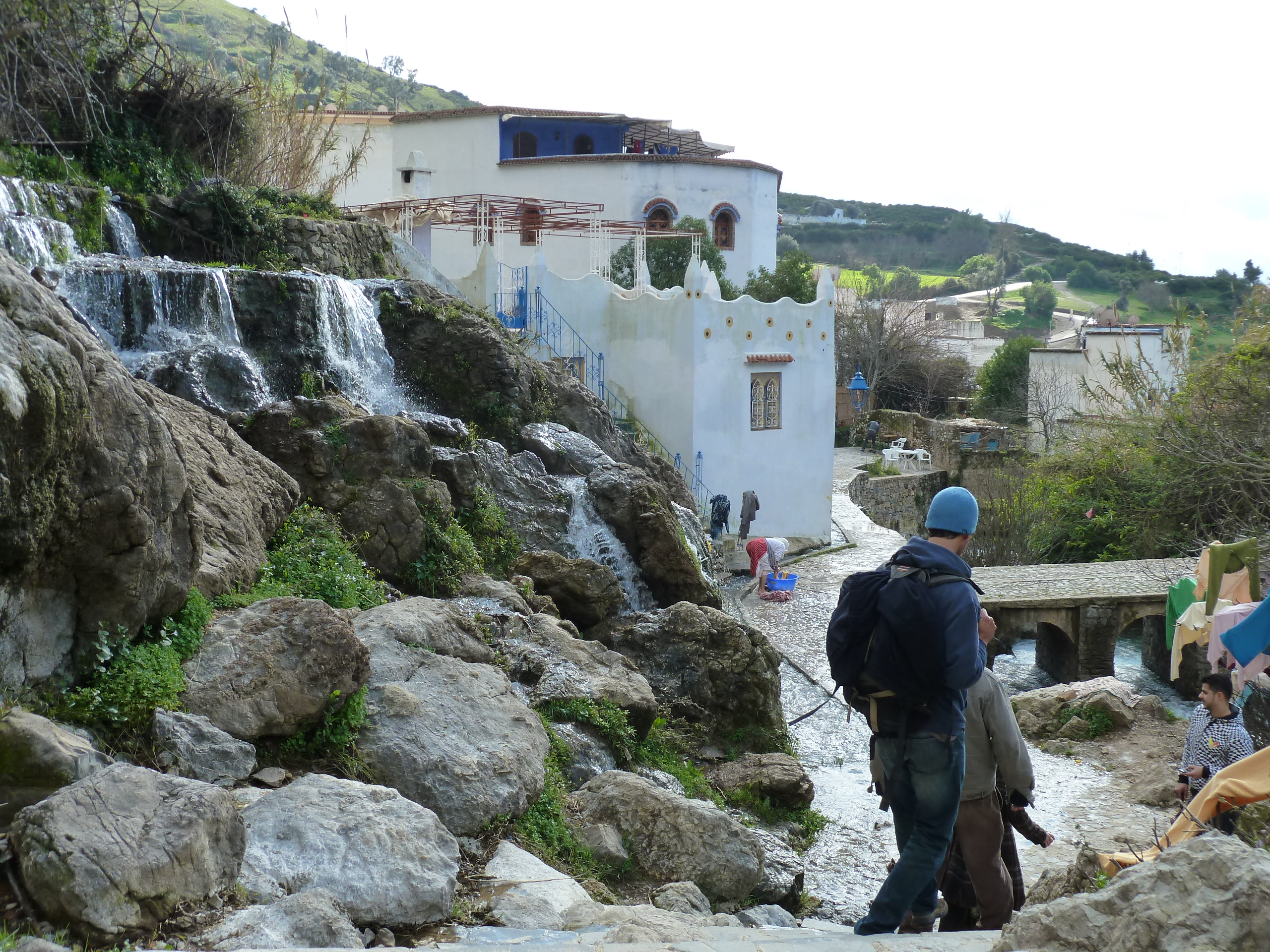
منابع رأس الماء بشفشاون
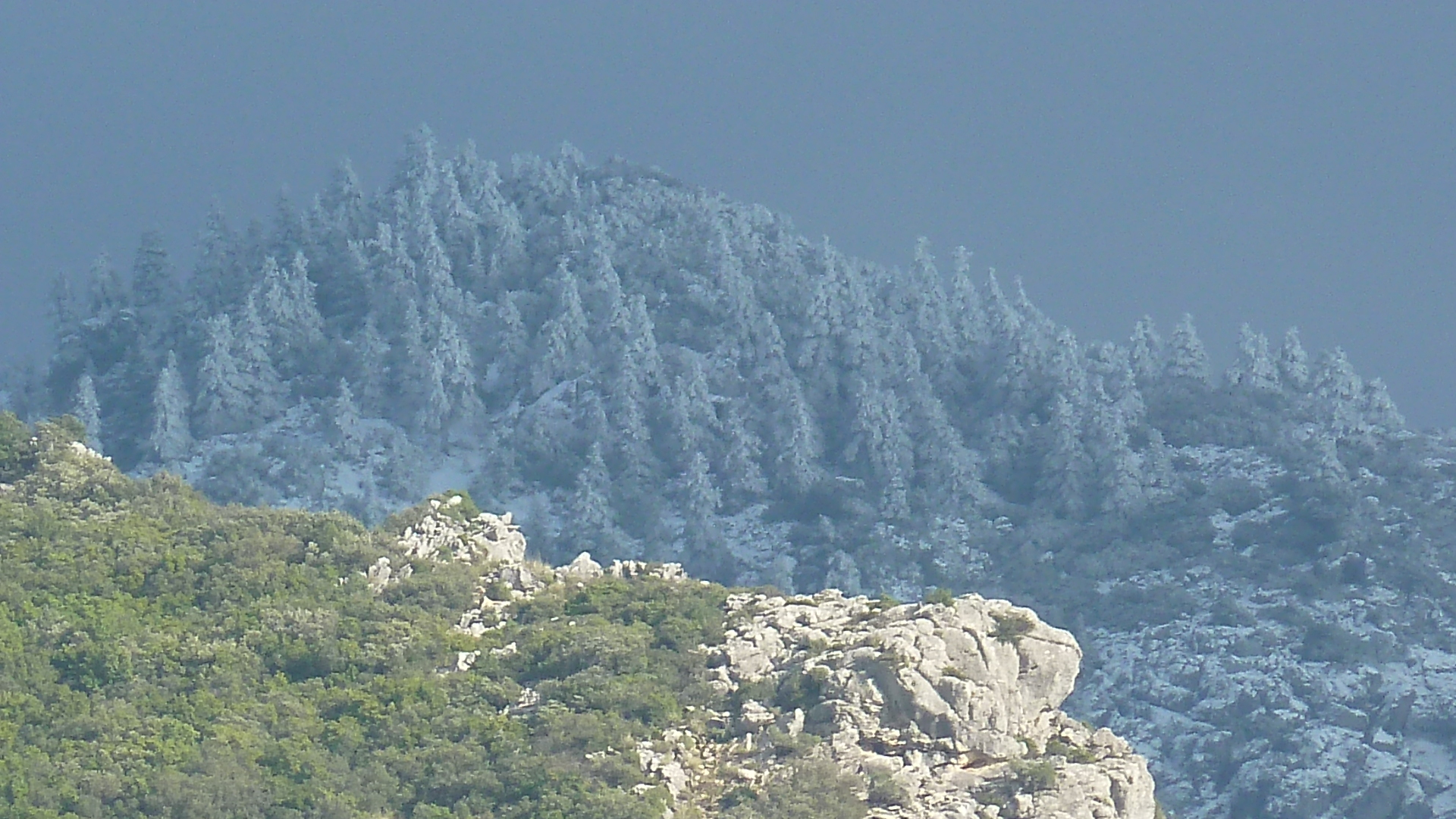
قمة الجبل الأقرع - إقليم شفشاون
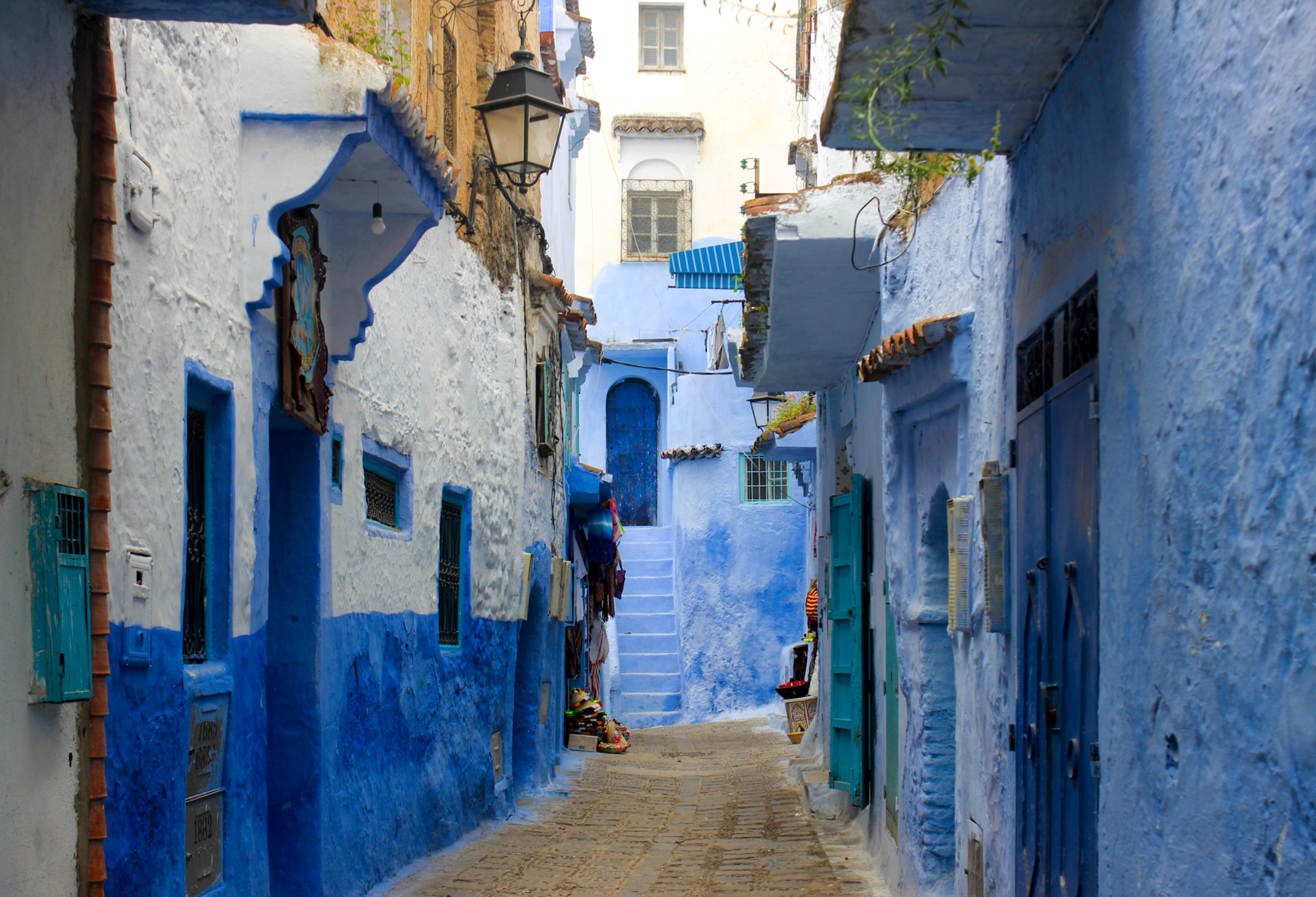
أزقة شفشاون بلونها الأزرق
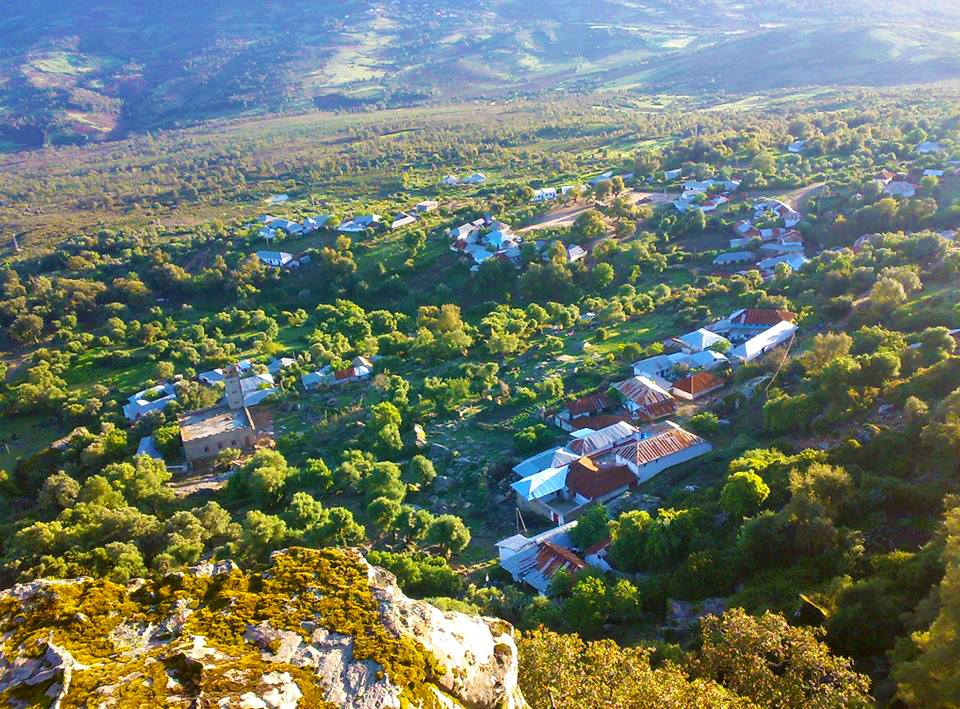
مدشر دار الراطي (قلعة حجر النصر) - إقليم شفشاون
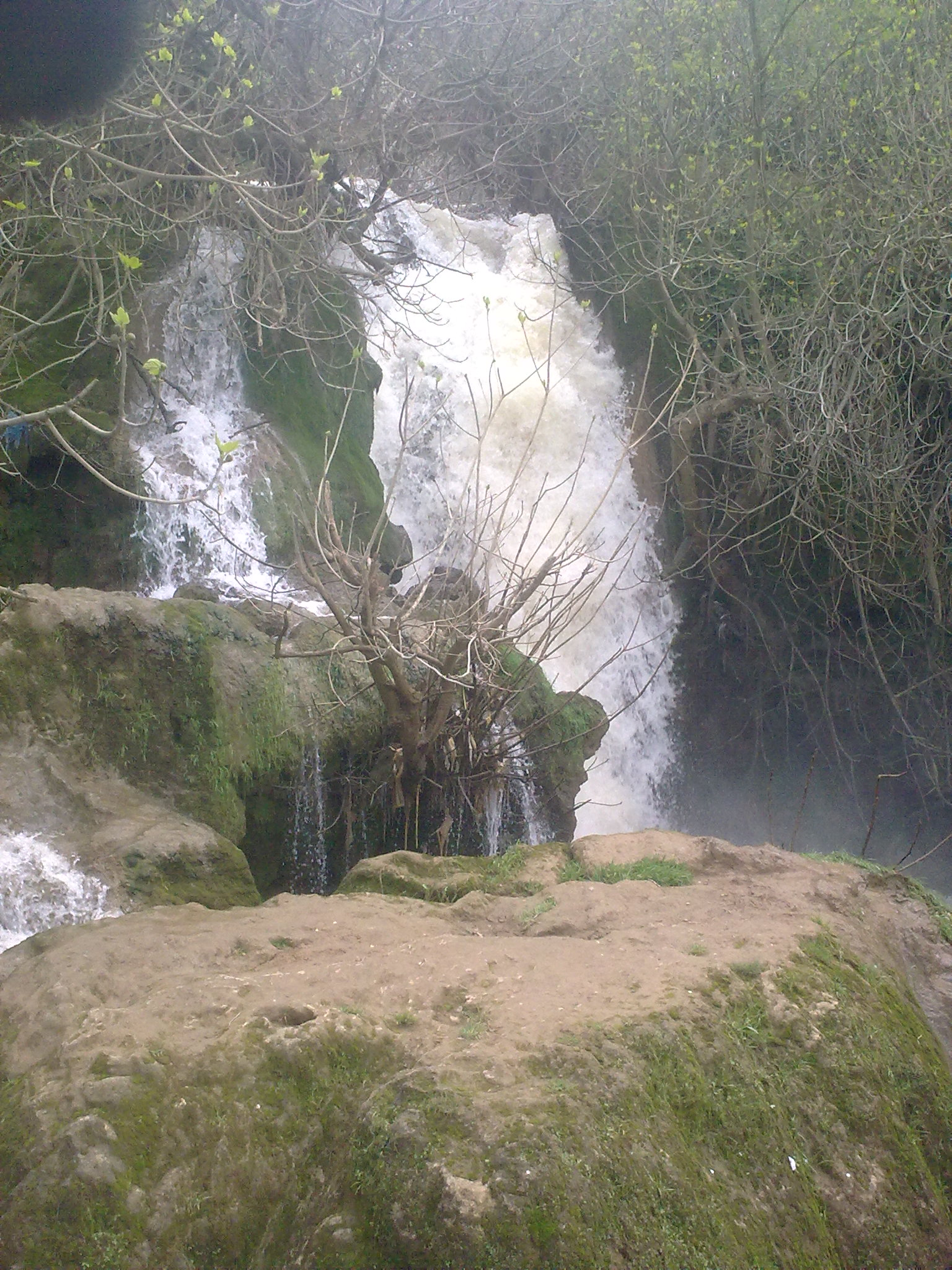
منابع رأس الوادي - إقليم تازة
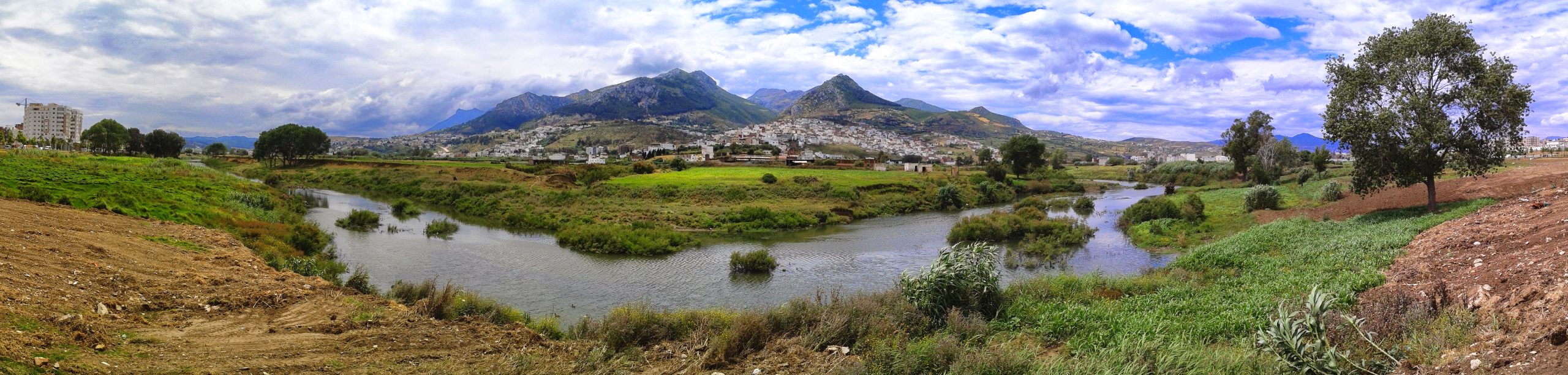
إطلالة على جبل گورگيز - إقليم تطوان
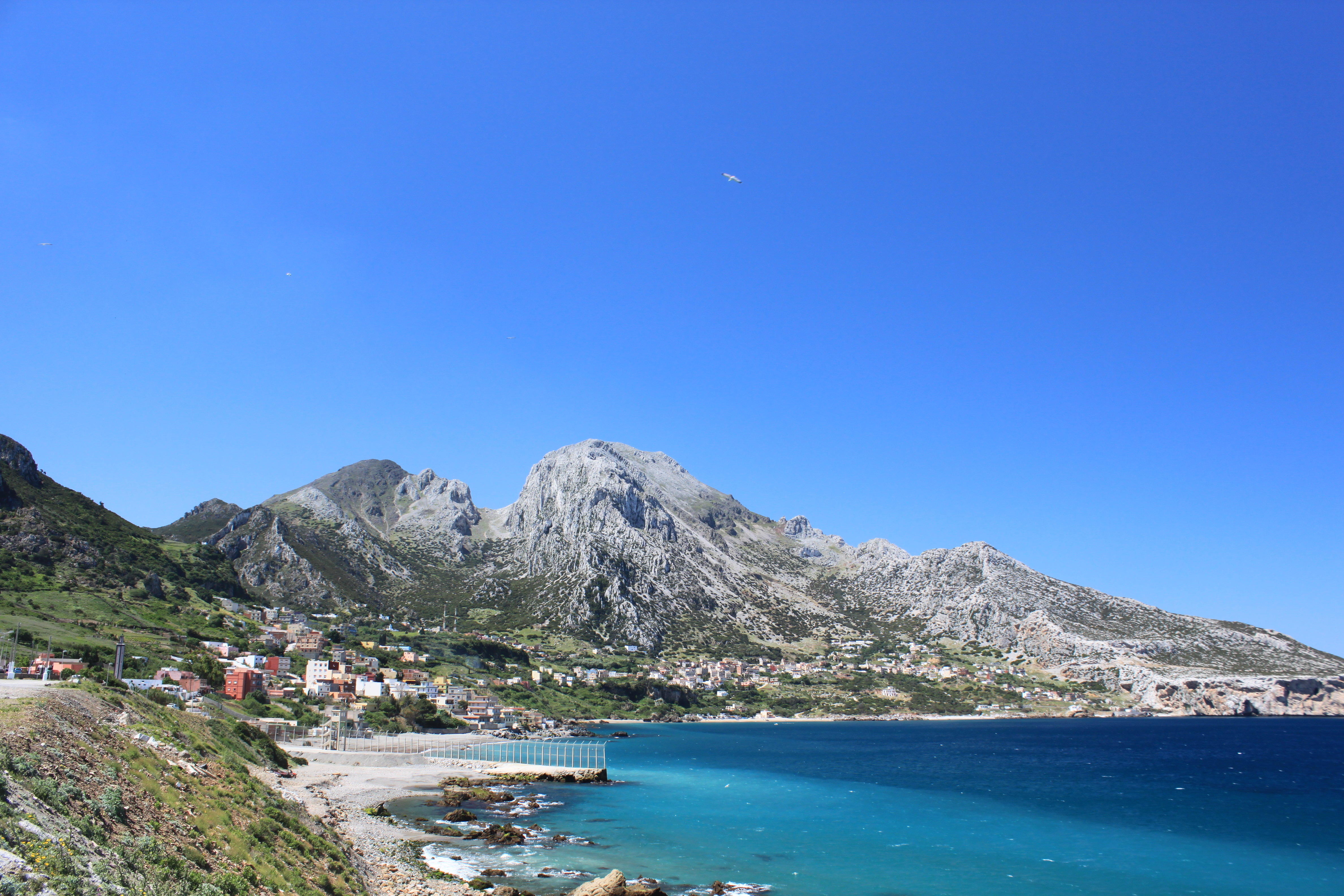
قرية بليونش وجبل موسى بن نصير (المرأة الميتة)
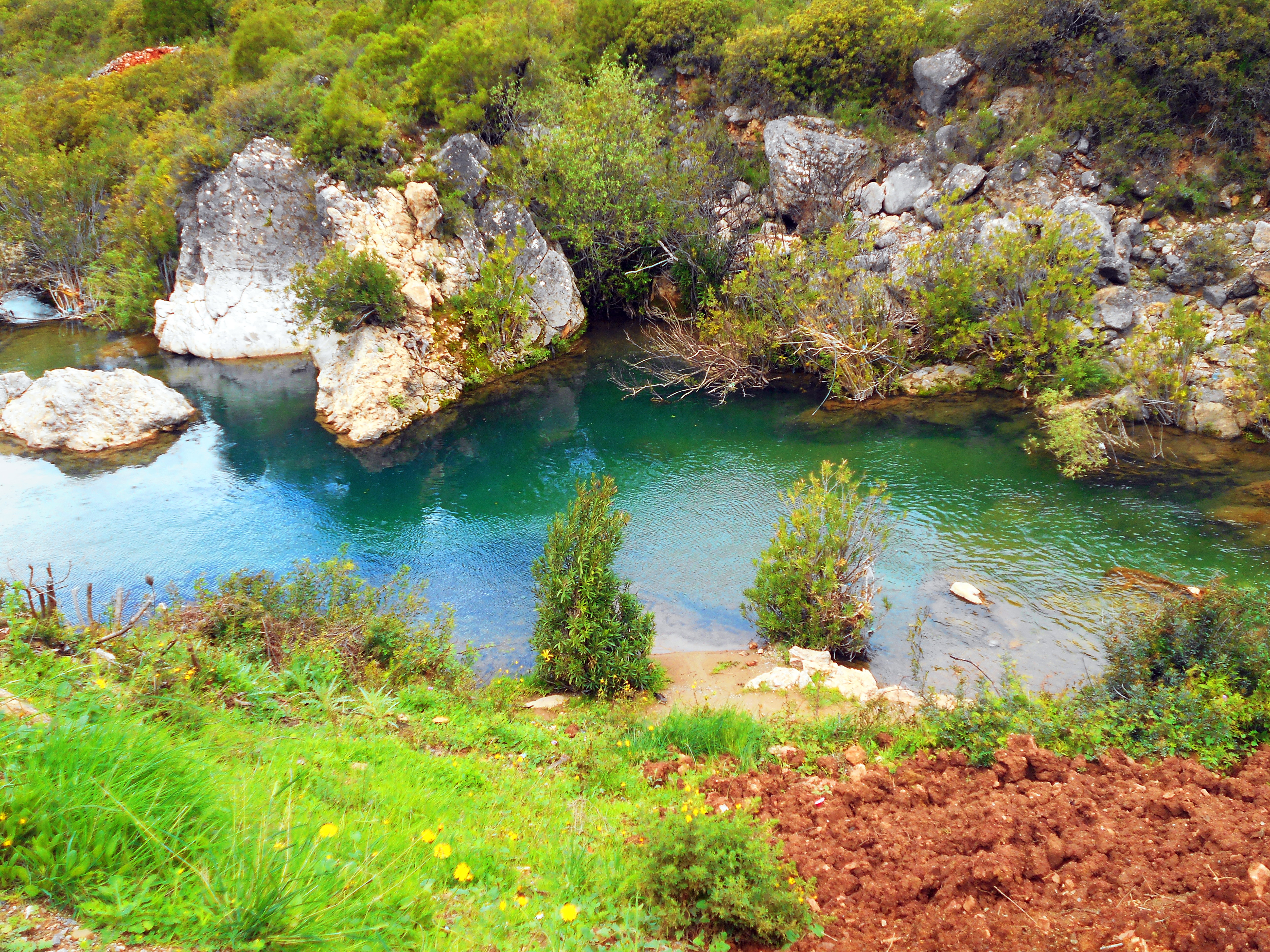
مجرى نهر فاردا - إقليم شفشاون
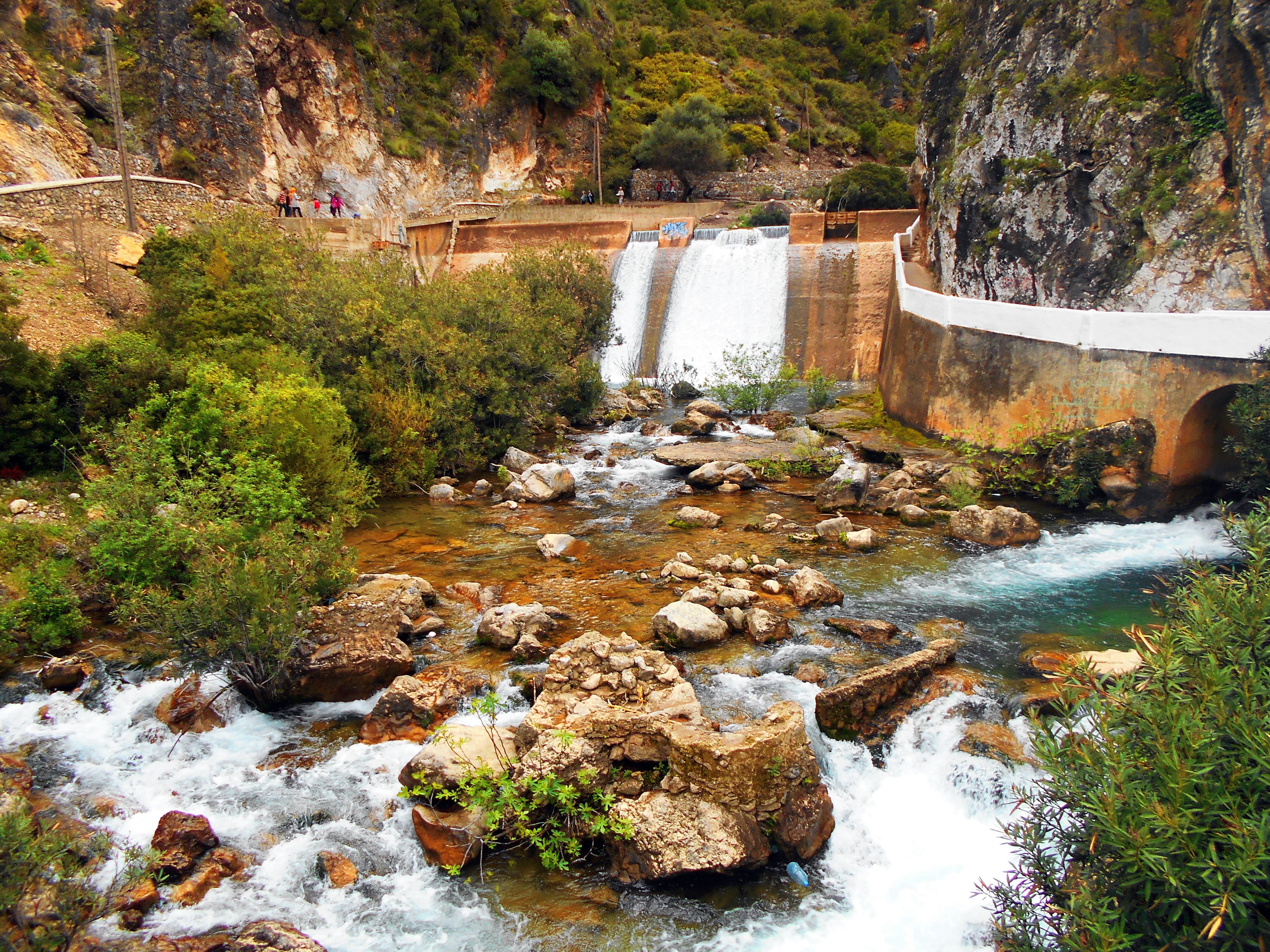
جانب من منتزه أقشور - إقليم شفشاون
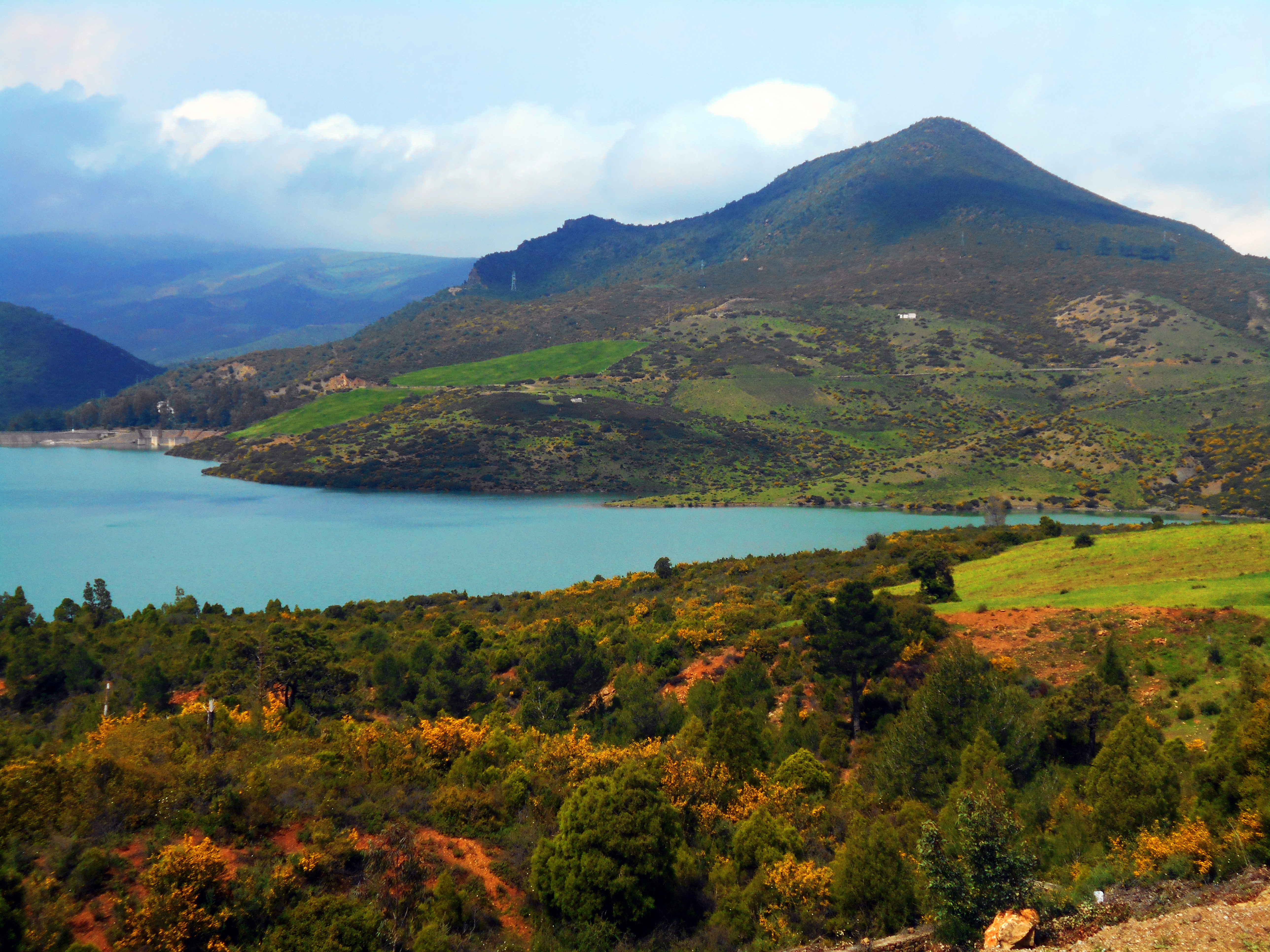
بحيرة النخلة - إقليم تطوان
جبال بني حسان - إقليم تطوانجبال بني حسان - إقليم تطوان
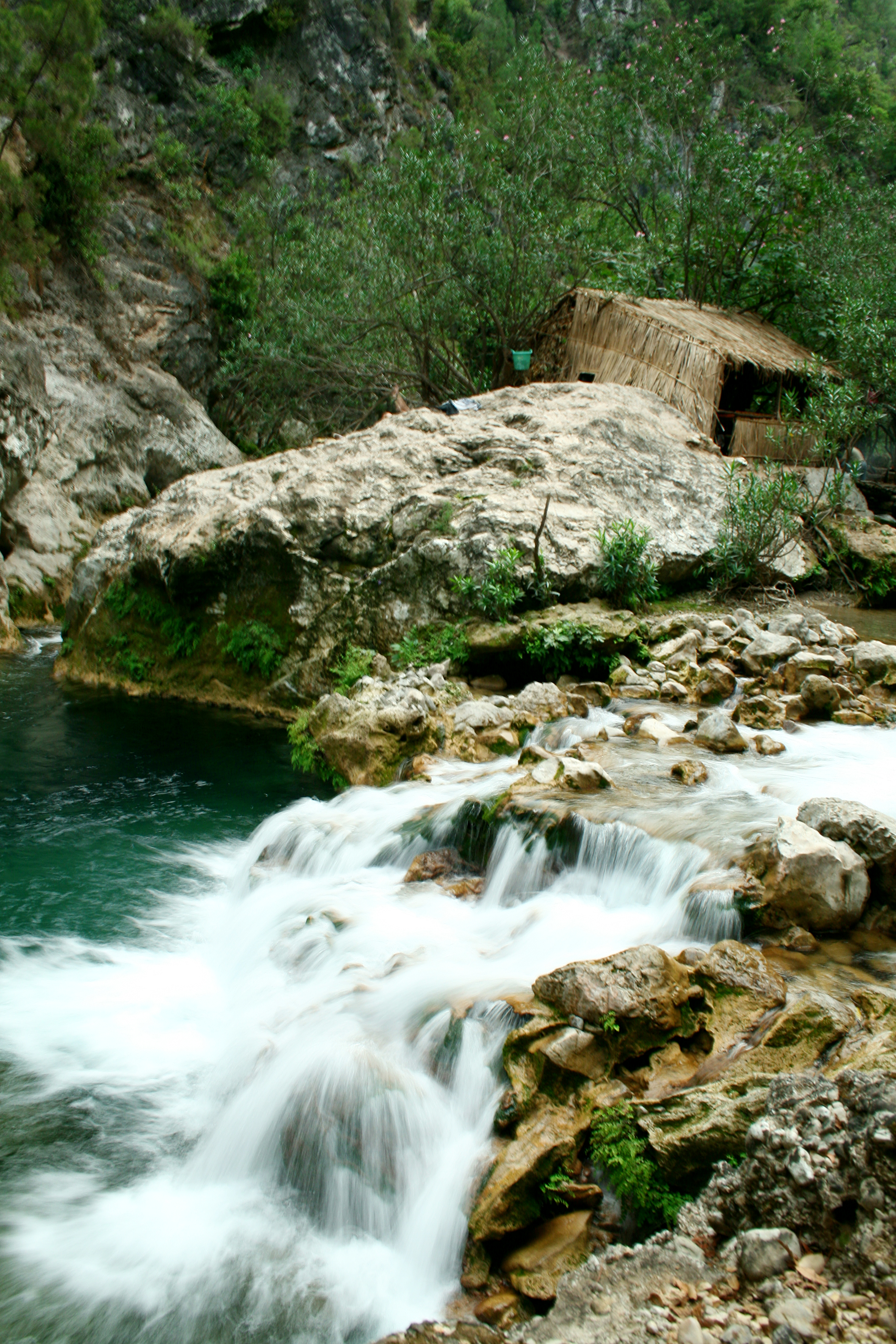
شلالات تاورارت - إقليم شفشاون